# Cuisine bourguignonne
Pour les articles homonymes, voir Bourgogne.
La cuisine bourguignonne est une cuisine traditionnelle qui allie une grande diversité de produits de Bourgogne, dont les prestigieux vins du vignoble de Bourgogne et les spécialités bourguignonnes.
On y retrouve en particulier, les escargots de Bourgogne (au beurre d'escargot), le jambon persillé, le bœuf bourguignon, le bœuf charolais, le coq au vin, les œufs en meurette, la truffe de Bourgogne.

## Spécialité régionale
Chaque département de la Bourgogne tire profit de ses produits, de ses ressources agricoles, et traditions et savoir faire culinaires, héritières des cuisine gauloise et médiévale ancestrales.

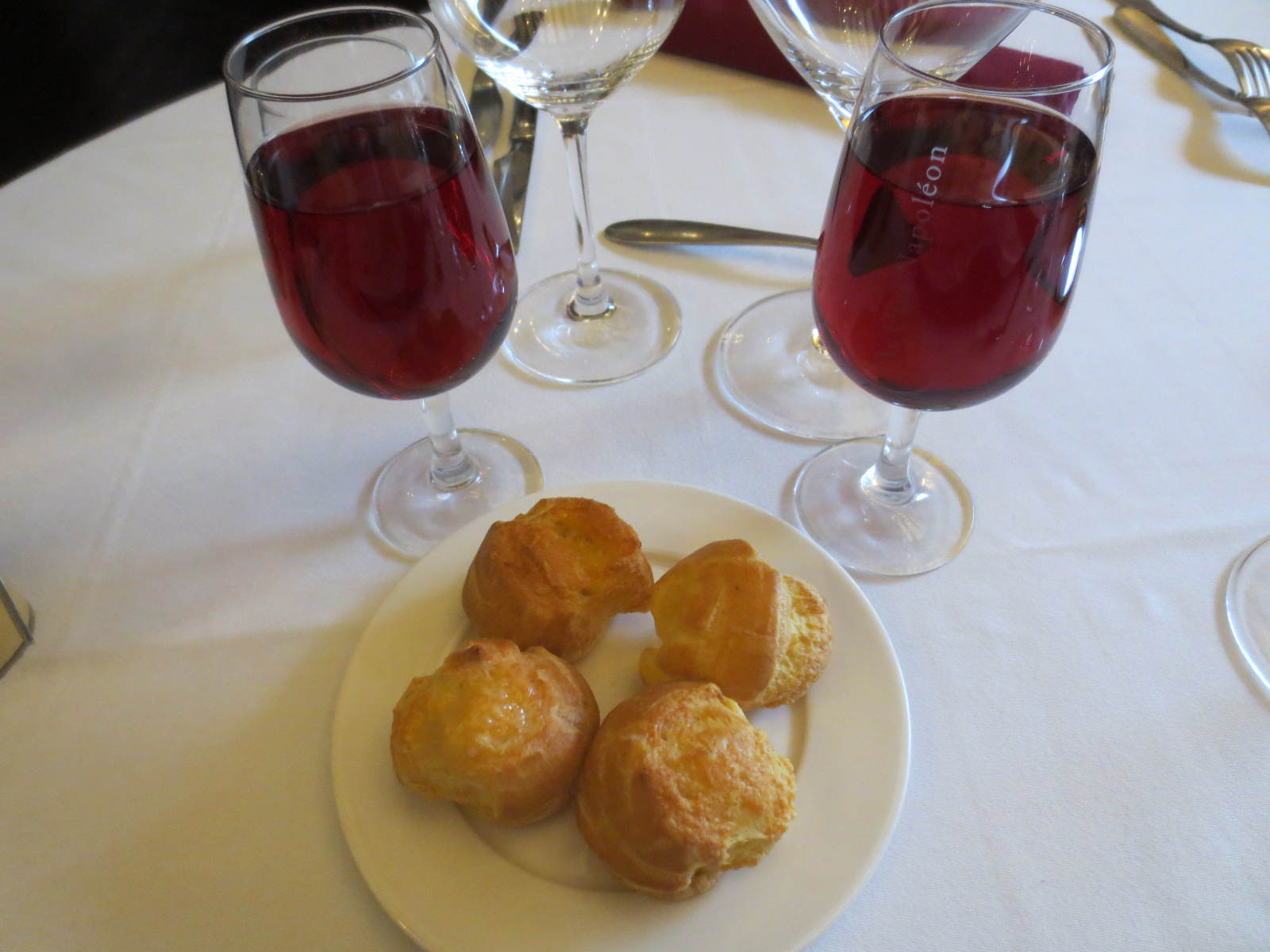
Kir et gougères
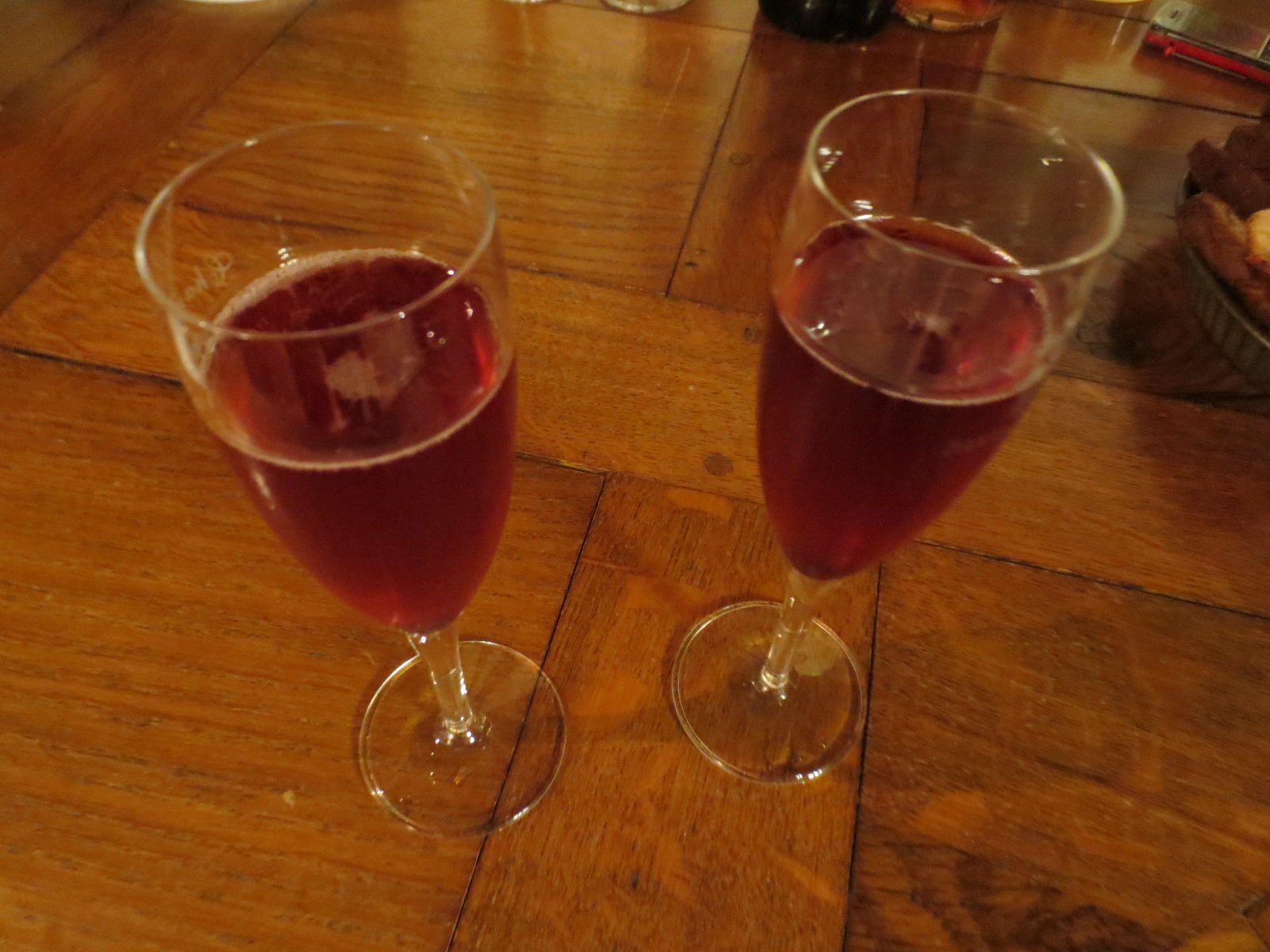
Kir royal avec crème de cassis et crémant de Bourgogne
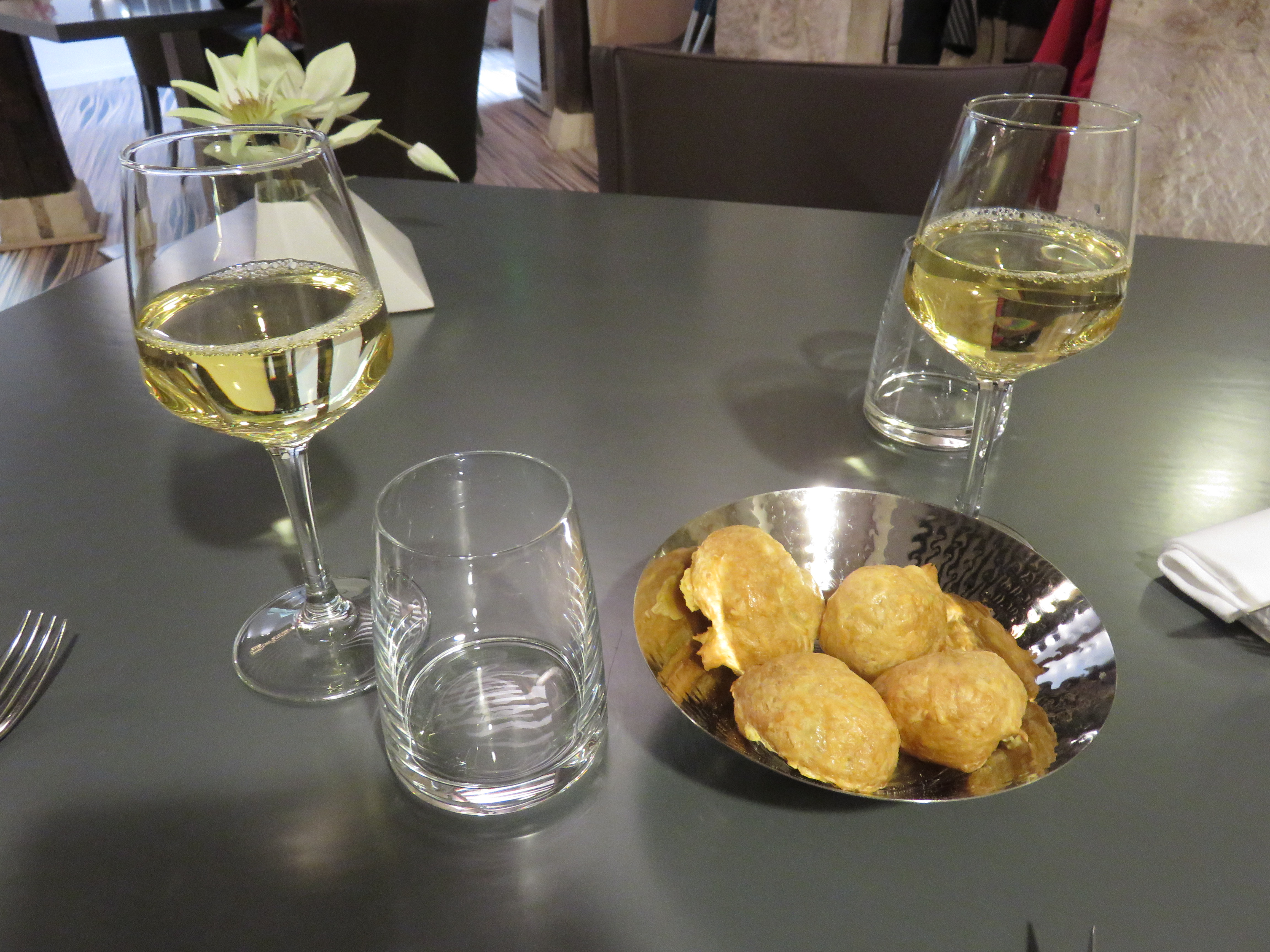
Gougères et chassagne-montrachet (AOC)

### Cuisine de la côte vineuse
Aussi distingue-t-on les cuisines dites « de la côte vineuse », laquelle s’étend sur les départements de la Côte-d'Or et de Saône-et-Loire, poussant son influence jusqu’aux confins du Lyonnais. Cette cuisine tire son caractère spécifique de l’usage du vin, voire du raisin et de la viande de bœuf (charolaise) avec, par exemple, le coq au vin (plus exactement à la lie de ce vin, ou coq au Chambertin), les œufs en meurette, le jambon persillé, le bœuf bourguignon et les tartes aux pêches de vigne. Les usages des dérivés, tels que le moût ou le verjus, ont donné lieu à des préparations maintenant tombées en désuétude, mais que le Moyen Âge avait coutume de « mettre à sa table ».

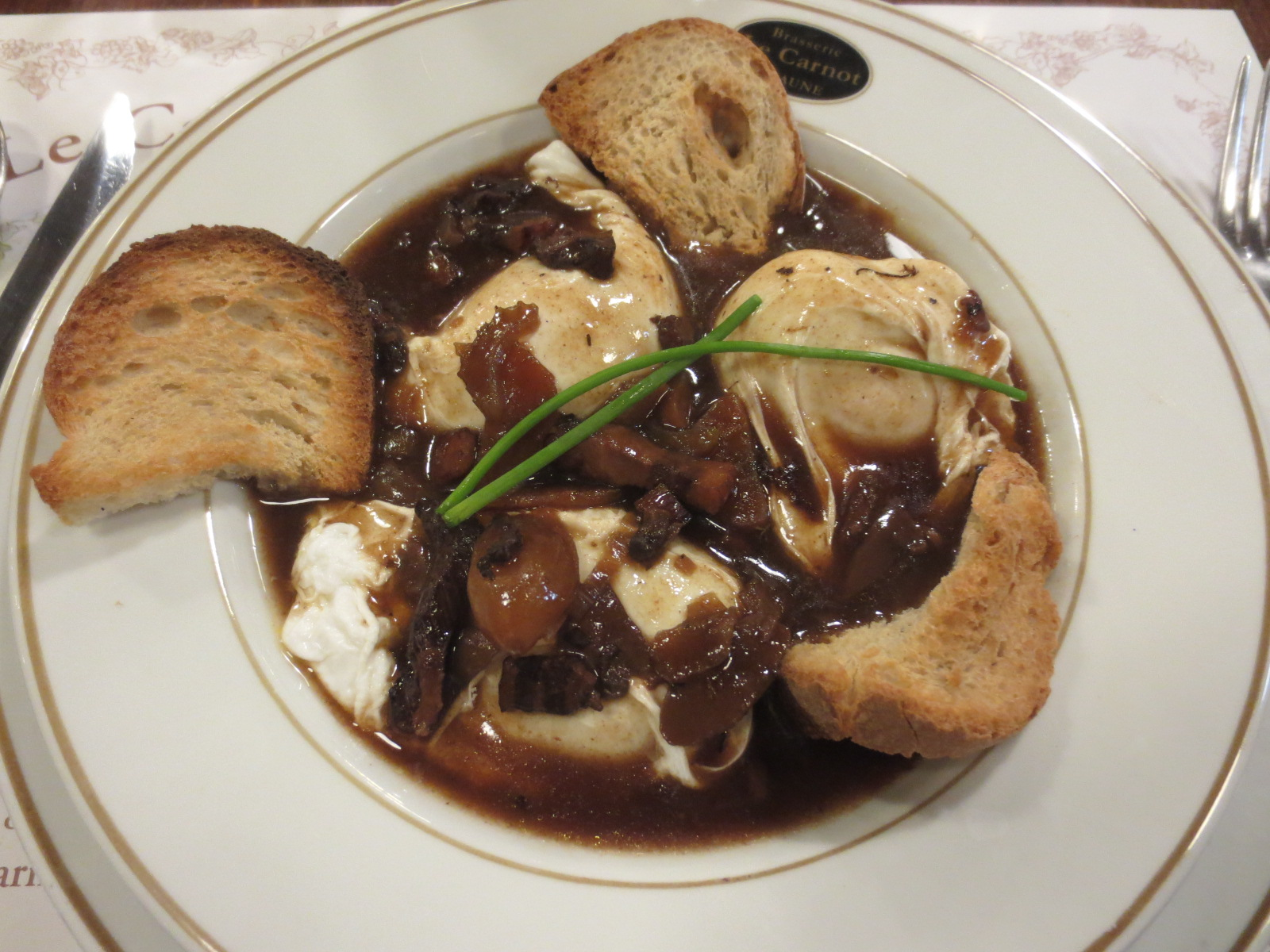
Œufs en meurette
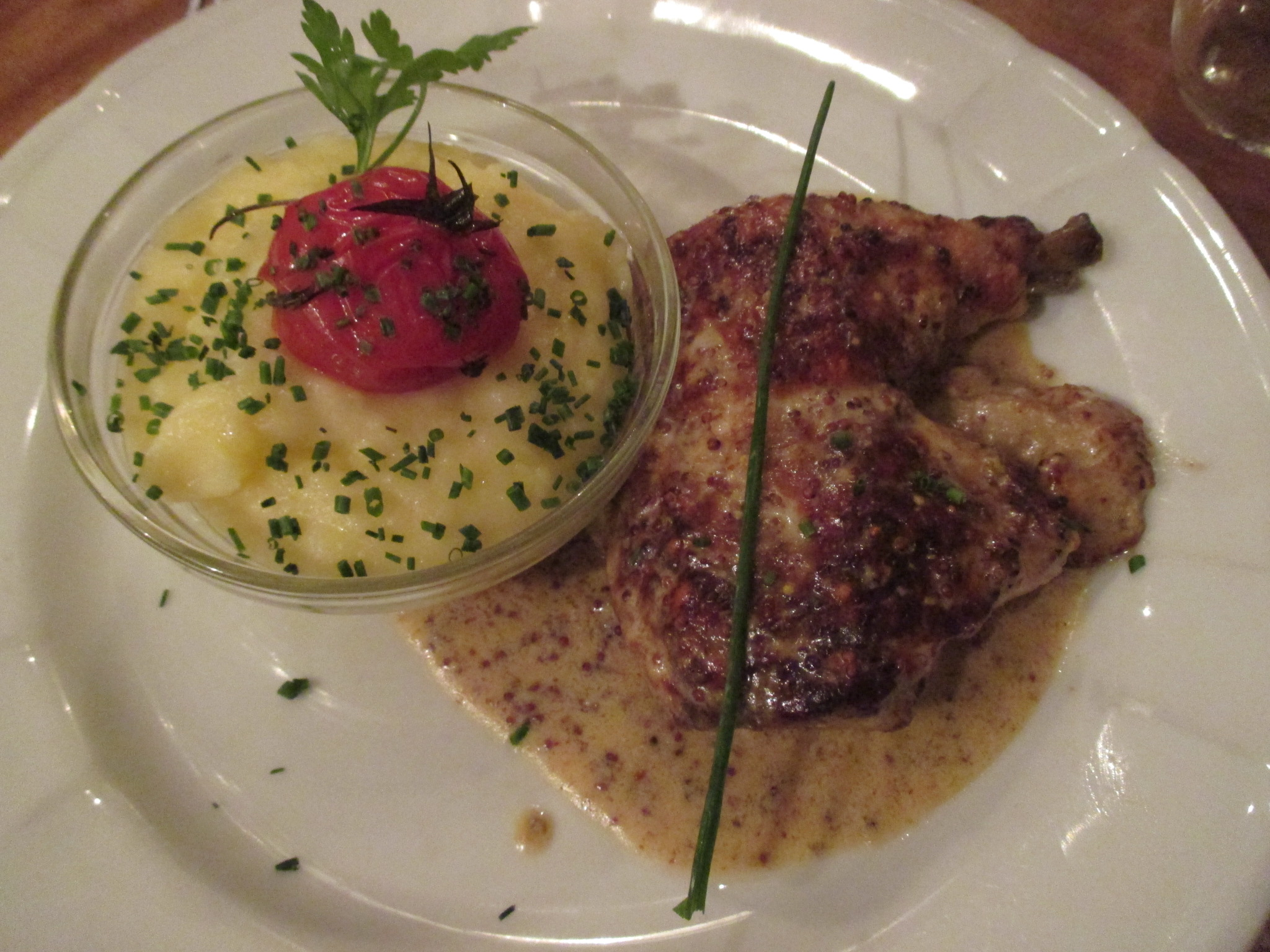
Poulet Gaston Gérard à la moutarde de Dijon
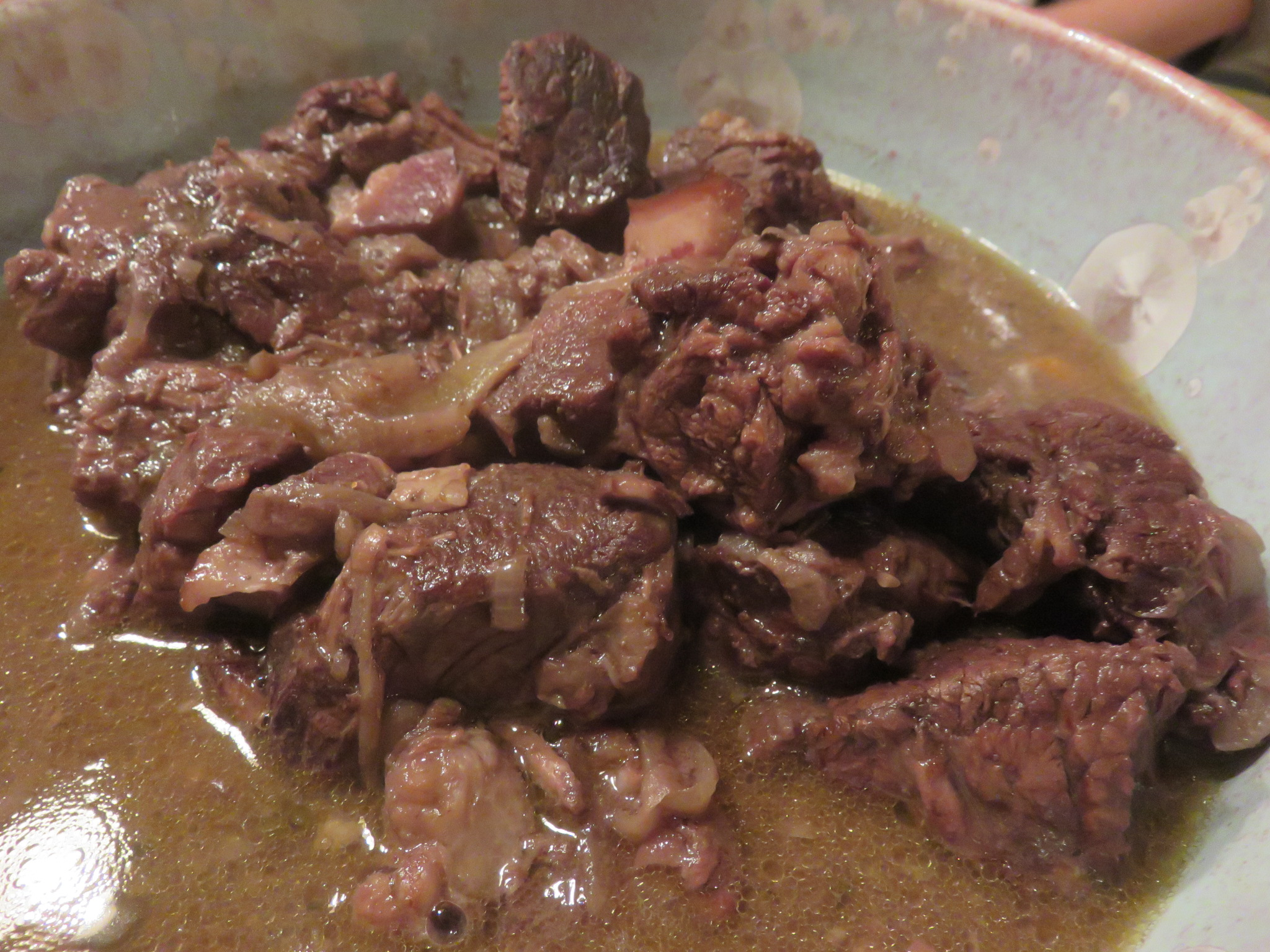
Bœuf bourguignon
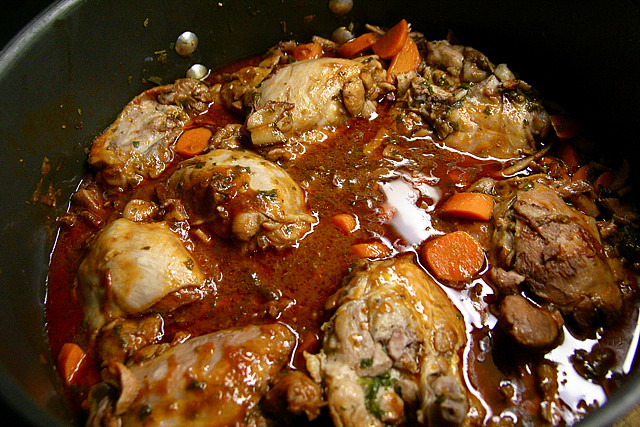
Coq au vin

### Cuisine de Saône-et-Loire
Outre le pavé bourguignon (spécialité d'origine creusotine) et le pavé de bœuf charolais, la Saône-et-Loire tire, quant à elle, avec sa cuisine bressane de la Bresse bourguignonne, une grande fierté de sa tradition volaillère et céréalière, notamment par la poule de Bresse entre autres du marché de Louhans, et par l’usage du maïs sous des formes diverses, dont la farine torréfiée liée en bouillie à l’eau ou au lait, sucrée ou salée, les gaudes. Cette préparation roborative a nourri des générations de paysans jusque peu après la Première Guerre mondiale.

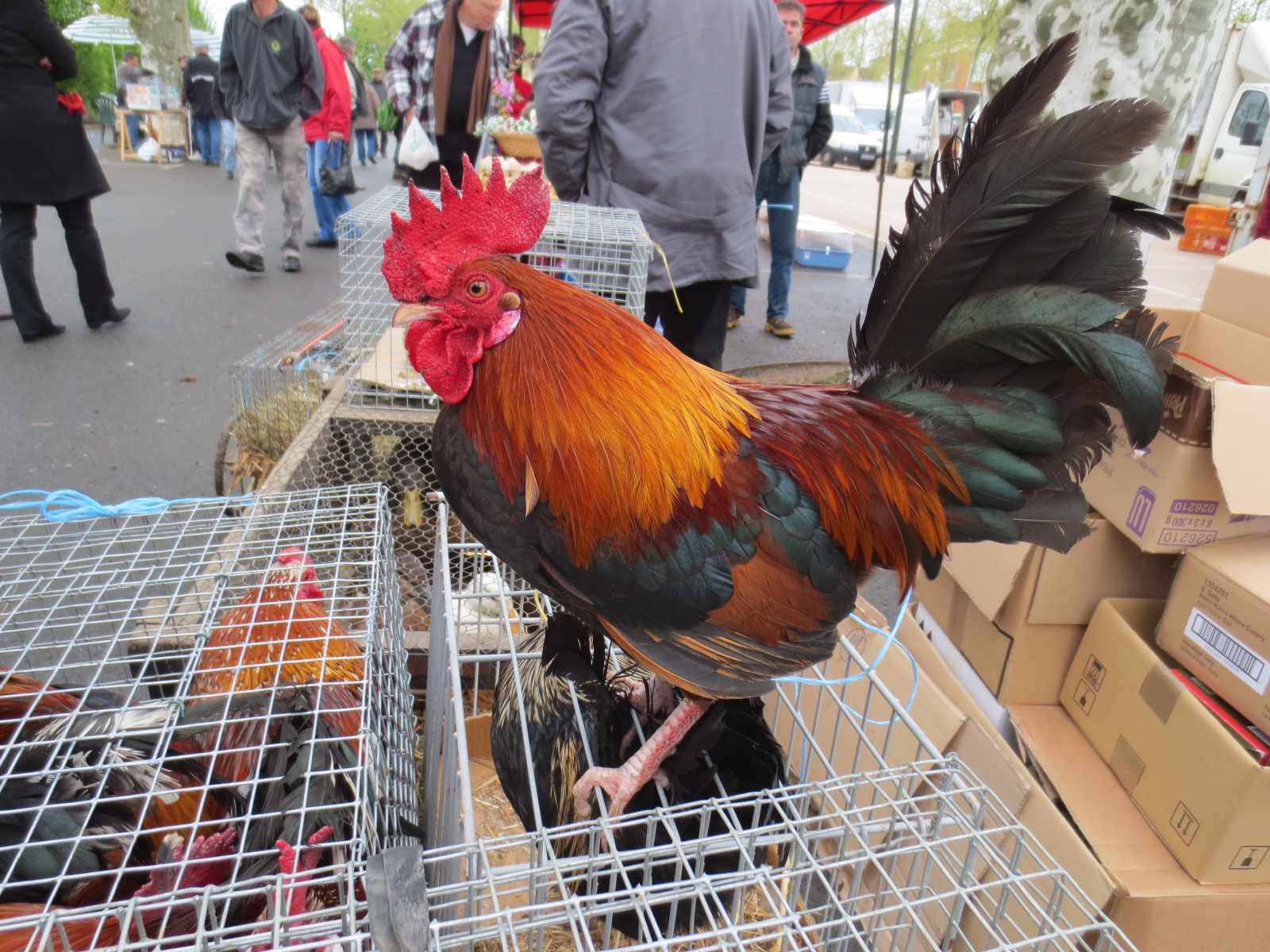
Coq du marché de Louhans en Bresse bourguignonne
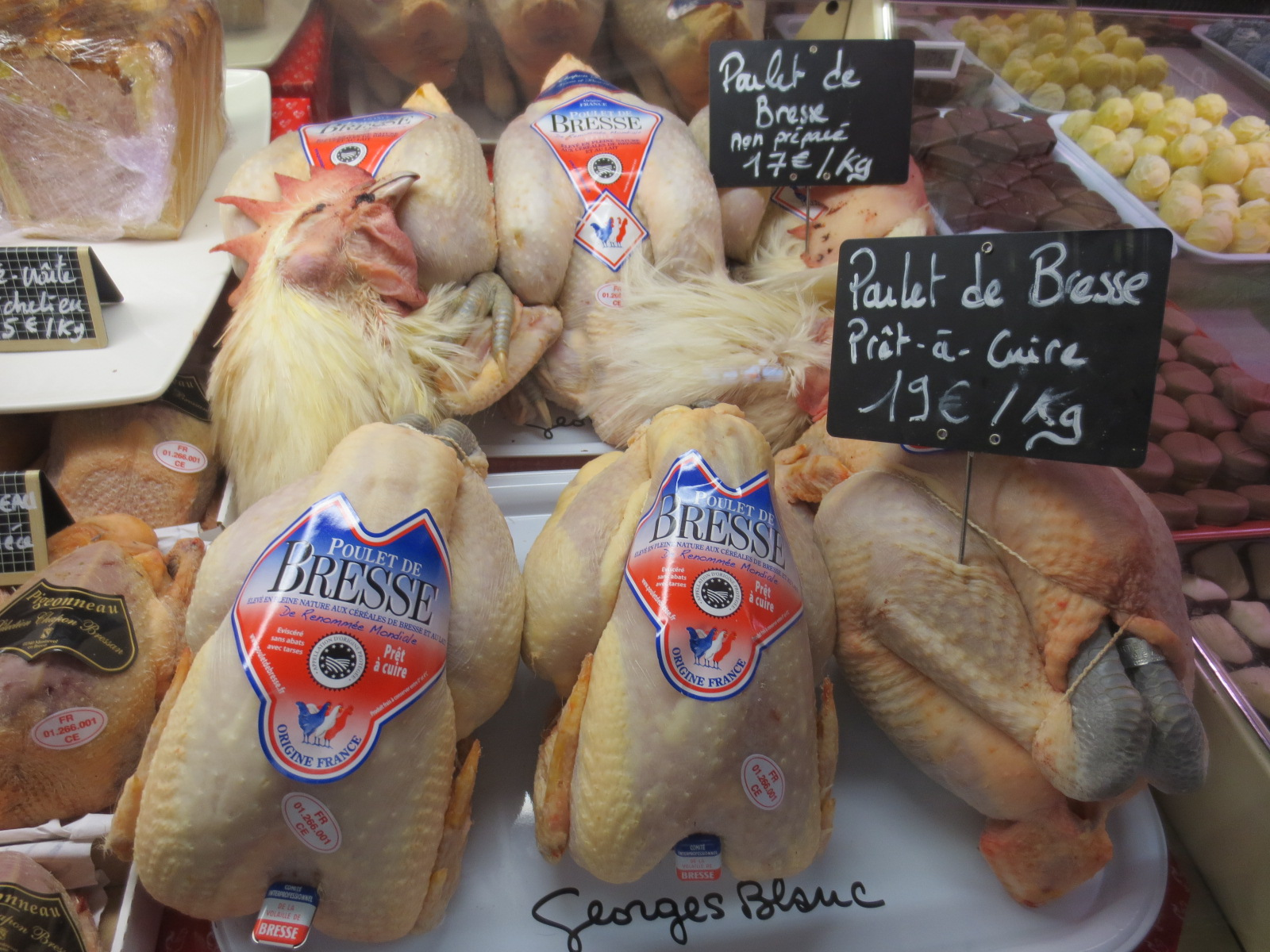
Volaille de Bresse
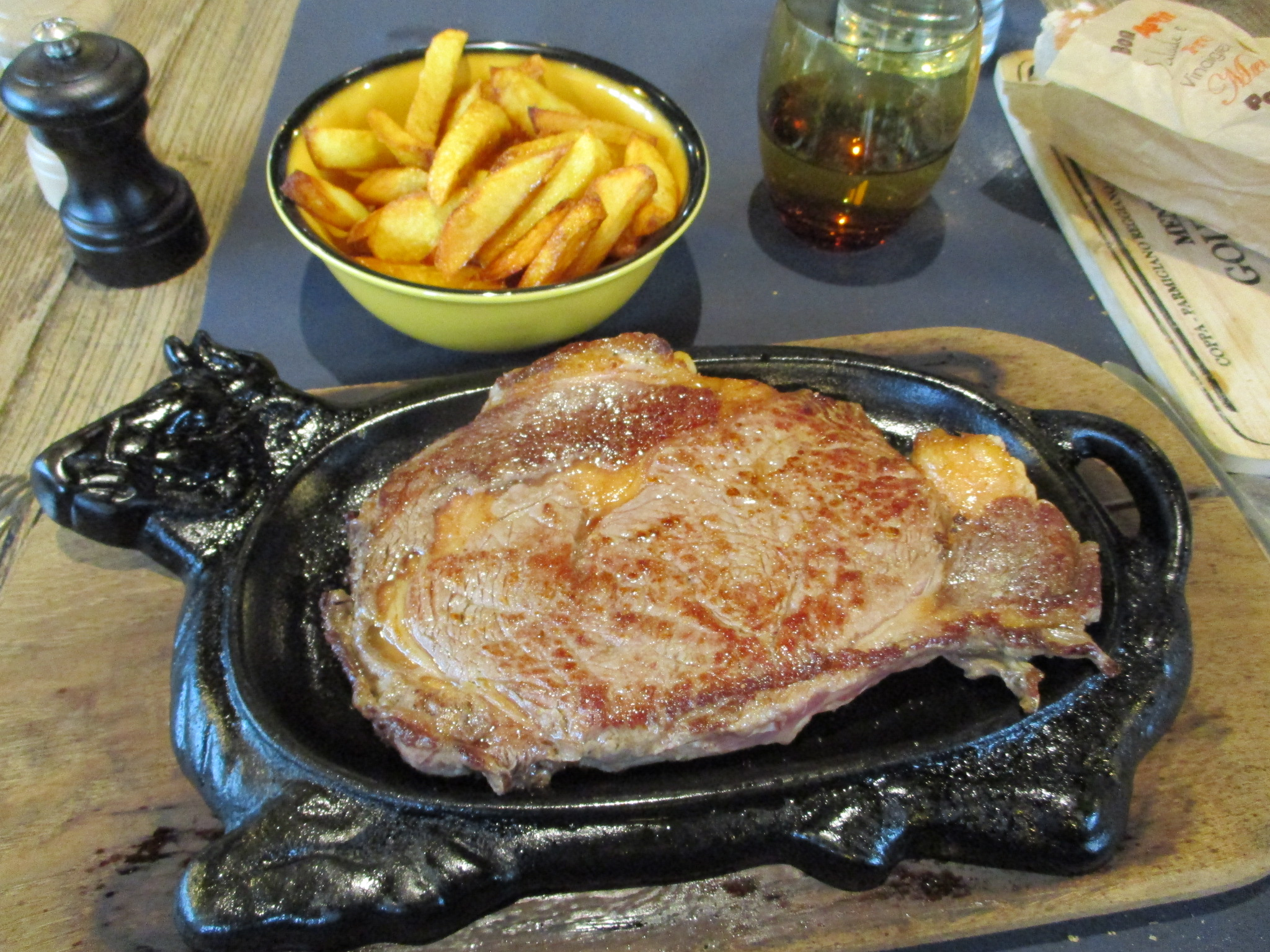
Entrecôte charolaise de Charolles dans le Charolais
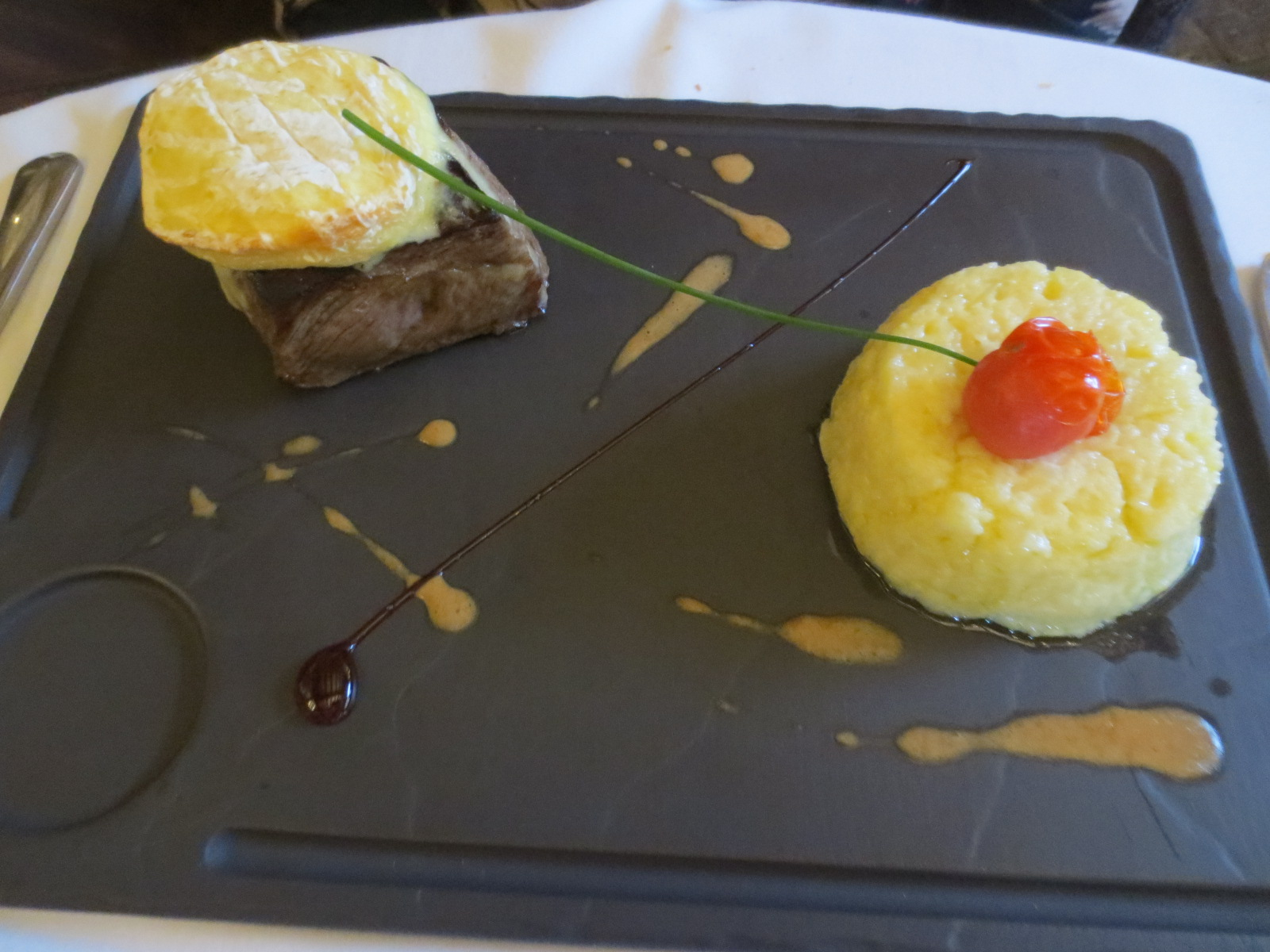
Pavé de bœuf charolais à l'époisses
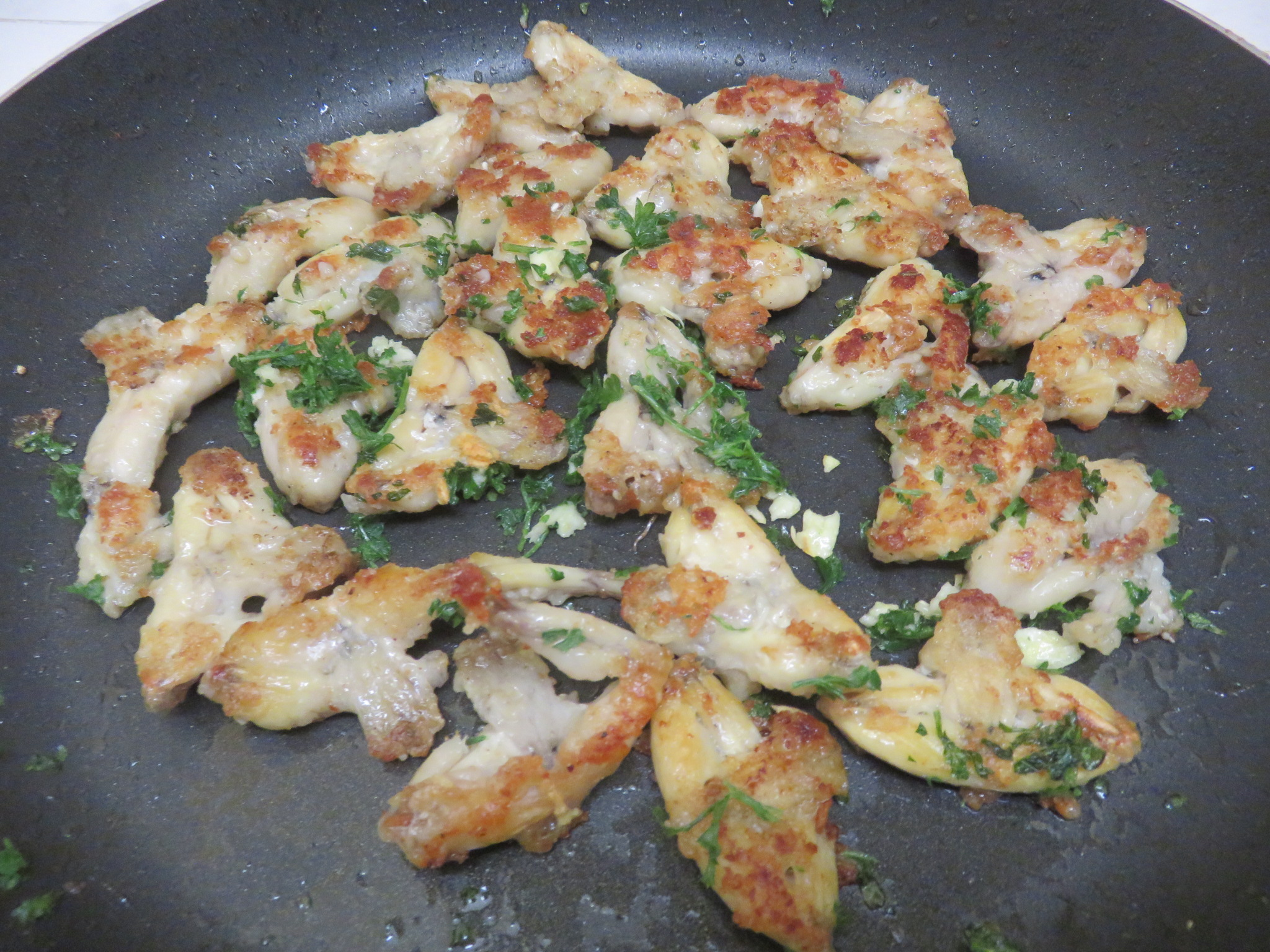
Cuisses de grenouille

### Cuisine du Morvan
La cuisine du Morvan recoupe une zone géographique s'étendant majoritaire sur la Nièvre et le sud du département de l'Yonne. La cuisine morvandelle est elle aussi fondée sur le principe ancien de nourriture roborative et puise allègrement dans les féculents, telle la pomme de terre (en patois « lai treuffe »), la crème fraîche, le lard et les salaisons (jambon cru, rosette). Le crâpiau (en patois « grâpiau », « crépiâ »), crêpe de sarrasin très épaisse au lard, aromatisée de persil et d’ail, est une recette traditionnelle. On se doit de citer le jambon en saupiquet, plus communément nommé jambon à la crème. C'est une spécialité de Saulieu. On trouve aussi la râpée, galette confectionnée avec des pommes de terre râpées et frites à la poêle, que l'on consomme avec un fromage à pâte fraîche à la crème (en patois le quiâque bitou).

## Spécialité par type

### Entrées

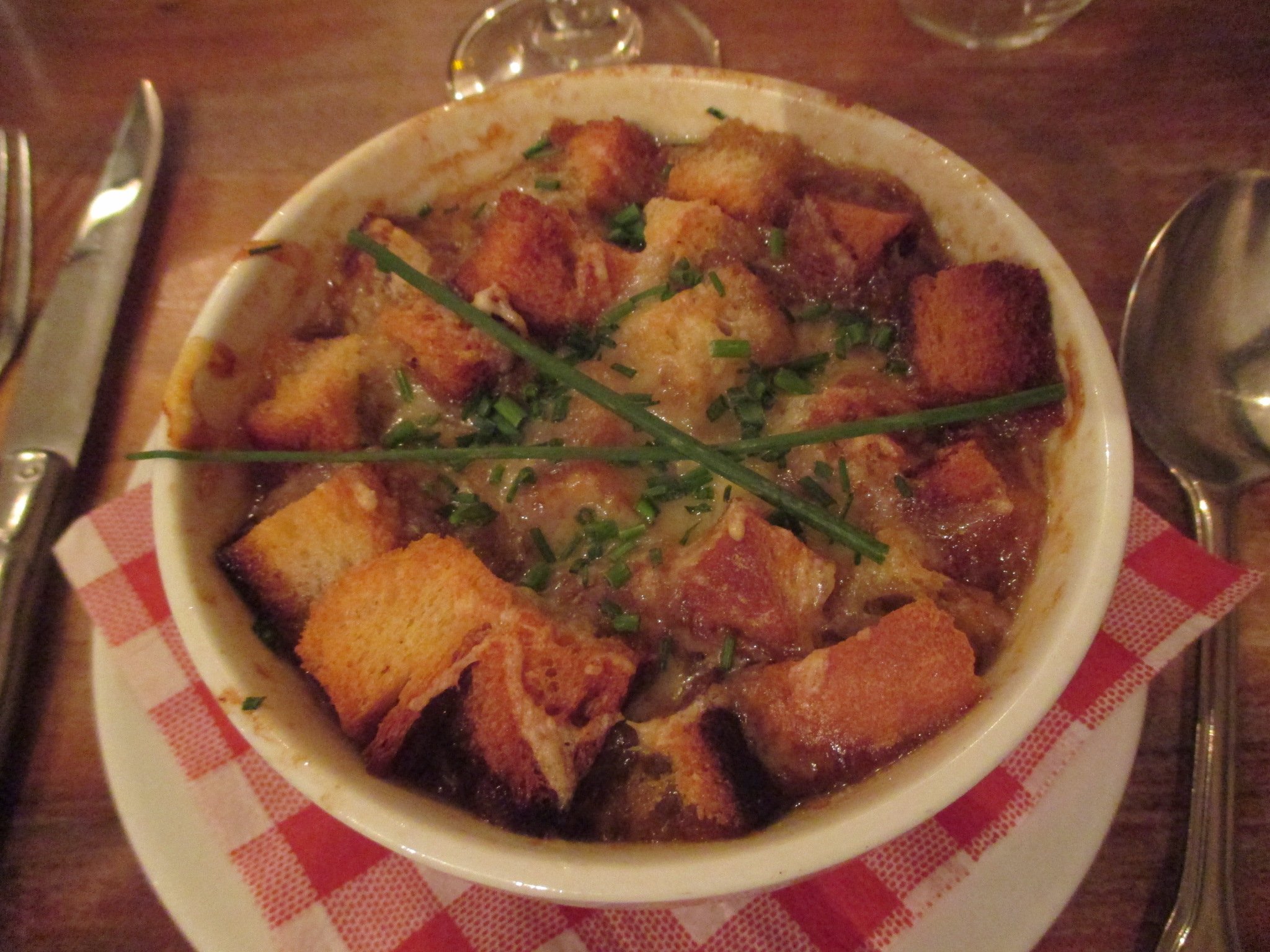
Soupe à l'oignon
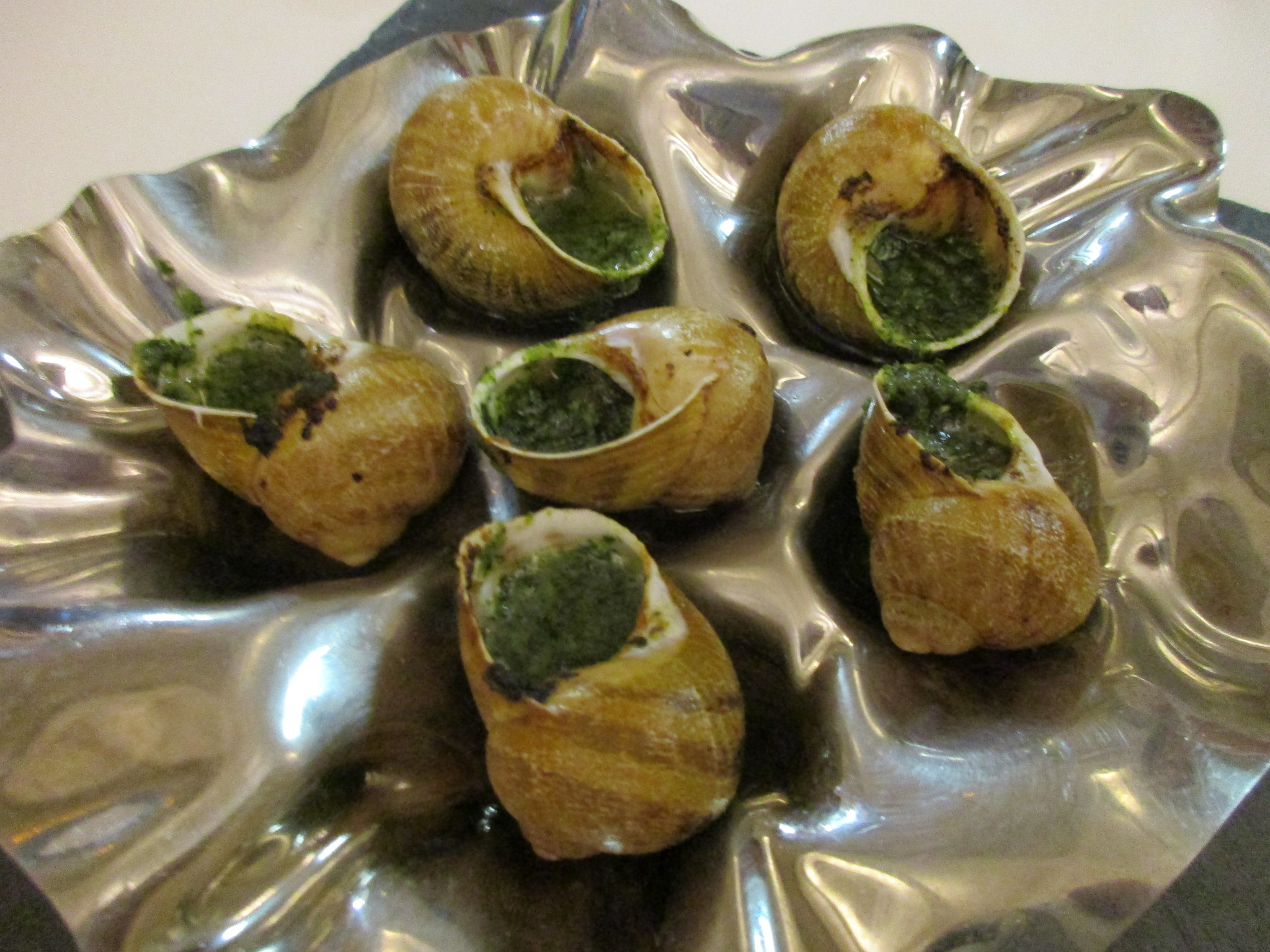
Escargots de Bourgogne
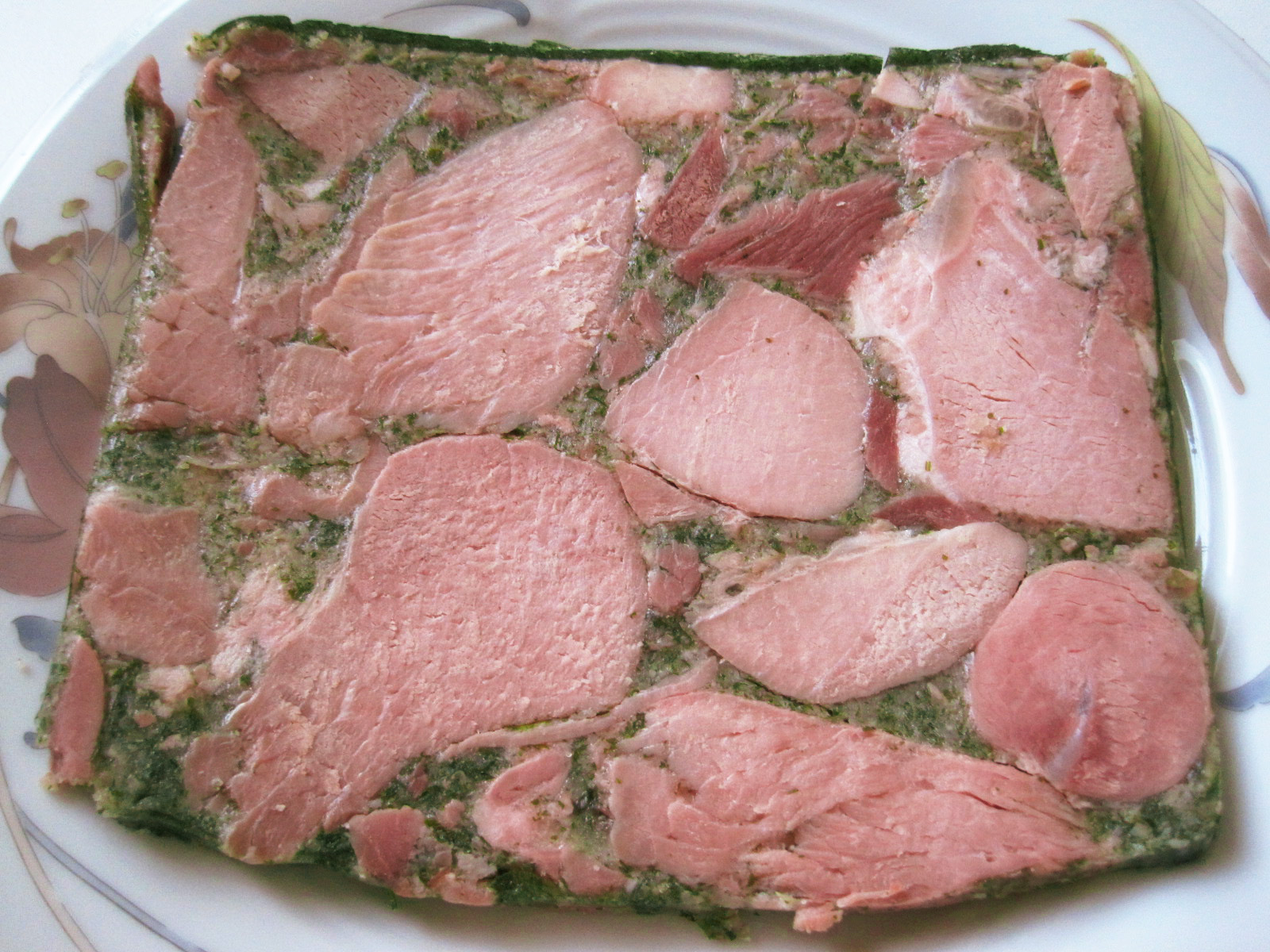
Jambon persillé
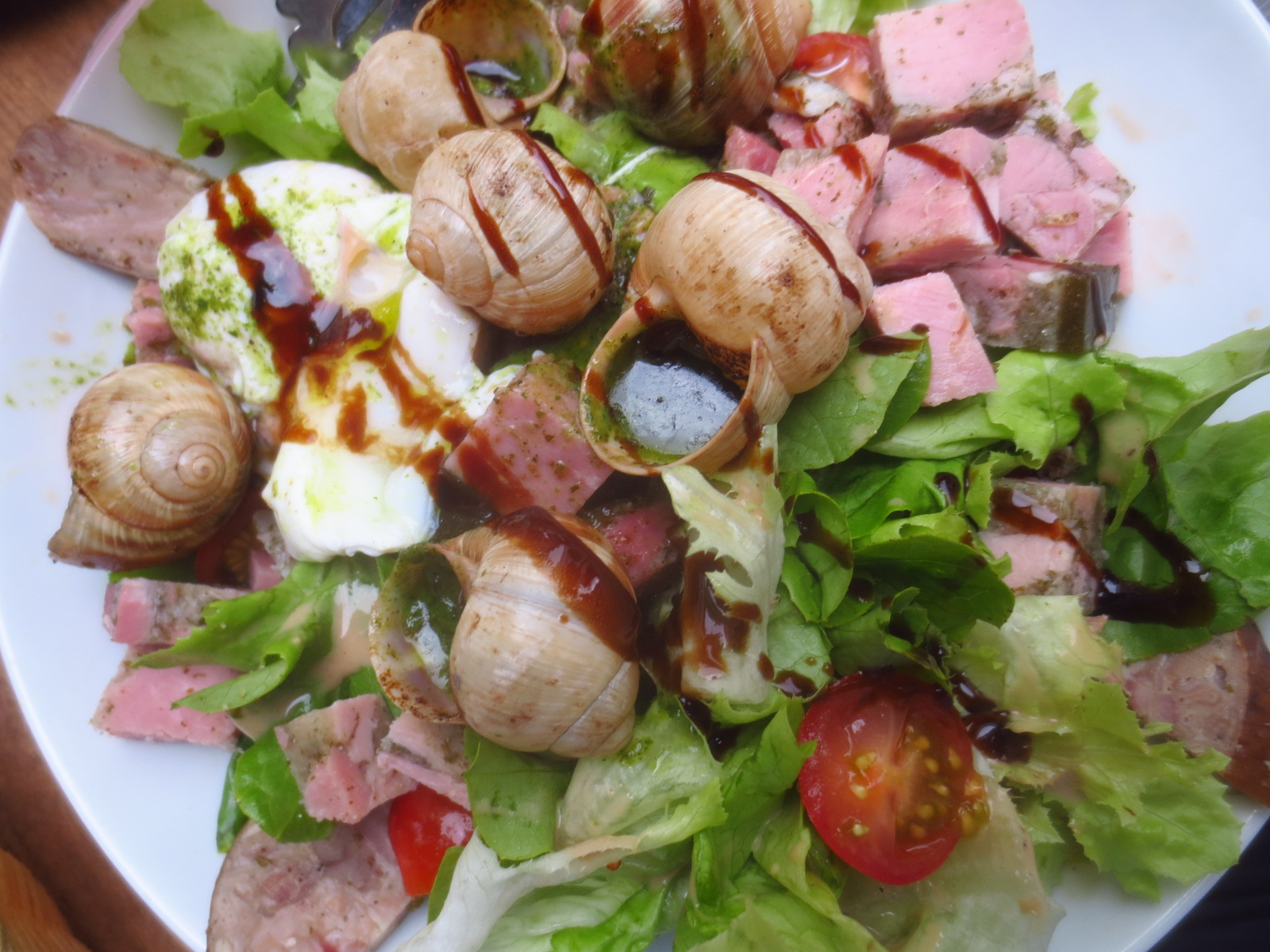
Salade bourguignonne, avec jambon persillé et escargots de Bourgogne
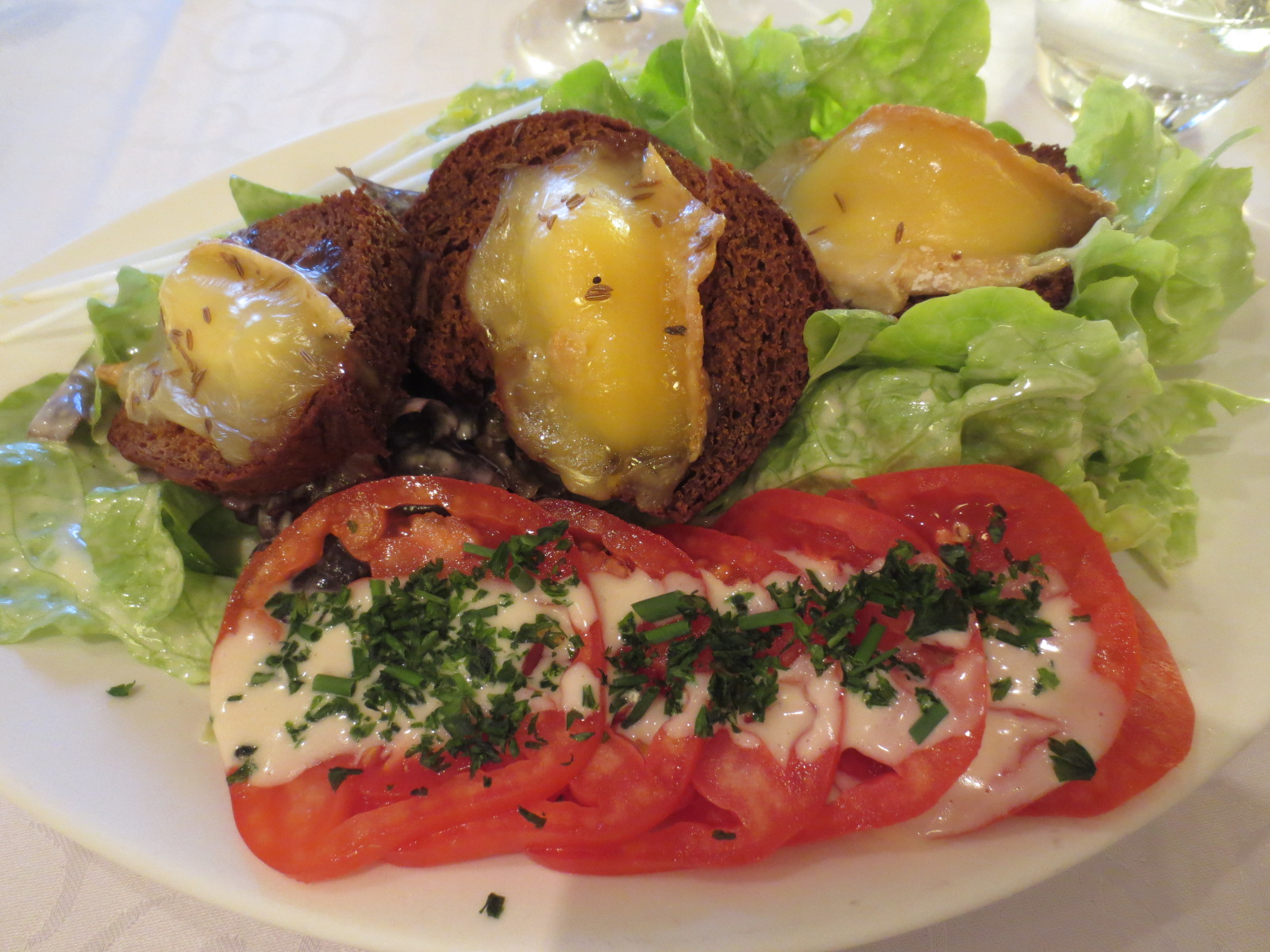
Salade dijonnaise avec époisses sur pain d'épices

### Plats

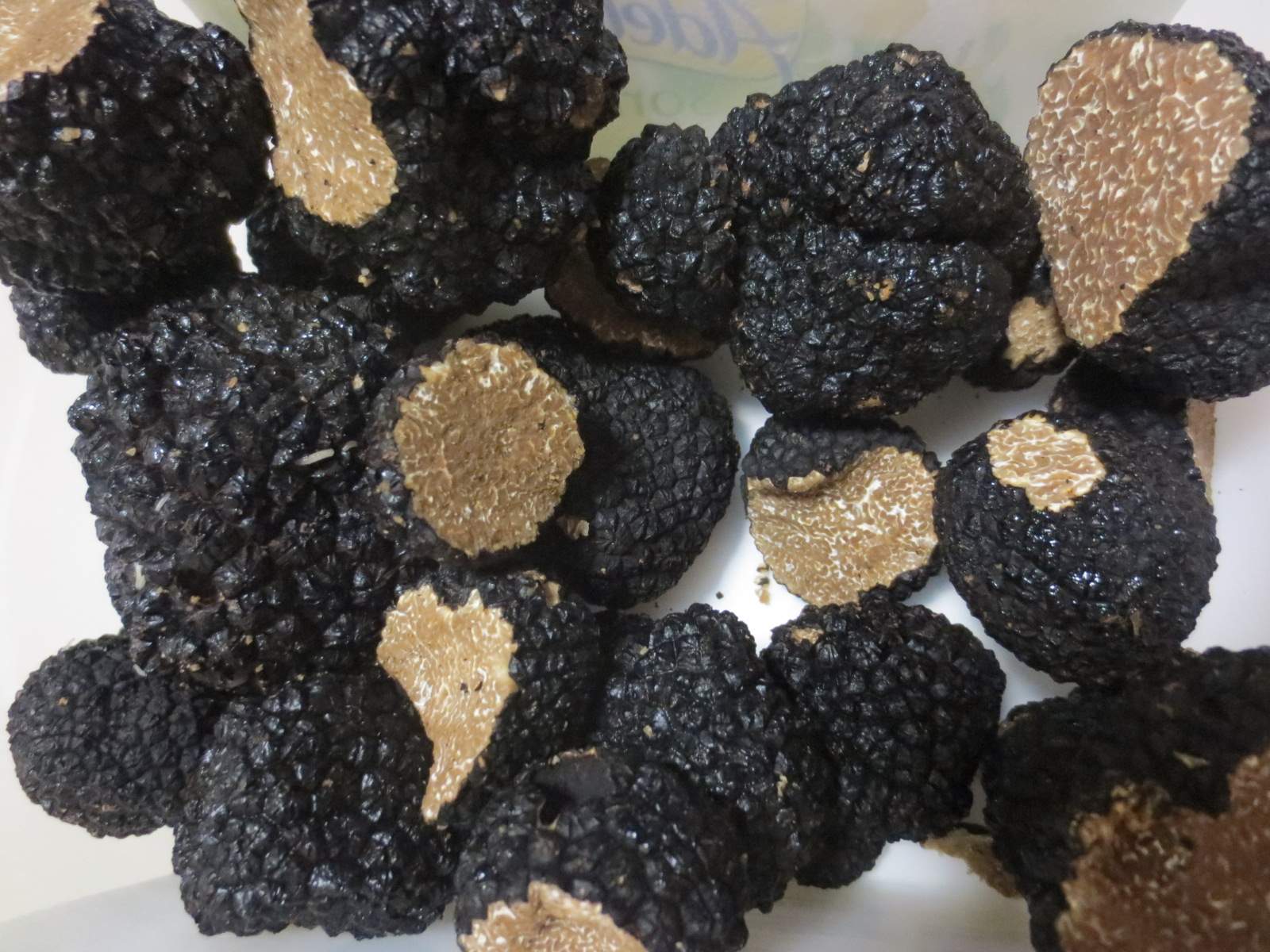
Truffes de Bourgogne (Tuber uncinatum).

De tradition paysanne, les gaudes, confectionnées à partir de farine de maïs, ont aujourd'hui tendance à disparaître, tandis que les gougères se servent toujours en entrée ou en apéritif. D'autres plats similaires existent, tels que la tarte aux fruits cuits, la brioche aux lardons, aux pralines ou encore la brioche en couronne.
On trouve d'autres plats variés comme l'écrevisse (en tourte ou en quiche), les cuisses de grenouille (fricassée à la crème), l'escargot de Bourgogne, farci au beurre d'ail et persil, ou les œufs en meurette.

#### Légumes
Les agriculteurs de Bourgogne fournissent quantité de légumes assez variés : tomates, carottes nivernaises, asperges de Meursault, ou les oignons d'Auxonne. Les contrées forestières permettent la cueillette de champignons, dont les truffes.

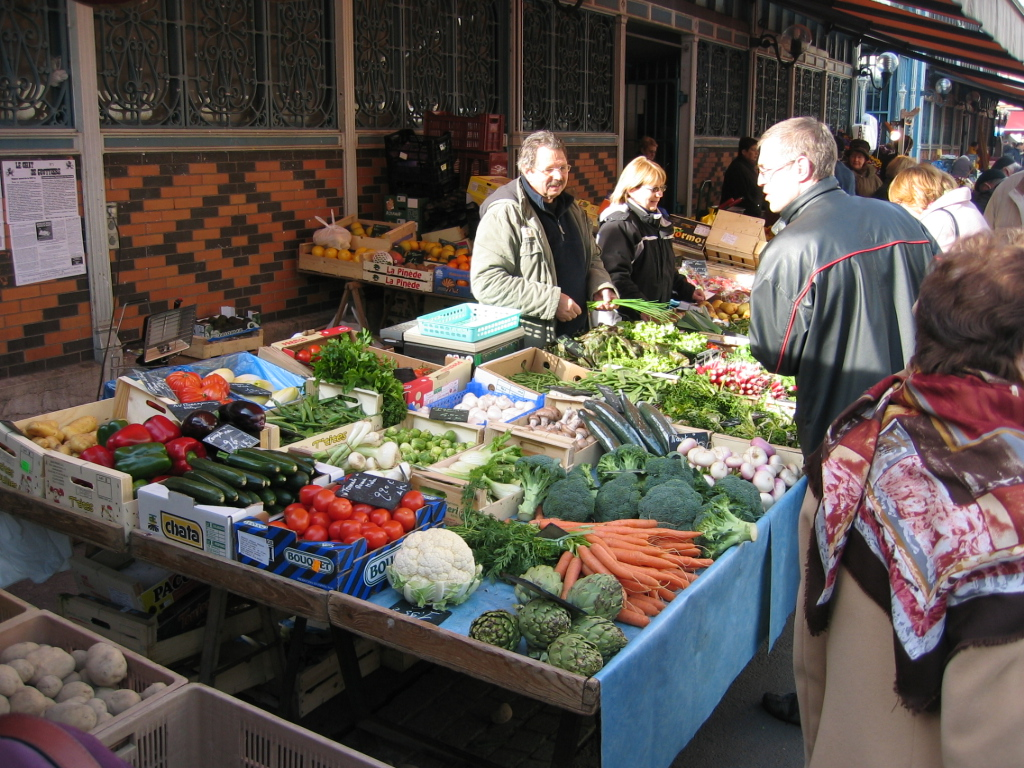
Halles centrales de Dijon

Les principaux plats à base de légumes sont les haricots blancs en potée accompagnés d'andouille, le chou émincé aux lardons, les navets à la crème, les poireaux en matelote ou la laitue en vinaigrette à la crème avec une pointe de moutarde.

#### Sauces
Outre les moutarde de Dijon et moutarde de Bourgogne, désormais labellisée IGP, les sauces sont très variées : à la chablisienne (au chablis), à la dijonnaise (à la moutarde), à la nivernaise (vin blanc, ail et échalotes), à la mâconnaise (petits oignons et fines herbes), ou à la morvandelle (au jambon).
Le beurre d'escargot est célèbre pour ses escargots de Bourgogne. L'une des spécialités de la cuisine régionale est la meurette, une matelote au vin rouge reprenant les ingrédients du bœuf bourguignon, mais s'appliquant aux œufs, aux poissons, aux volailles, aux abats… 

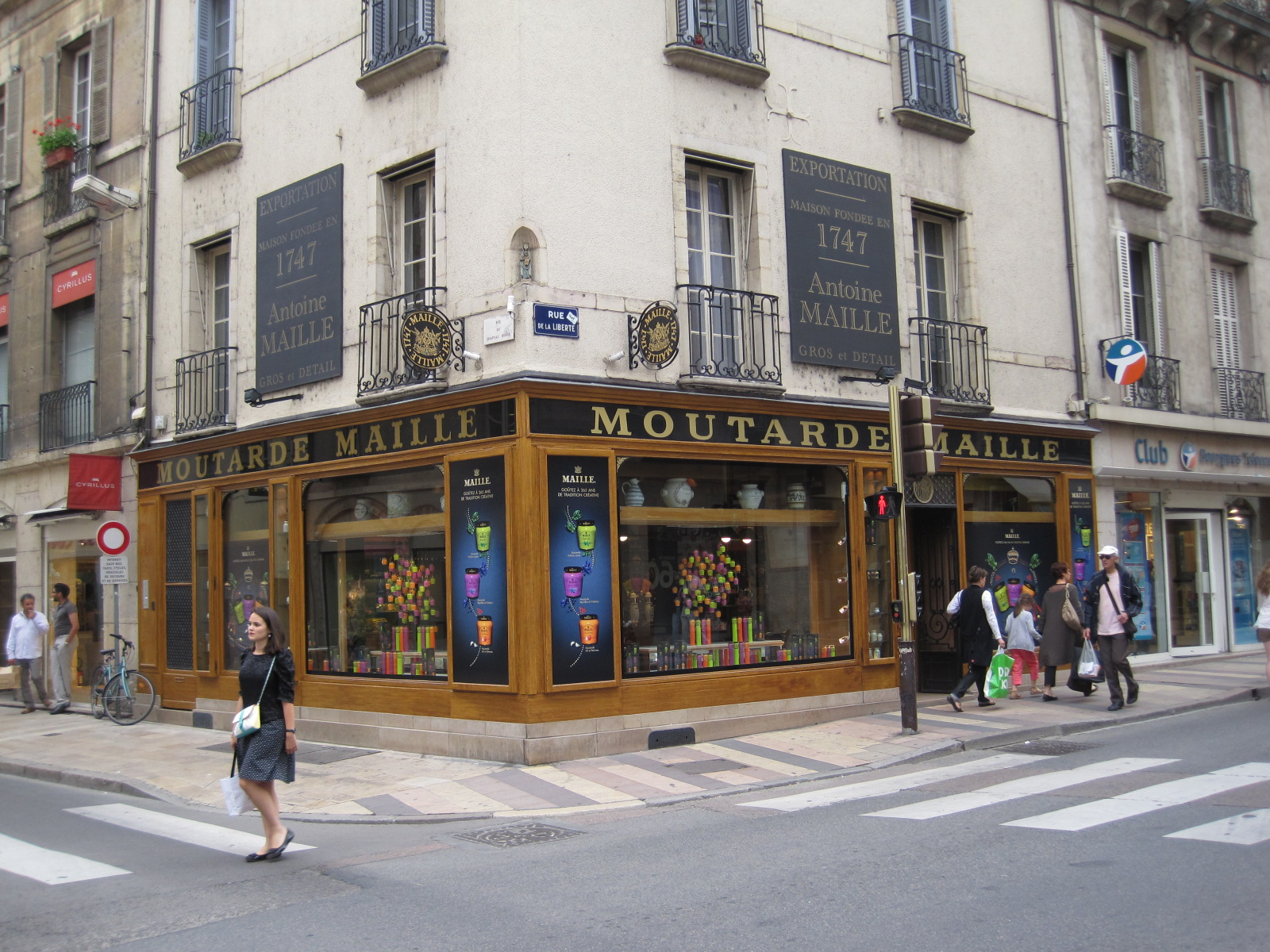
Boutique Maille (épicerie) Rue de la Liberté (Dijon)
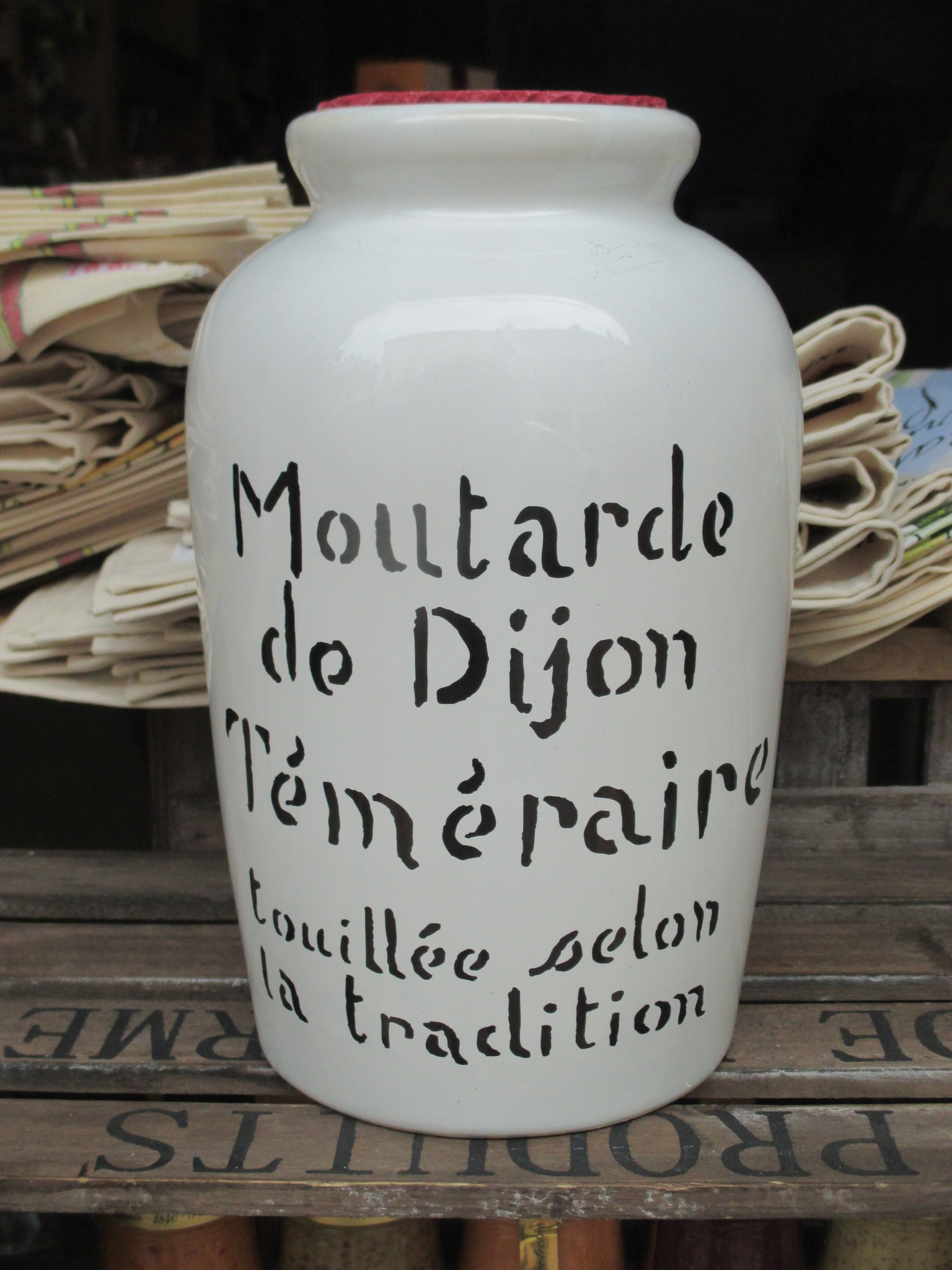
Moutarde de Dijon
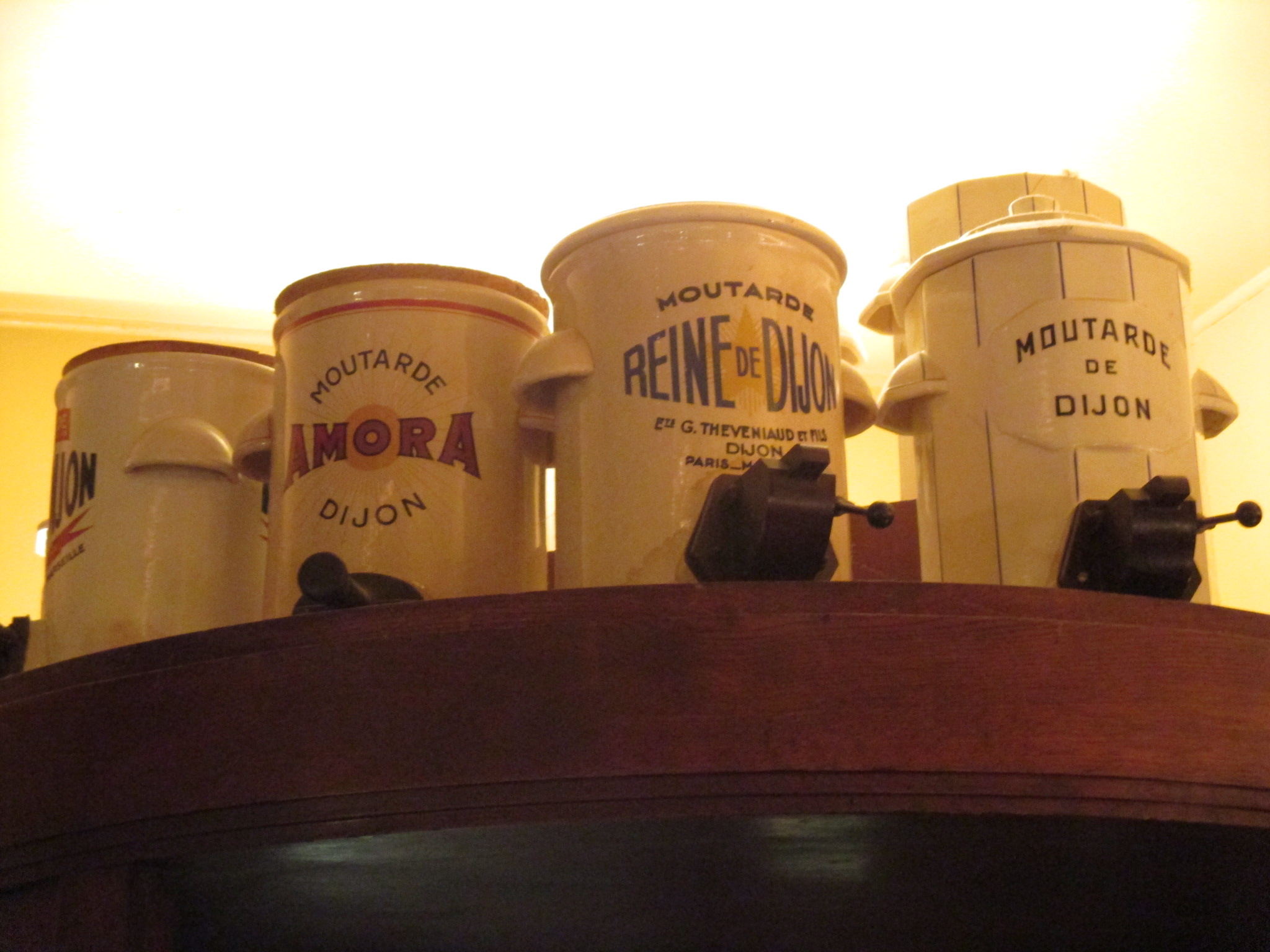
Moutarde de Bourgogne
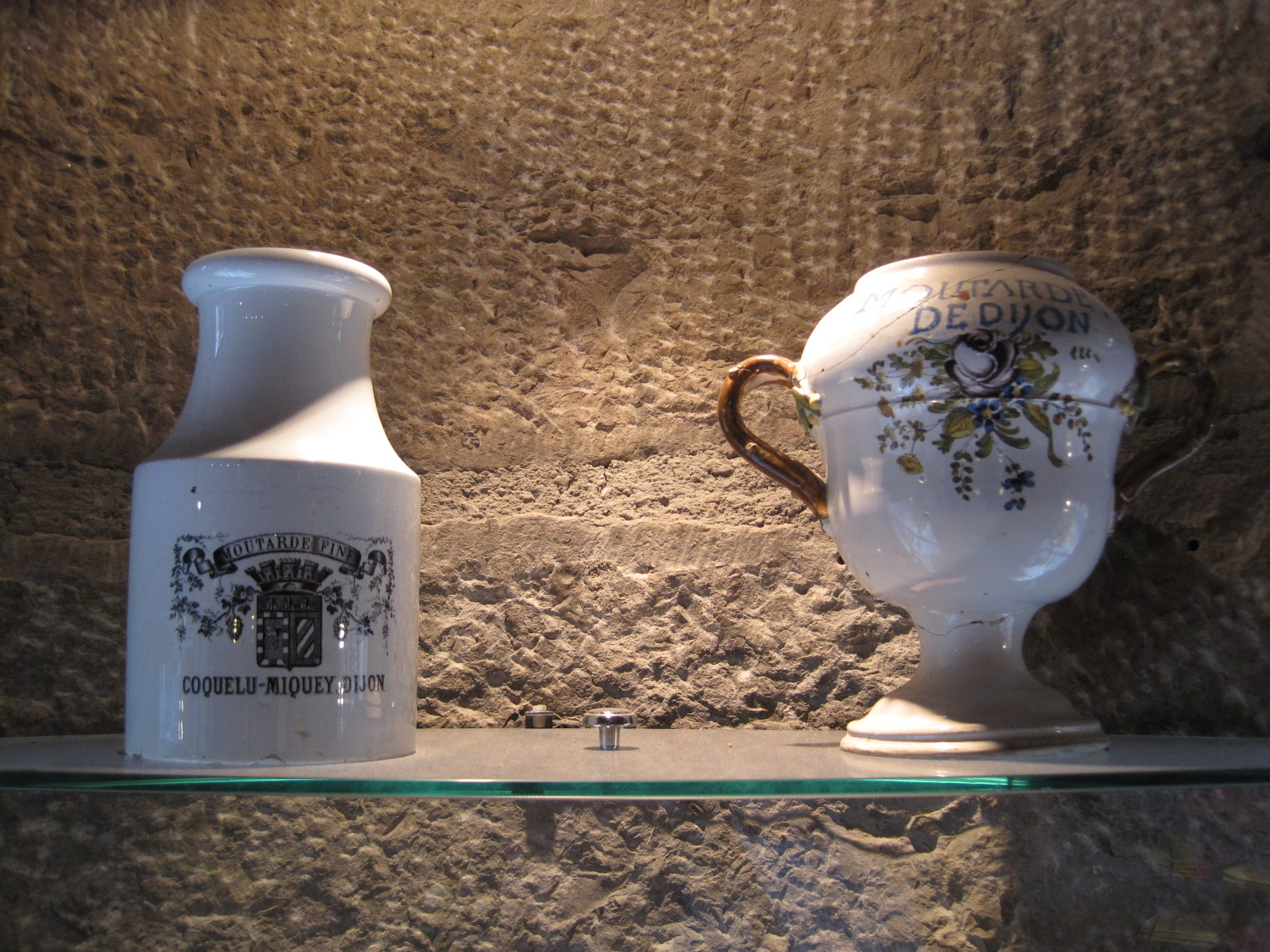
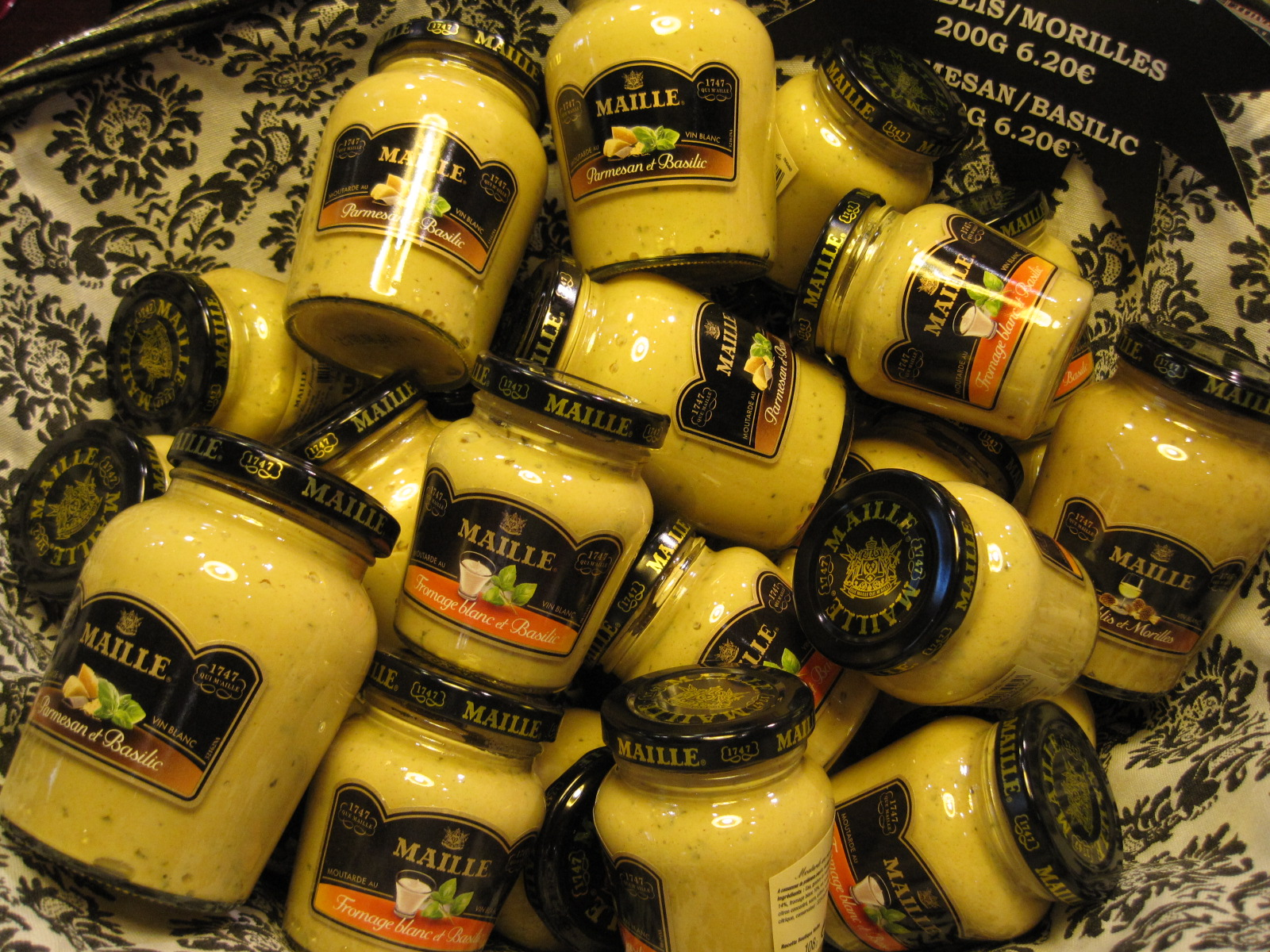

#### Viandes

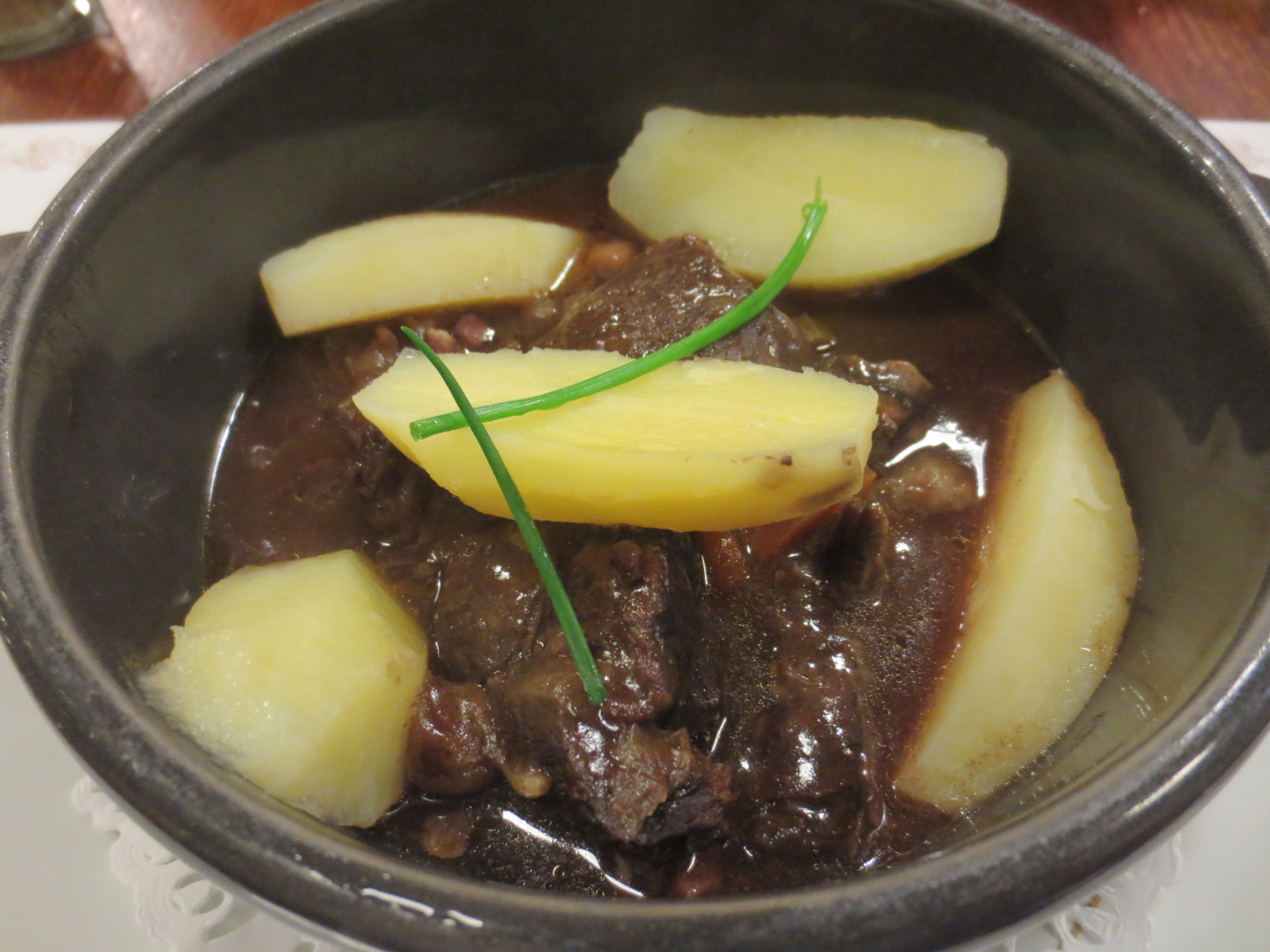
Bœuf bourguignon.

La région est connue pour ses élevages de vaches charolaises et pour sa volaille de Bresse.

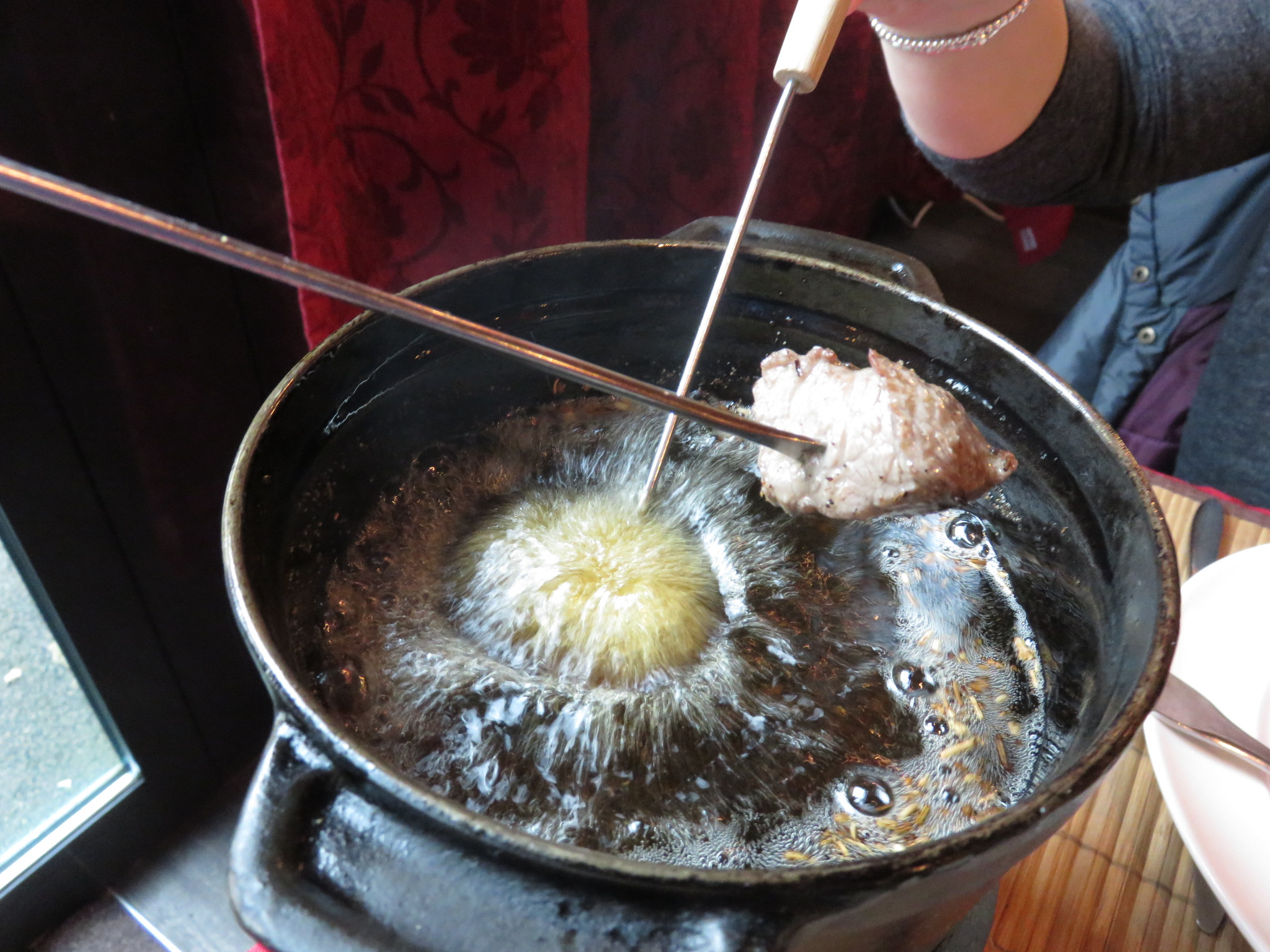
Fondue bourguignonne (originaire de la cuisine suisse).

Les plats principalement composés de viandes sont le bœuf bourguignon, la potée bourguignonne, le jambon persillé ou encore le saupiquet du Morvan ou des Amognes (constitué d'épaisses tranches de jambon cru poêlées et recouvertes d'une sauce au vin avec échalotes, poivre, baies de genièvre et estragon). Les abats sont également cuisinés, comme le cœur de bœuf, cuit au vin rouge, ou la queue de bœuf aux lardons à la vigneronne. La célèbre fondue bourguignonne est une spécialité à base de viande de bœuf charolaise (bien que originaire de la cuisine suisse). 

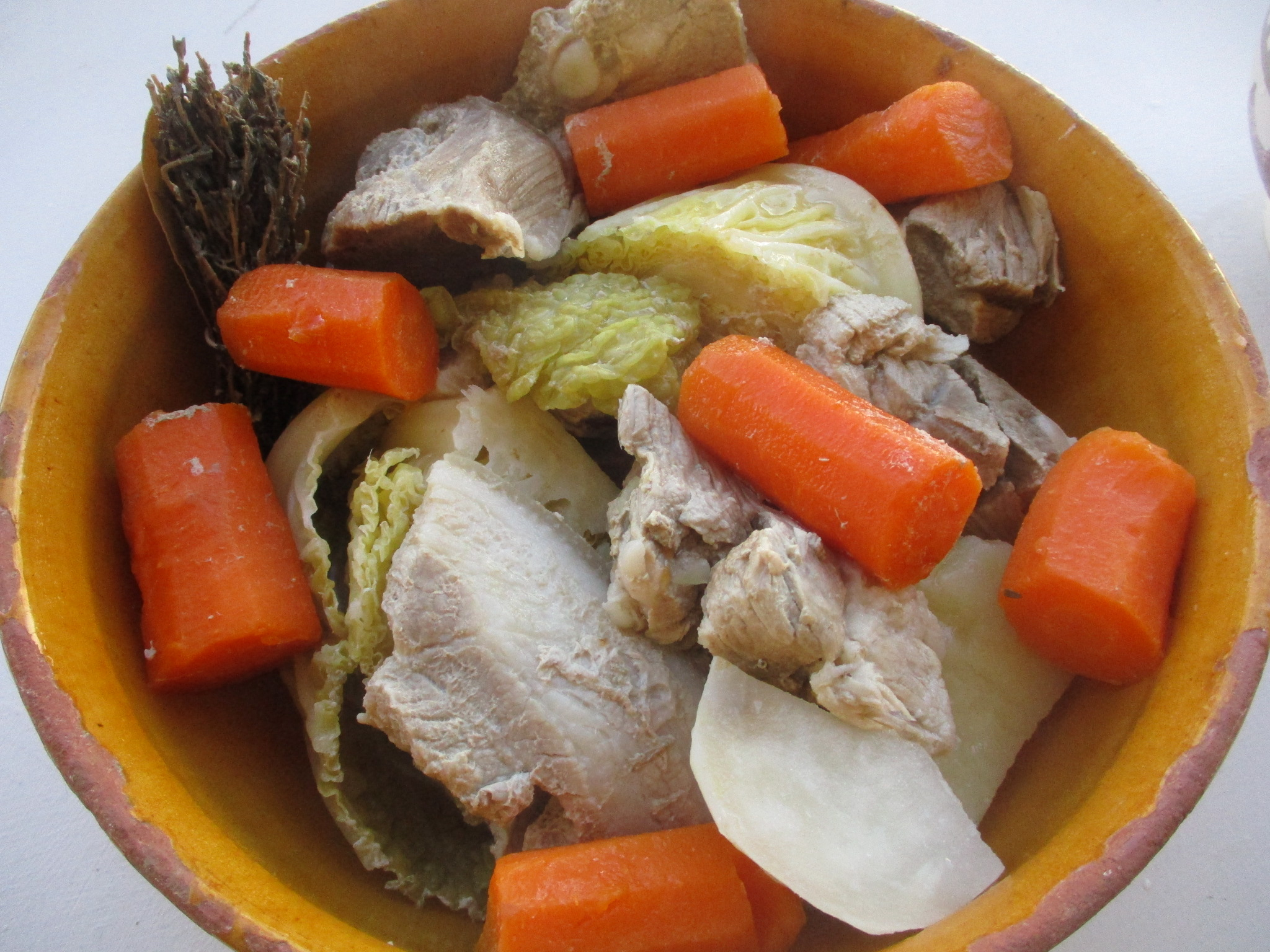
Potée bourguignonne.

La vocation charcutière de la Bourgogne et du Morvan repose essentiellement sur le saucisson, comme le judru de Chagny, la rosette, le saucisson cendré, les galets du mont de Sène, le pavé du Morvan (sorte de saucisson séché sans boyau), mais aussi sur le jambon, les andouilles et les andouillettes. Le jambon persillé est l'une des spécialités de Dijon.
Les plats préparés avec de la volaille ou du gibier sont essentiellement le coq au vin, le poulet Gaston Gérard, la poularde à la bourgeoise (cuisinée à l'étouffée, avec lardons et carottes) et le lièvre à la Piron (du nom d'un gastronome du XVIIIe siècle), piqué de lard, mariné et servi avec une sauce à la crème.

#### Poissons

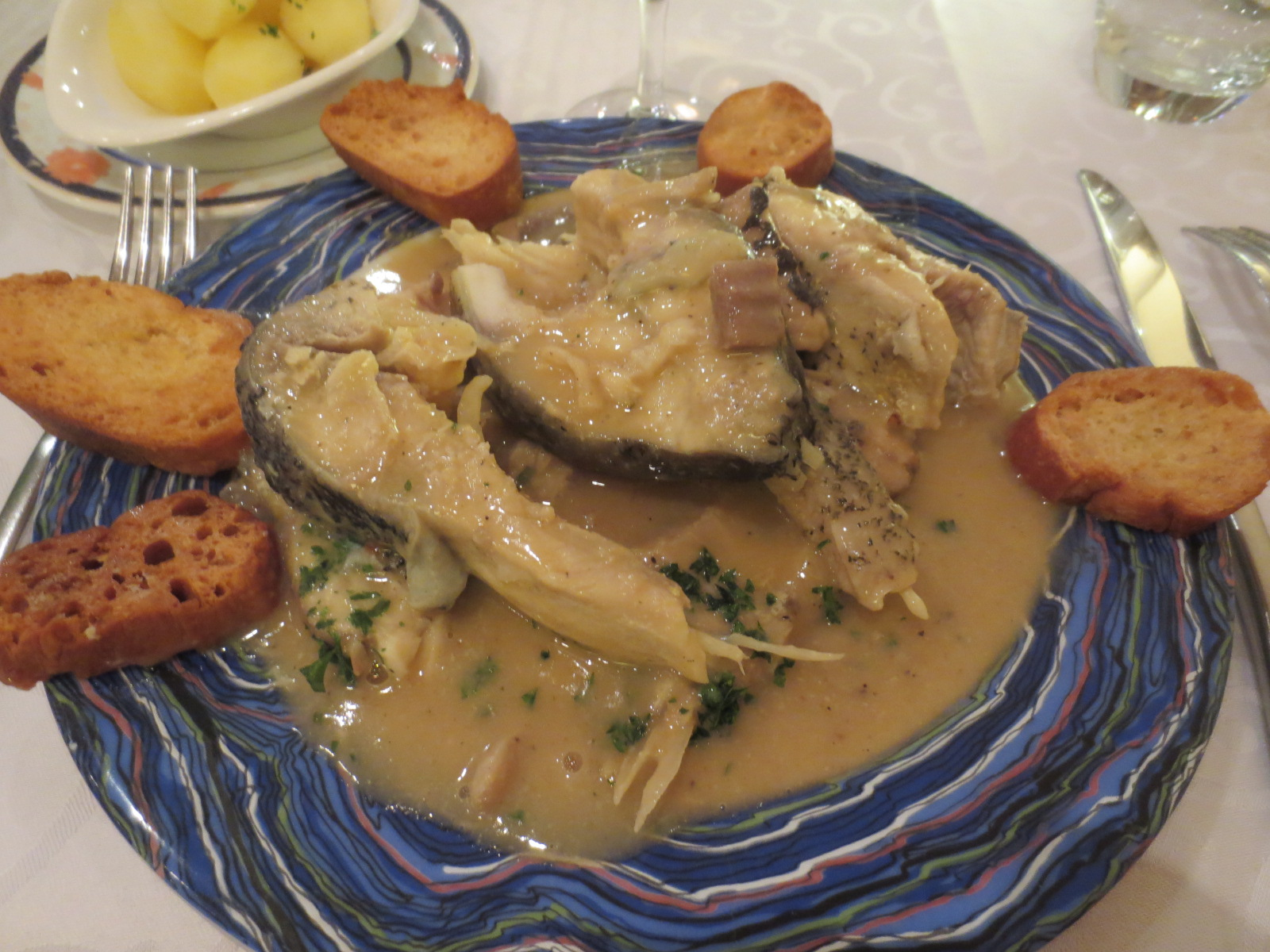
Pôchouse à Saint-Jean-de-Losne au bord de la Saône.

La pôchouse est le principal plat traditionnel bourguignon à base de poisson, c'est une matelote de poissons de rivière préparée avec du vin blanc. On la distingue d'une recette de poissons voisine, la matelote, cuisinée au vin rouge et plutôt commune au val de Loire et au Nivernais.
Mais il y a aussi d'autres recettes :
- La carpe est farcie de pâte à gougère, puis cuite au vin blanc sur un lit d'échalotes, ou encore braisée au vin rouge.
- L'anguille cuite au court-bouillon est tronçonnée, frite et servie avec une mayonnaise à la moutarde.
- Le brochet est rôti ou braisé, ou sert encore à la confection des quenelles.

### Fromages
La population, les producteurs fermiers et les entreprises agroalimentaires de la Bourgogne fabriquent des fromages au lait de vache, avec en particulier l'époisses, le soumaintrain, L'Ami du Chambertin, le saint-florentin, le brillat-savarin, Le Délice de Bourgogne, le délice de Pommard, le boulette de la Pierre-qui-Vire, le fromage de Cîteaux. Des fromages au lait de chèvre sont aussi fabriqués comme le mâconnais et le charolais.

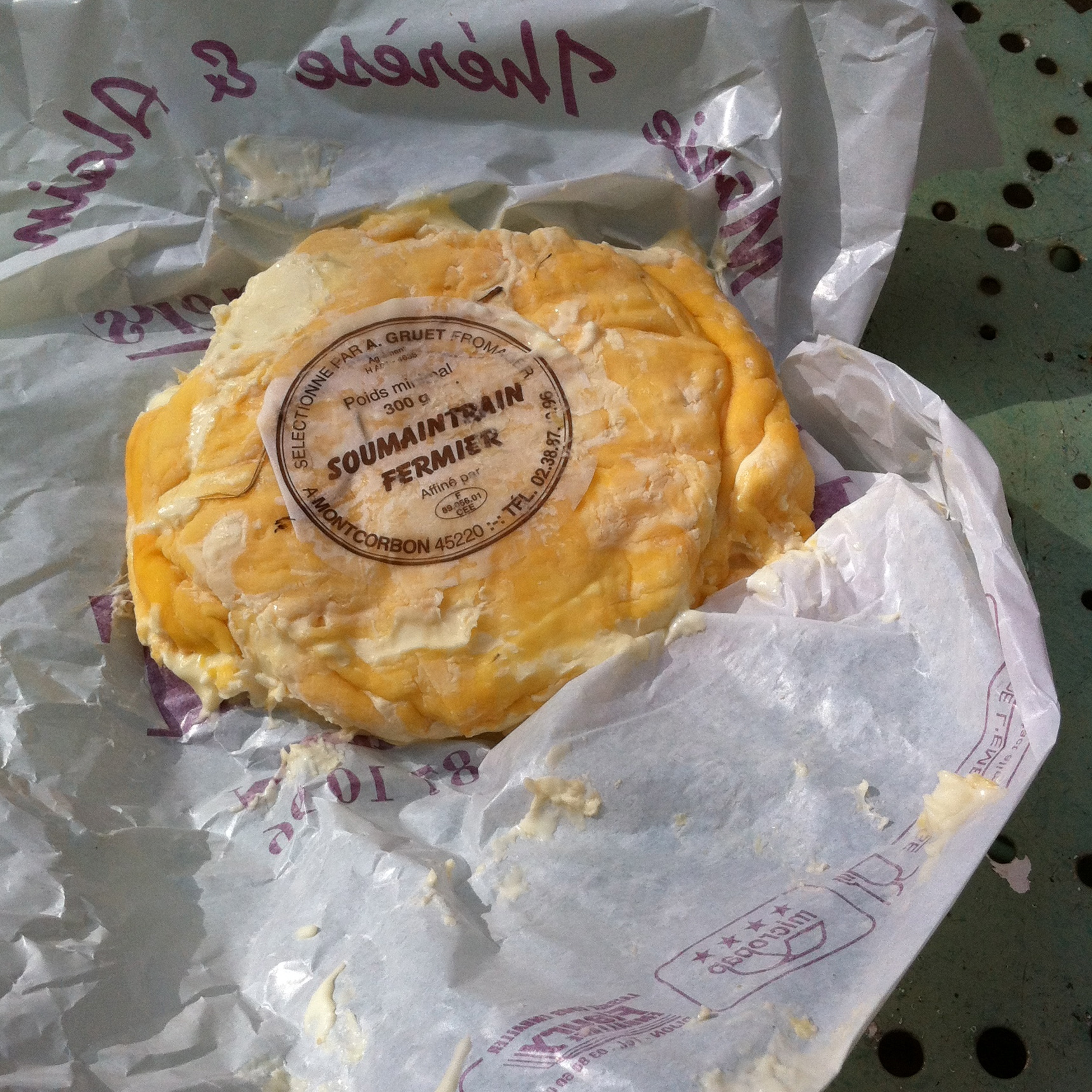
Soumaintrain
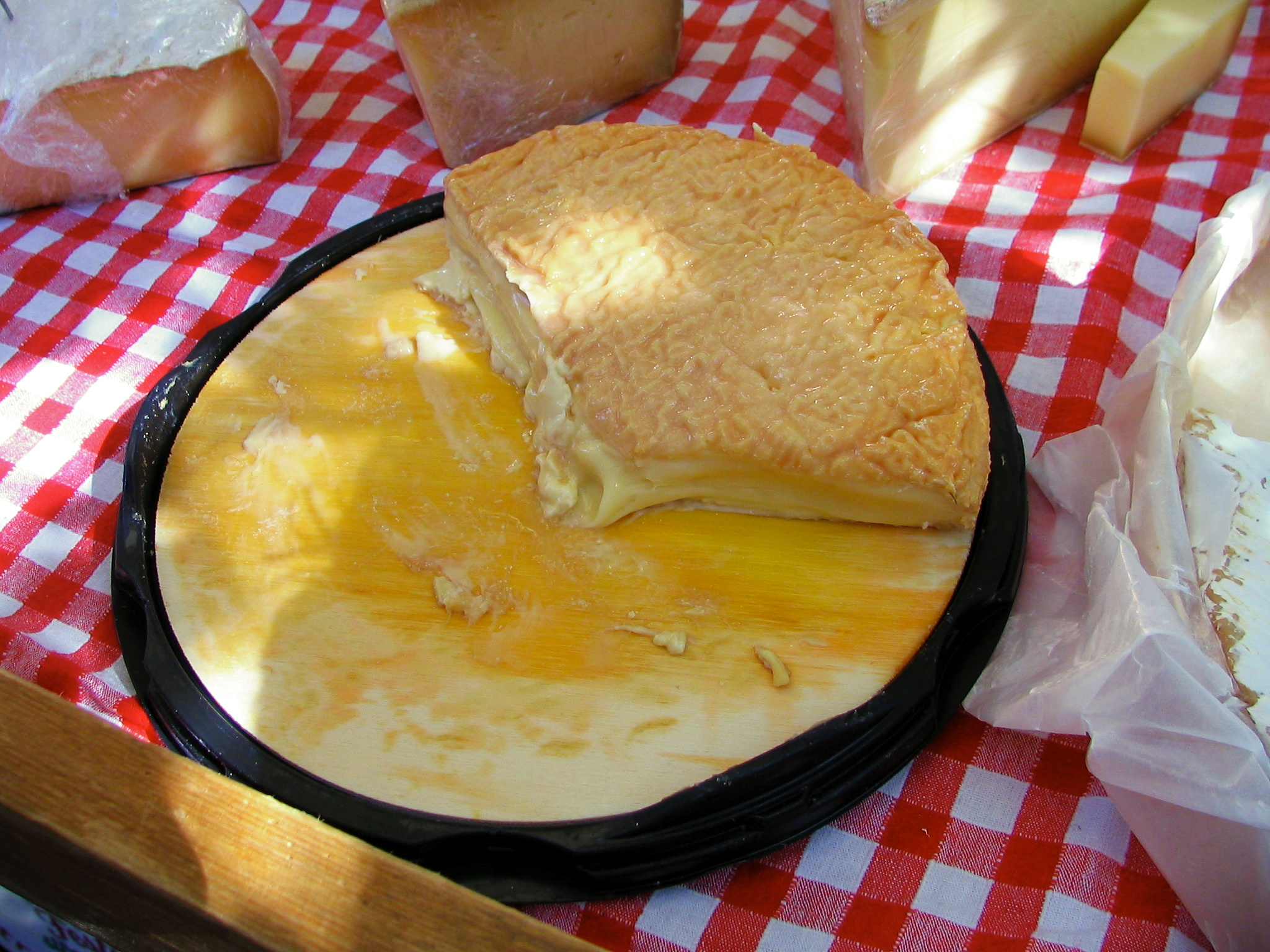
Époisses
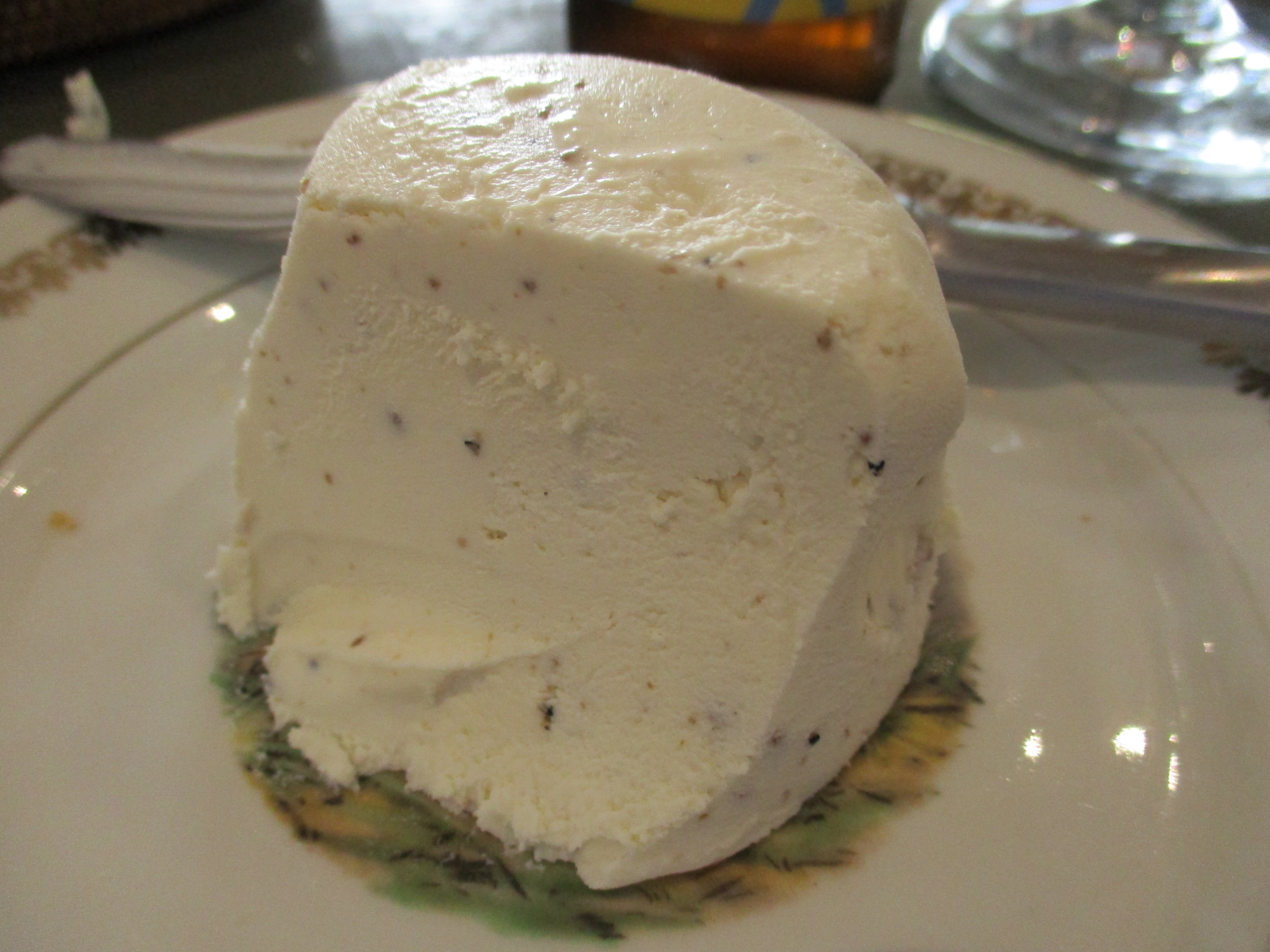
Délice de Pommard aux truffes de Bourgogne
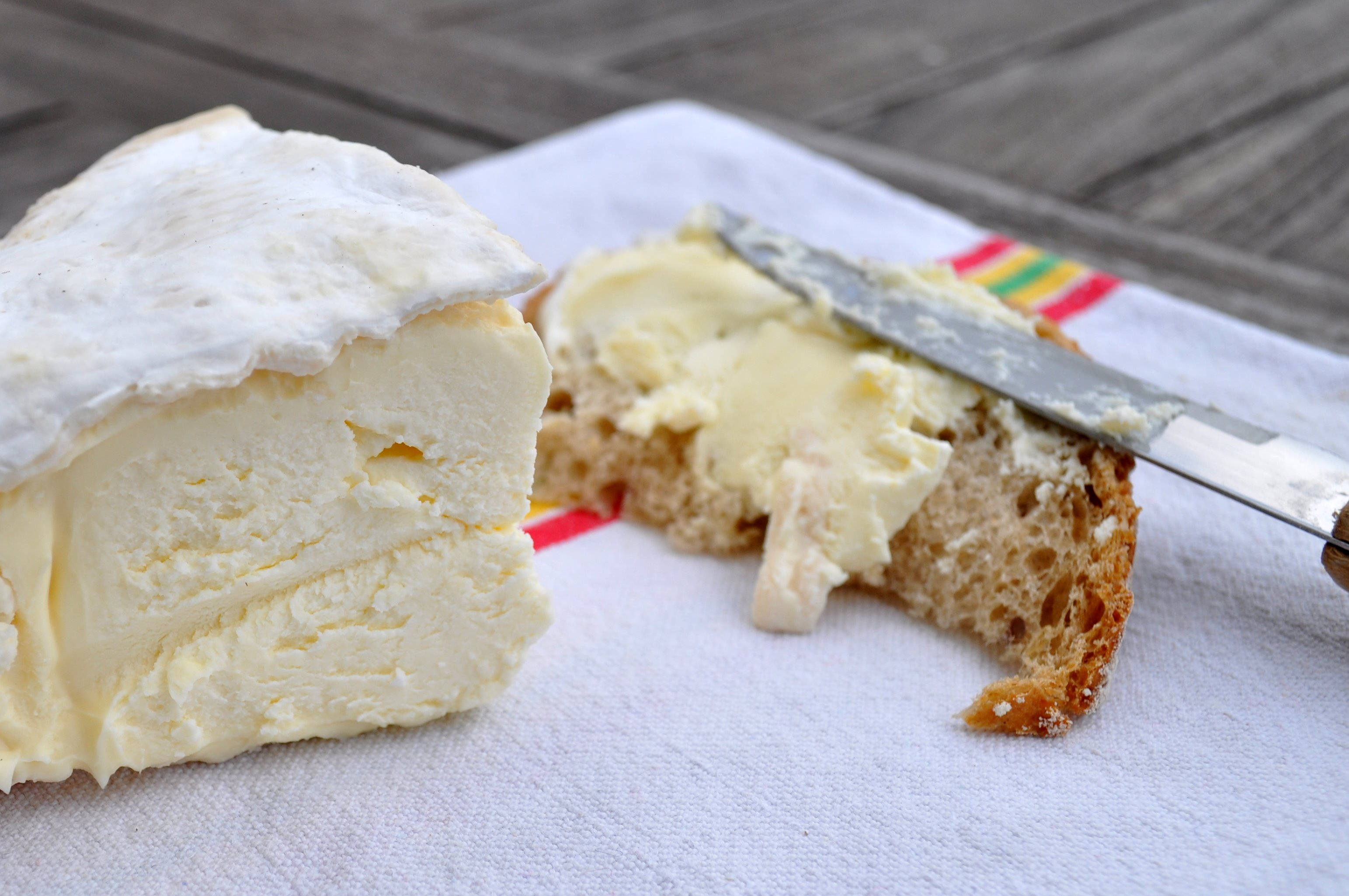
Brillat-savarin
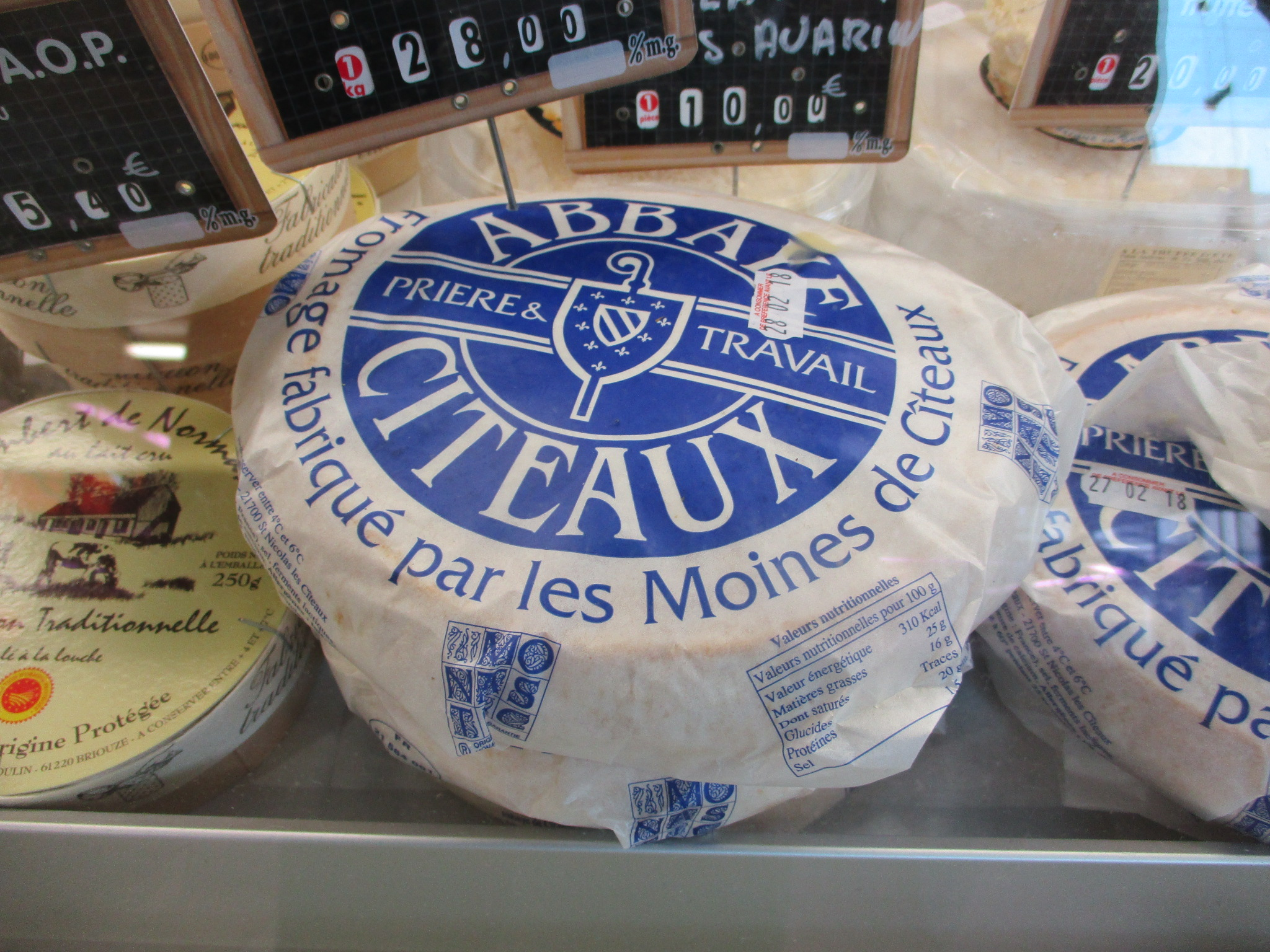
Fromage de Cîteaux de l'abbaye de Cîteaux

### Desserts

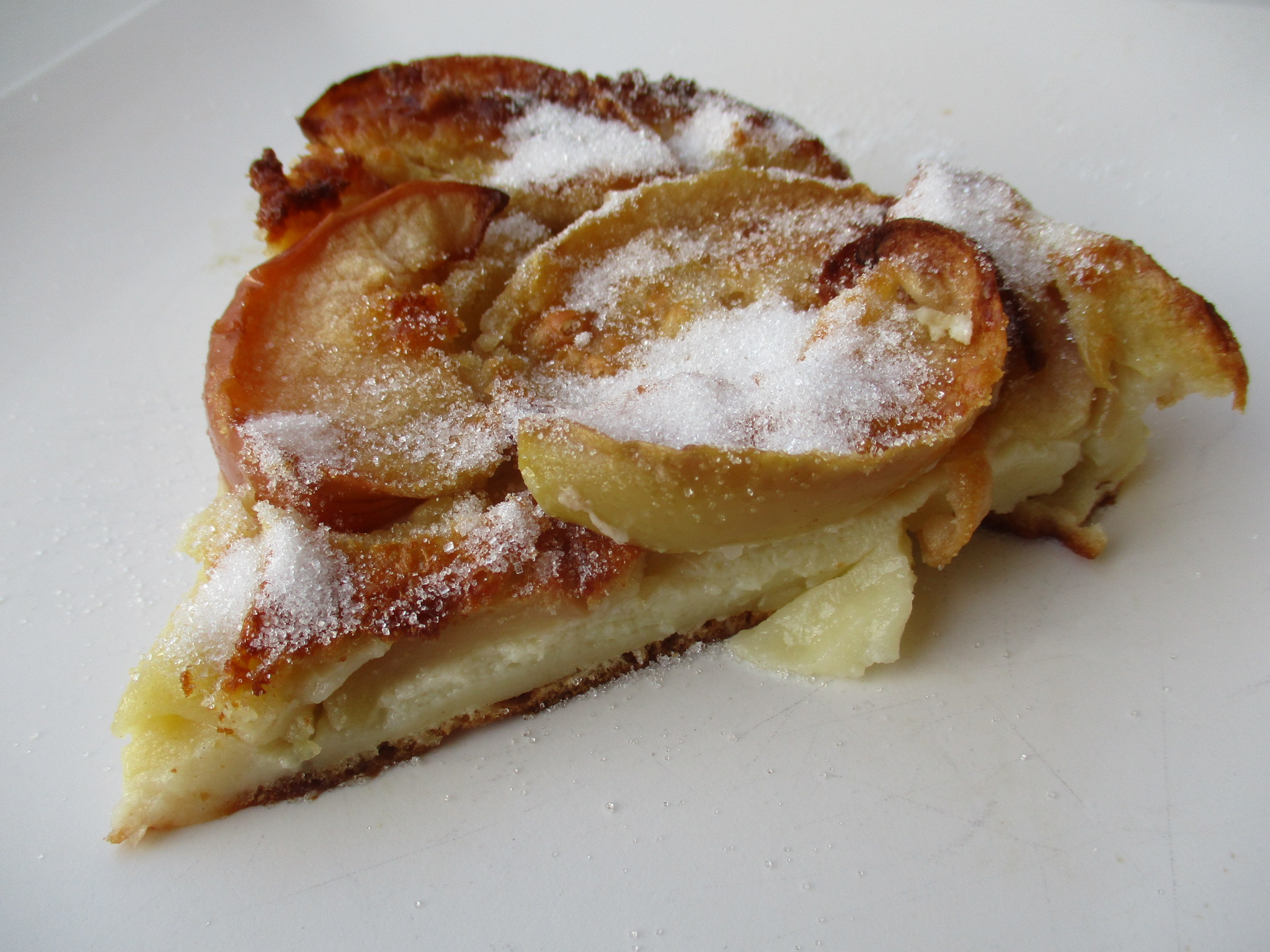
Flamusse bourguignonne aux pommes.

Les desserts de la région sont principalement la flamusse bourguignonne aux pommes (un flan aux pommes), le pain d'épices, le raisiné bourguignon (une confiture à base de raisin mûr et d'autres fruits), la tarte aux pêches de vigne, l'Idéal mâconnais ou encore quelques desserts divers à la crème de cassis. D'autres desserts sont davantage localisés comme les corniottes de Tournus, les cabaches de Chalon-sur-Saône, les nougatines et Négus (caramels au chocolat) de Nevers, ou l'anis de Flavigny. Les Tartouillats (pâte à crêpe, agrémentée ou non de fruits, cuite au four dans des feuilles de chou), le cacou (clafoutis aux cerises noires) ou les rigodons sont des desserts rustiques. Les fruits — et les fruits rouges — sont très présents, notamment les cerises, les merises et le cassis, qui entre dans la composition du célèbre kir. On fabrique à Chablis le biscuit dit de Chablis, une sorte de boudoir dont la recette est restée un secret de fabrication.

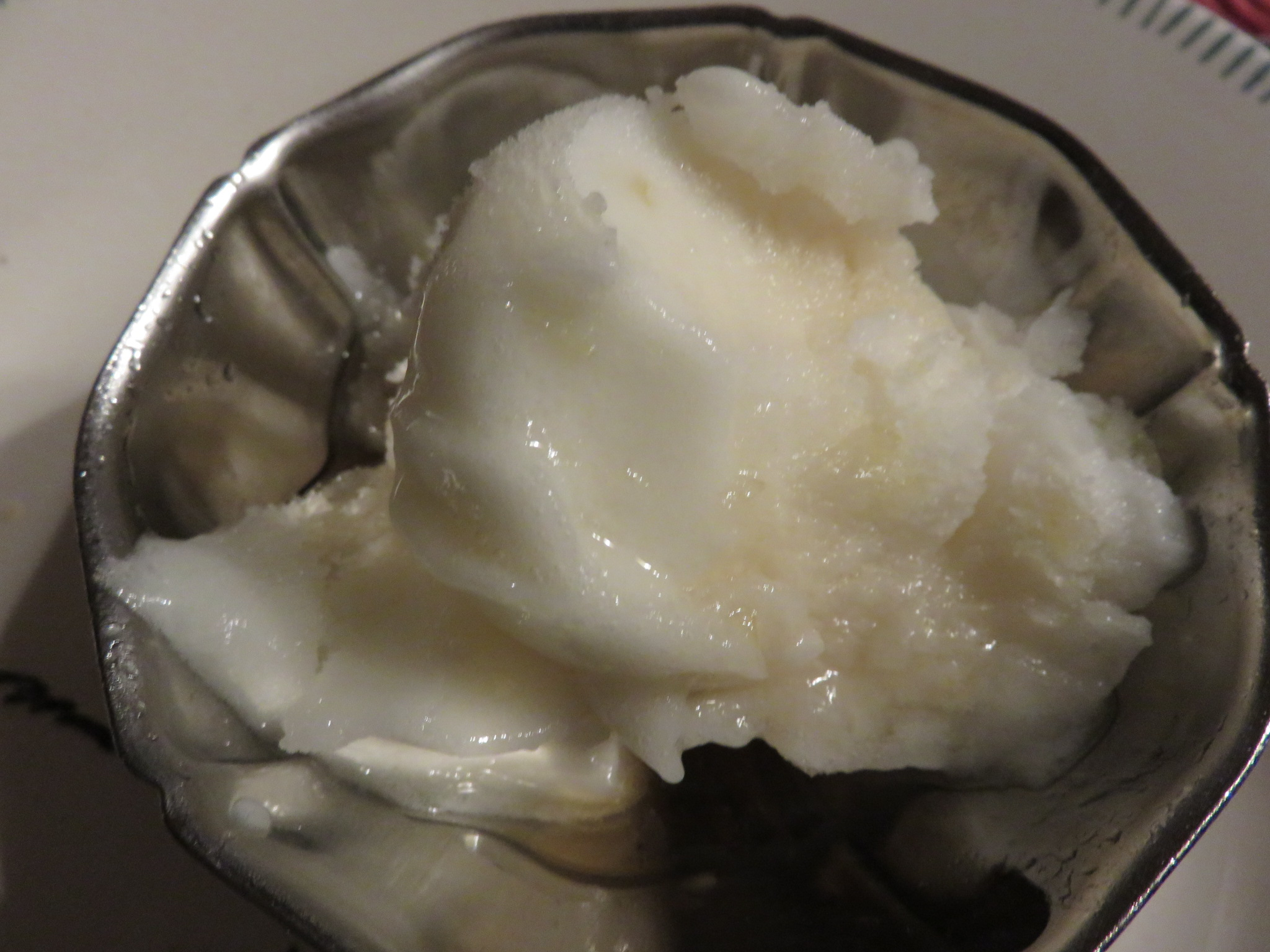
Trou bourguignon, sorbet pomme-citron et marc de Bourgogne
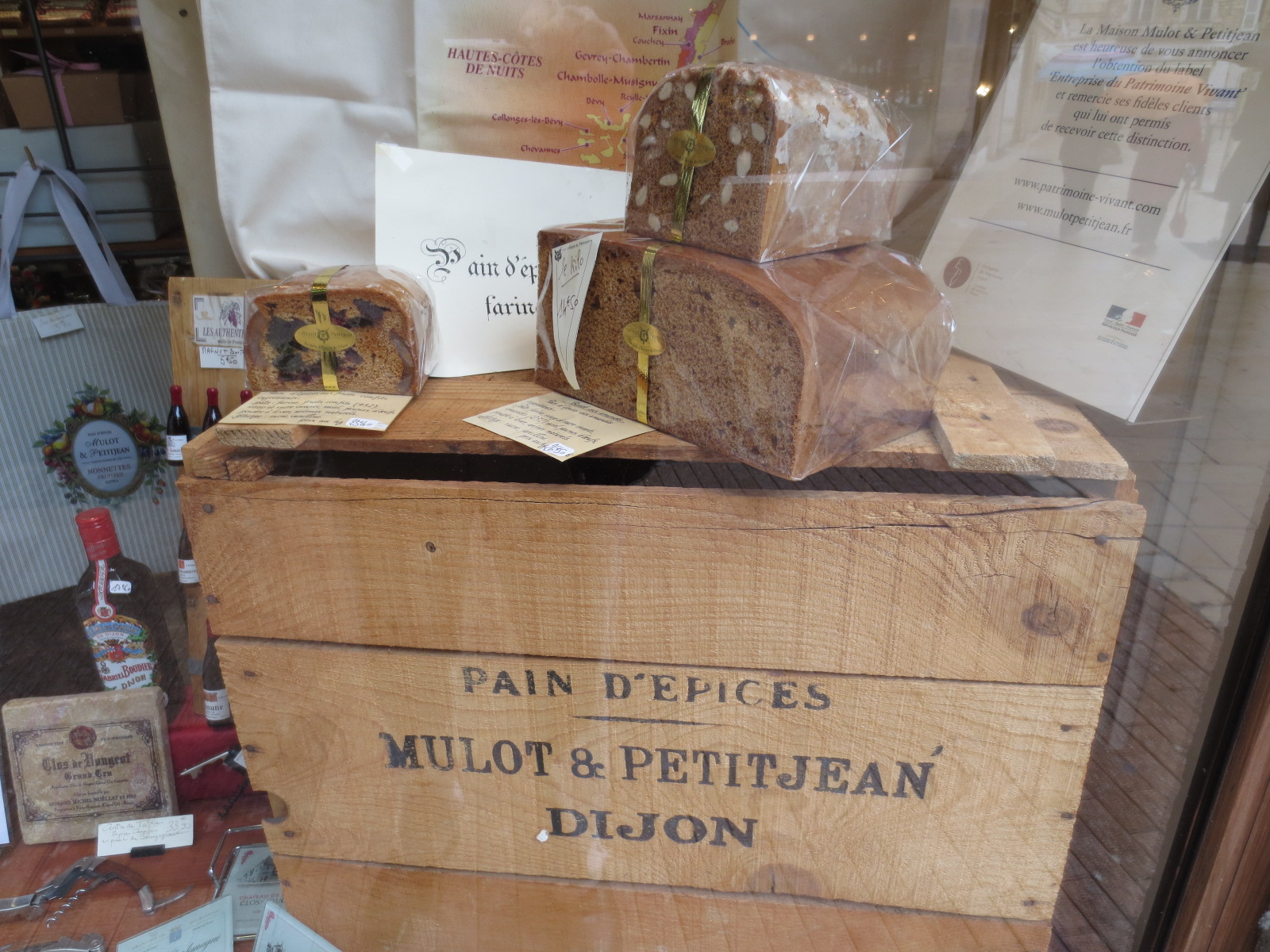
Pain d'épices de Dijon Mulot & Petitjean
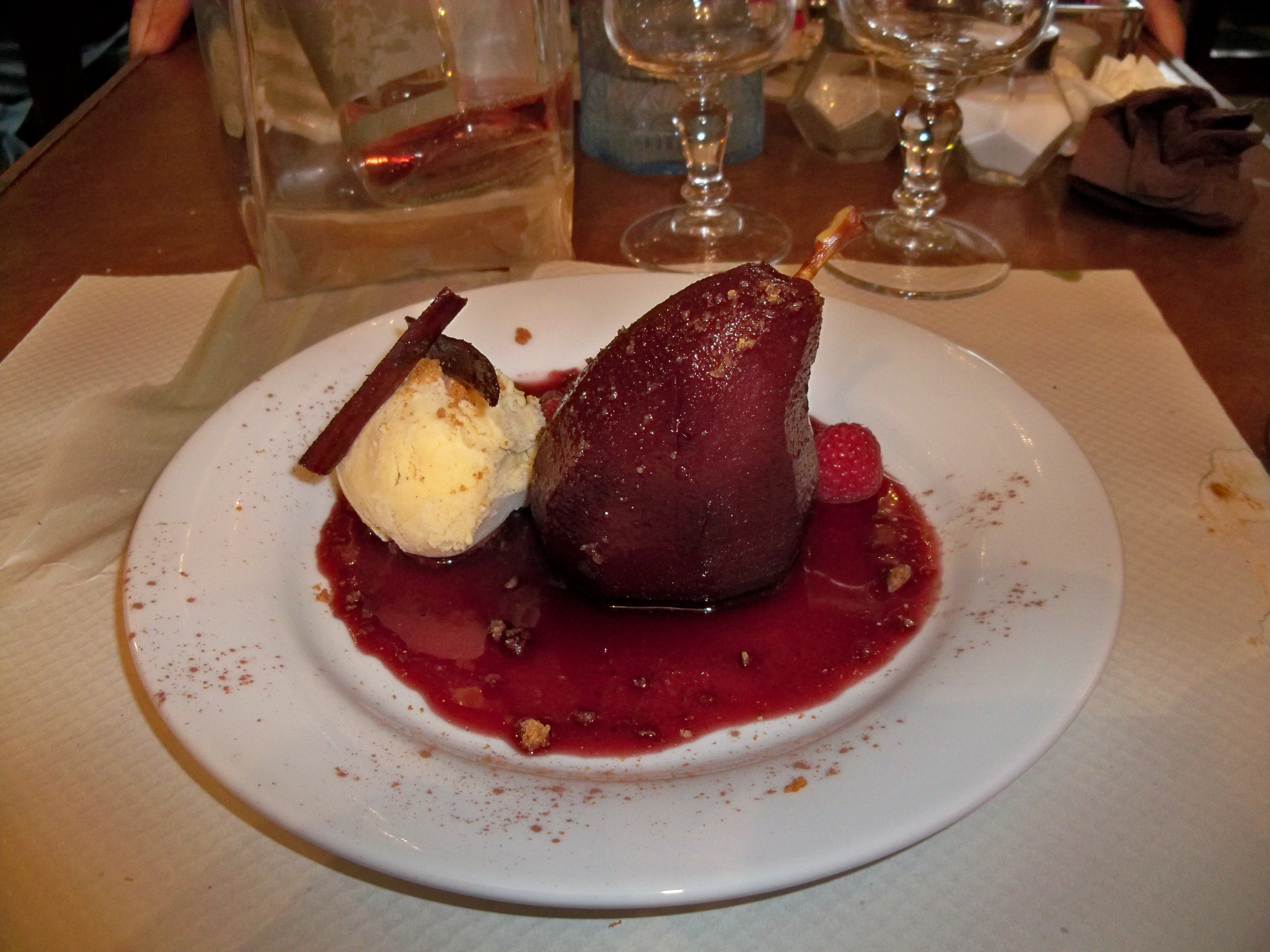
Poires au vin rouge
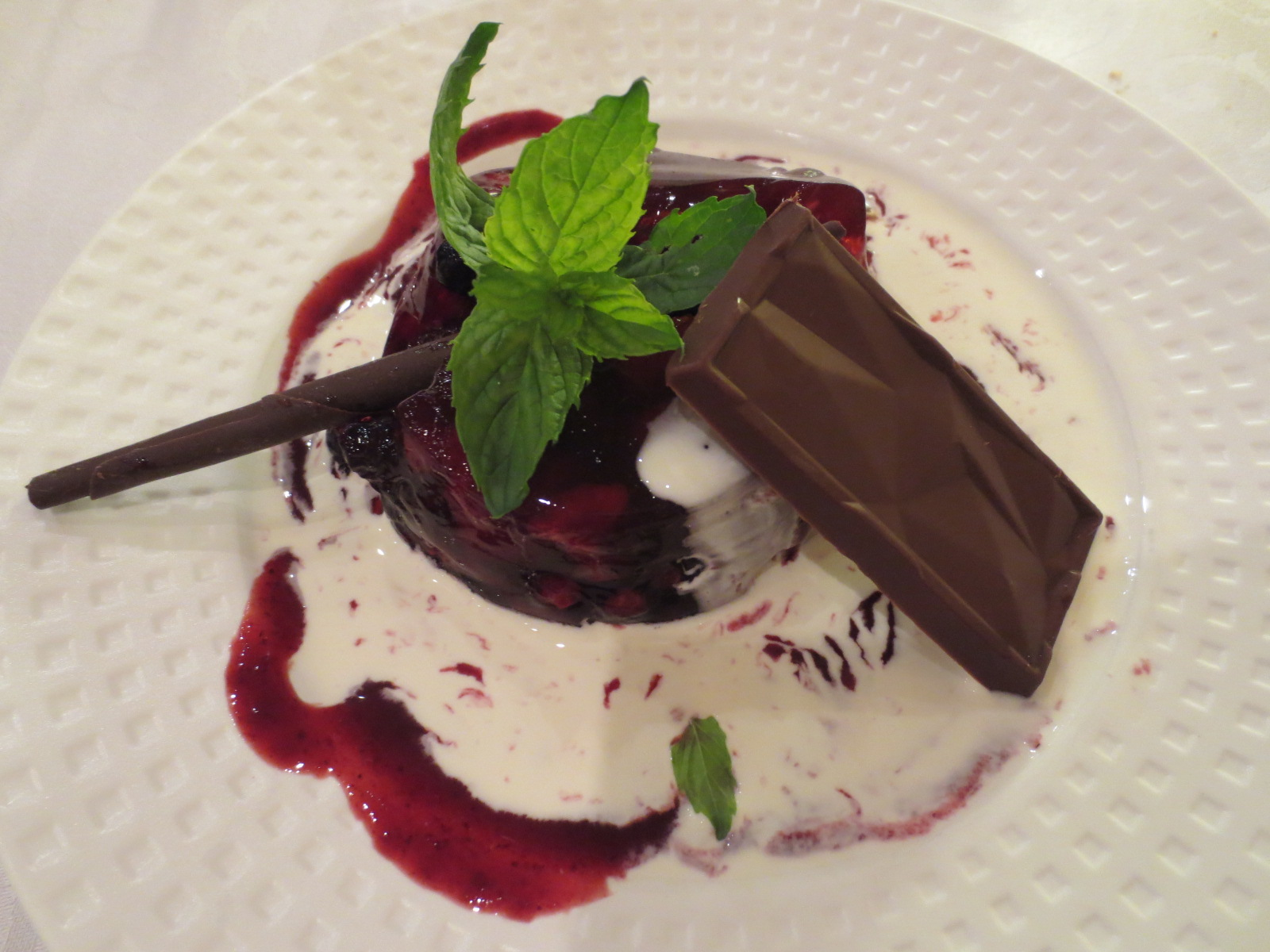
Dessert à la crème de cassis
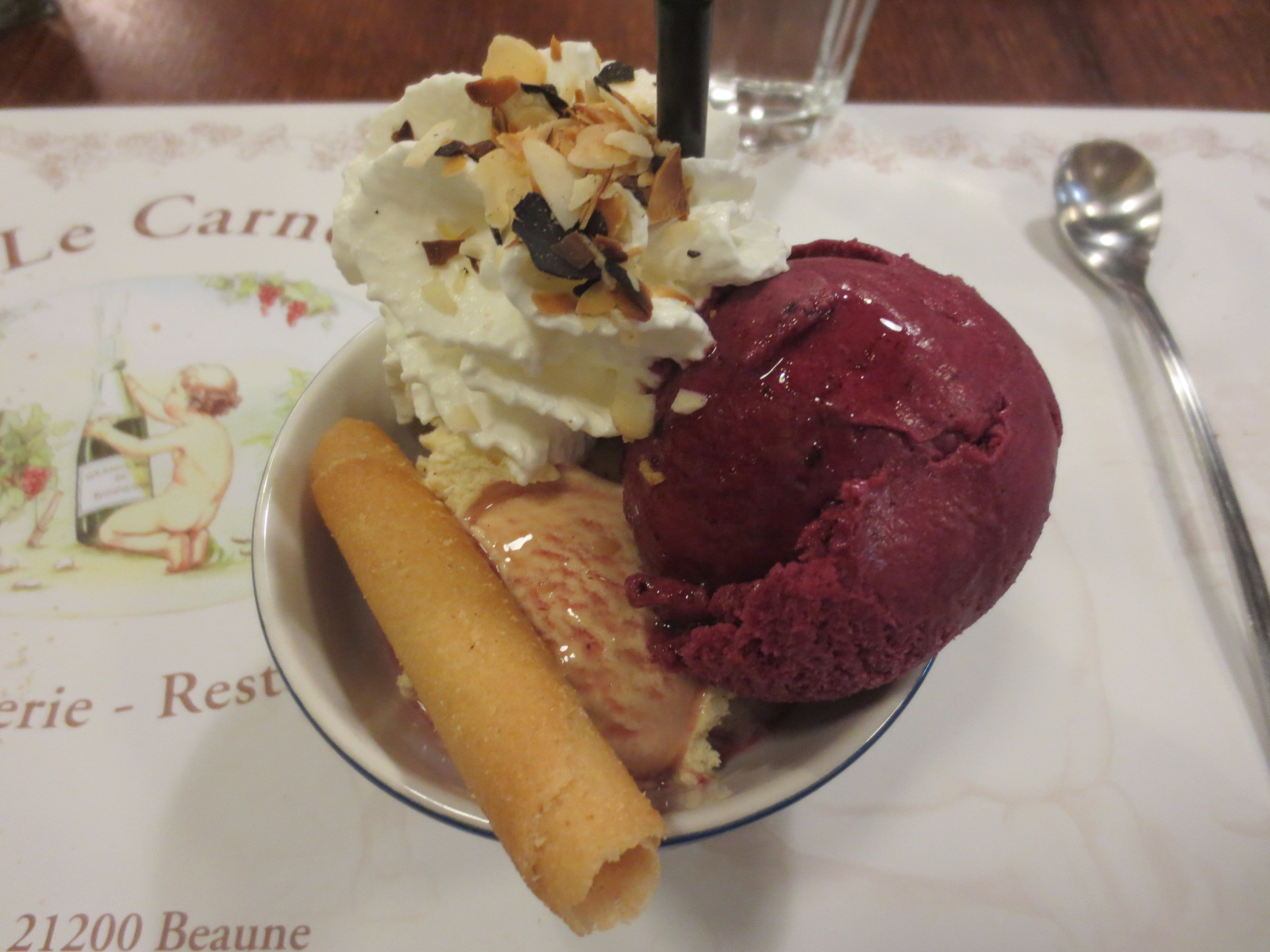
Glace ou sorbet au pain d'épices, pêche de vigne, fruits rouges (cassis, cerises, raisins, mûres)…

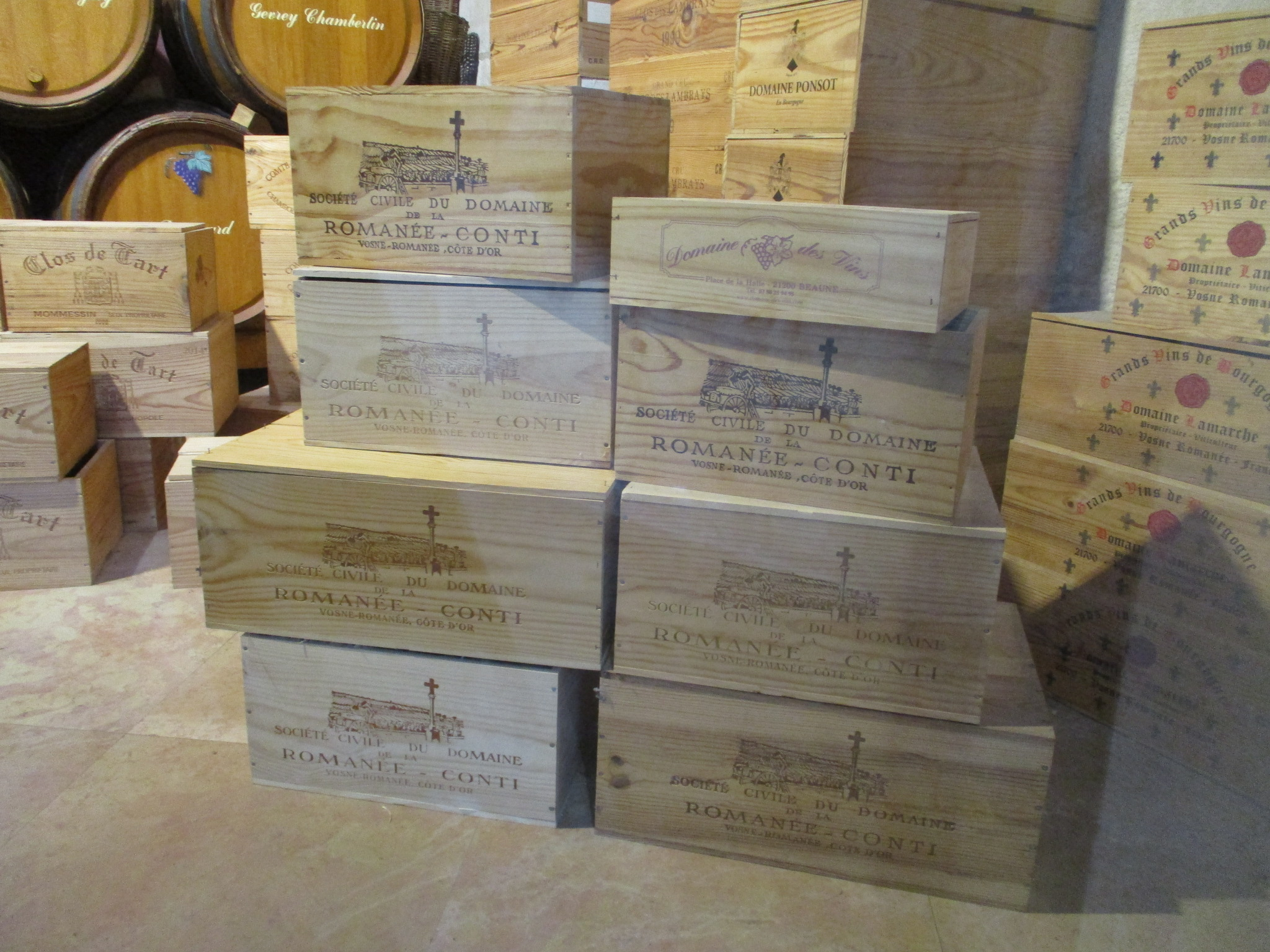
Domaine de la Romanée-Conti

### Vins et alcools
Les vins du vignoble de Bourgogne sont un fleuron de la cuisine bourguignonne avec, en particulier, les vins des Grands crus et des Premiers crus des vignobles de la côte de Nuits et ses vins mythiques comme le romanée-conti, de la côte de Beaune, de la Basse-Bourgogne, de la côte chalonnaise et du Mâconnais. Le célèbre kir est un apéritif traditionnel à base de Bourgogne aligoté et de Crème de cassis de Dijon. Le trou bourguignon est composé de sorbet pomme-citron et marc de Bourgogne. Le mêlé-cass est une digestif à base de crème de cassis et de marc de Bourgogne. Quelques bières artisanales, telle que La Mandubienne.

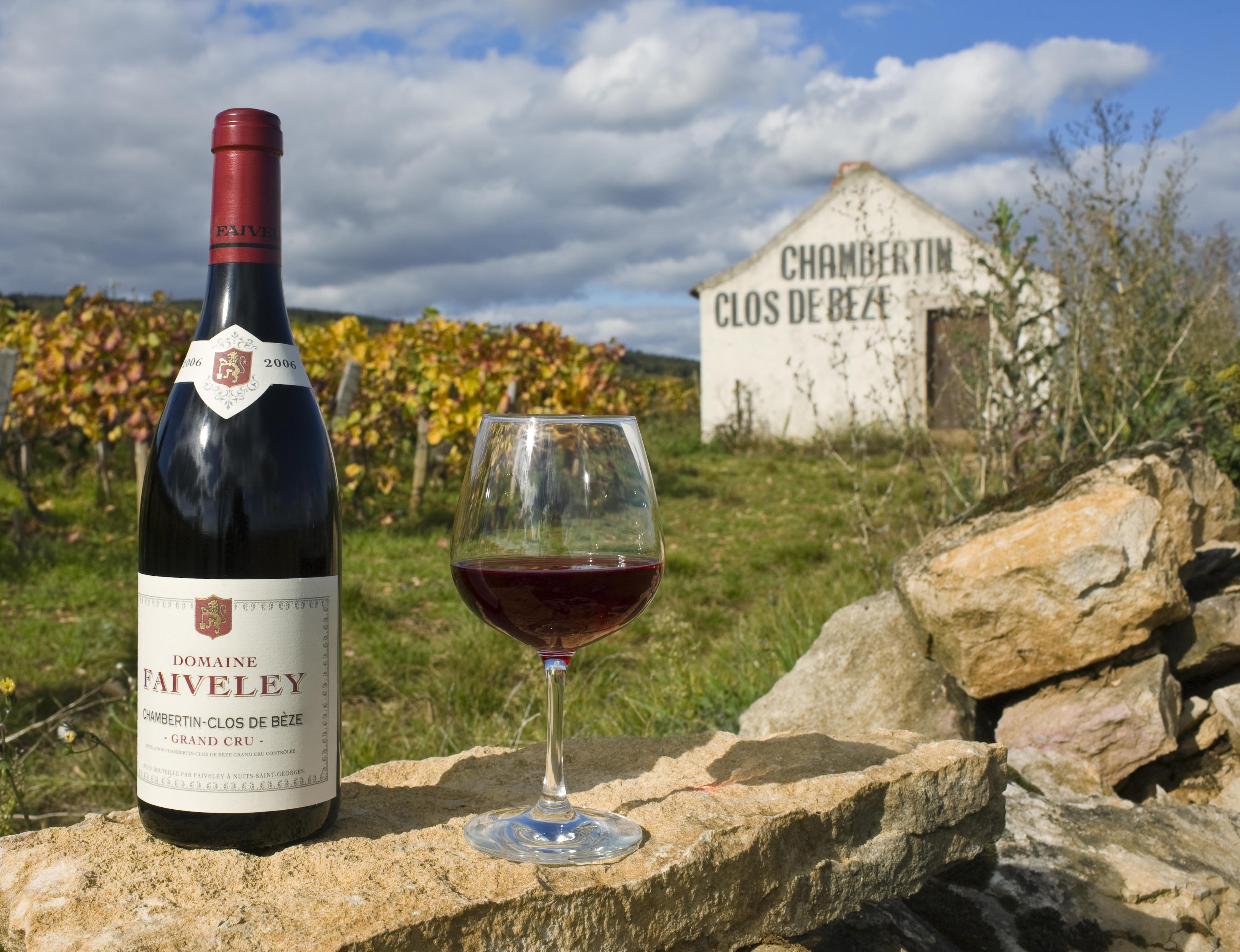
Chambertin-clos-de-bèze, vignoble de la côte de Nuits
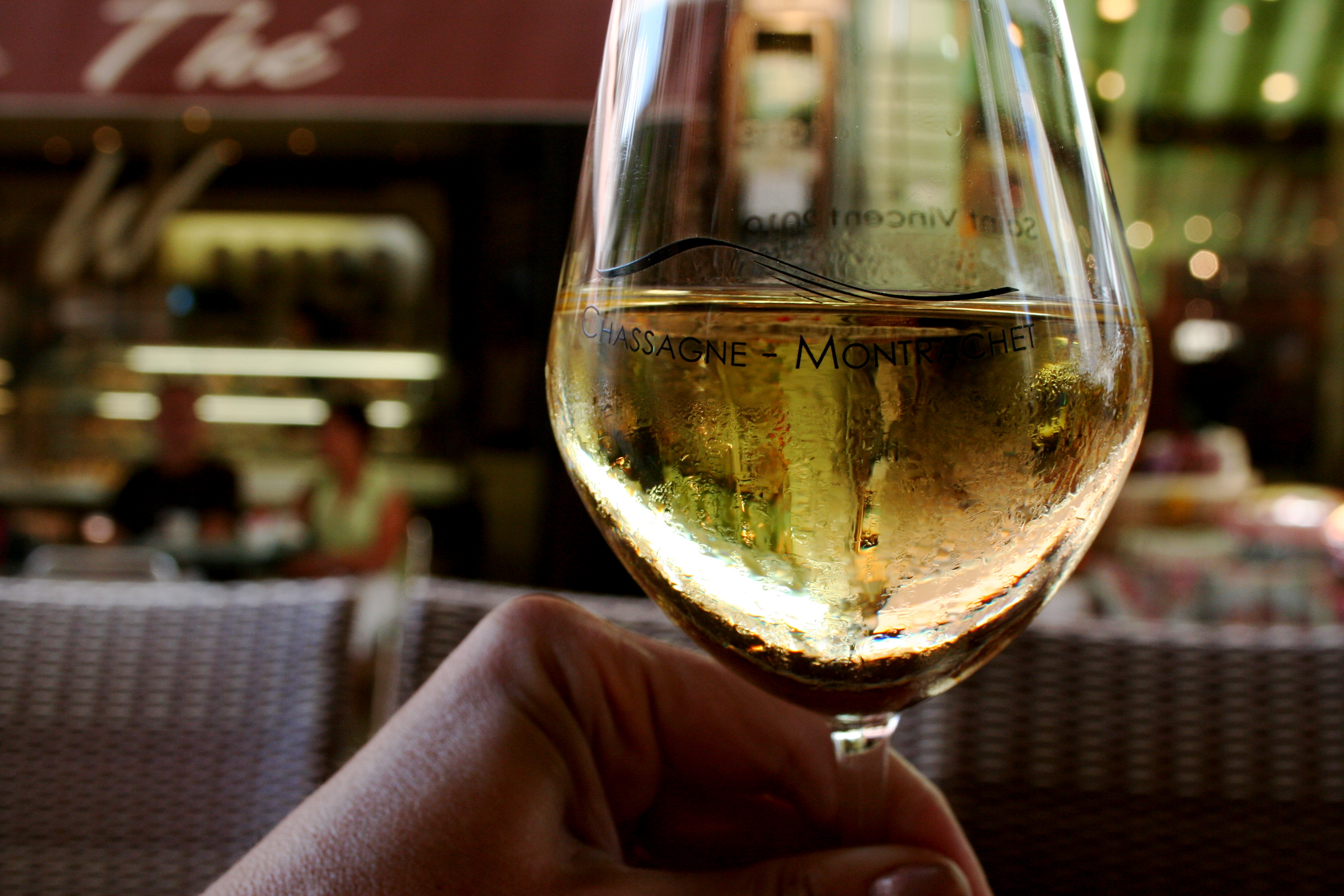
Chassagne-montrachet
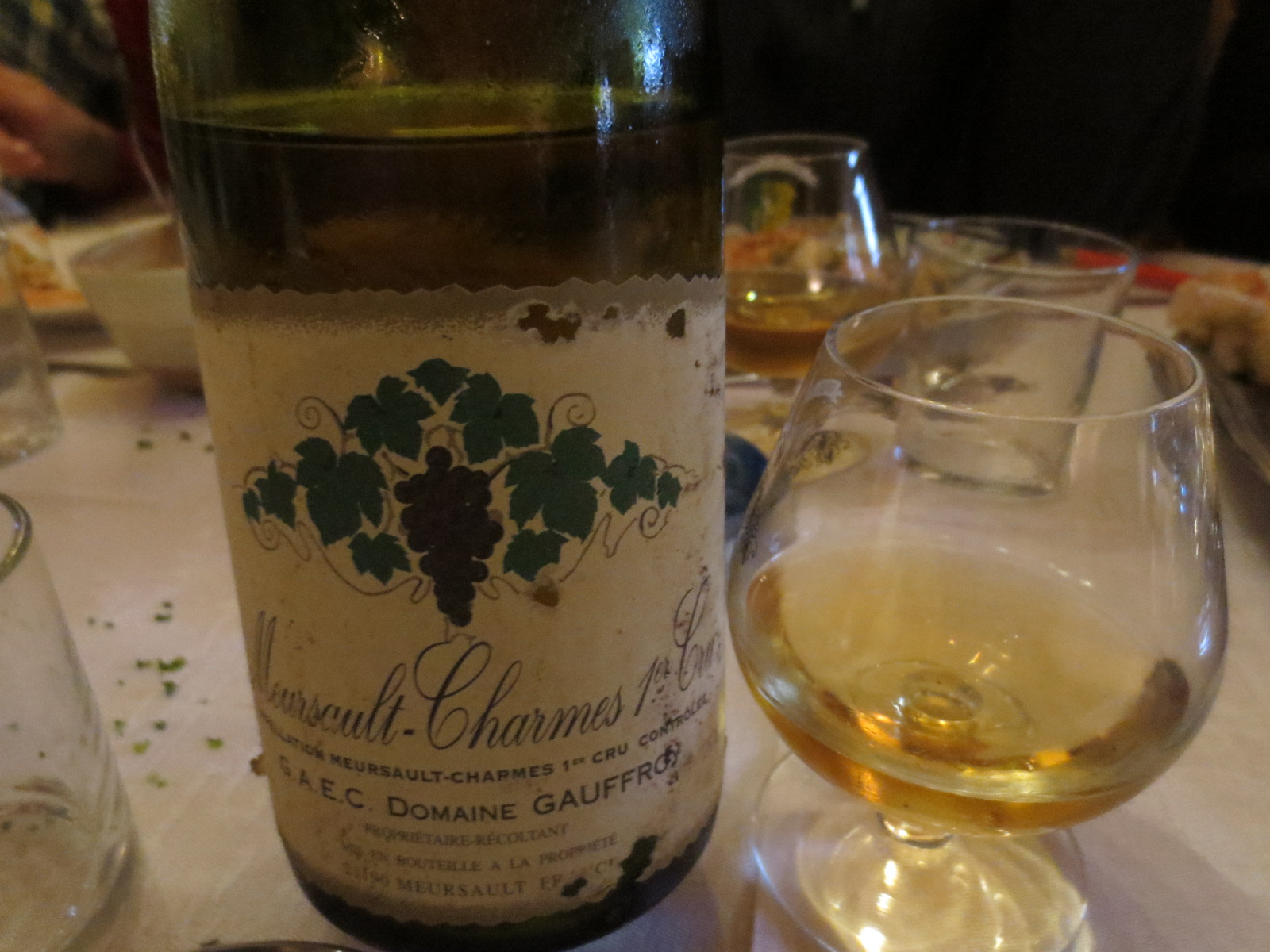
Meursault Charmes 1er cru
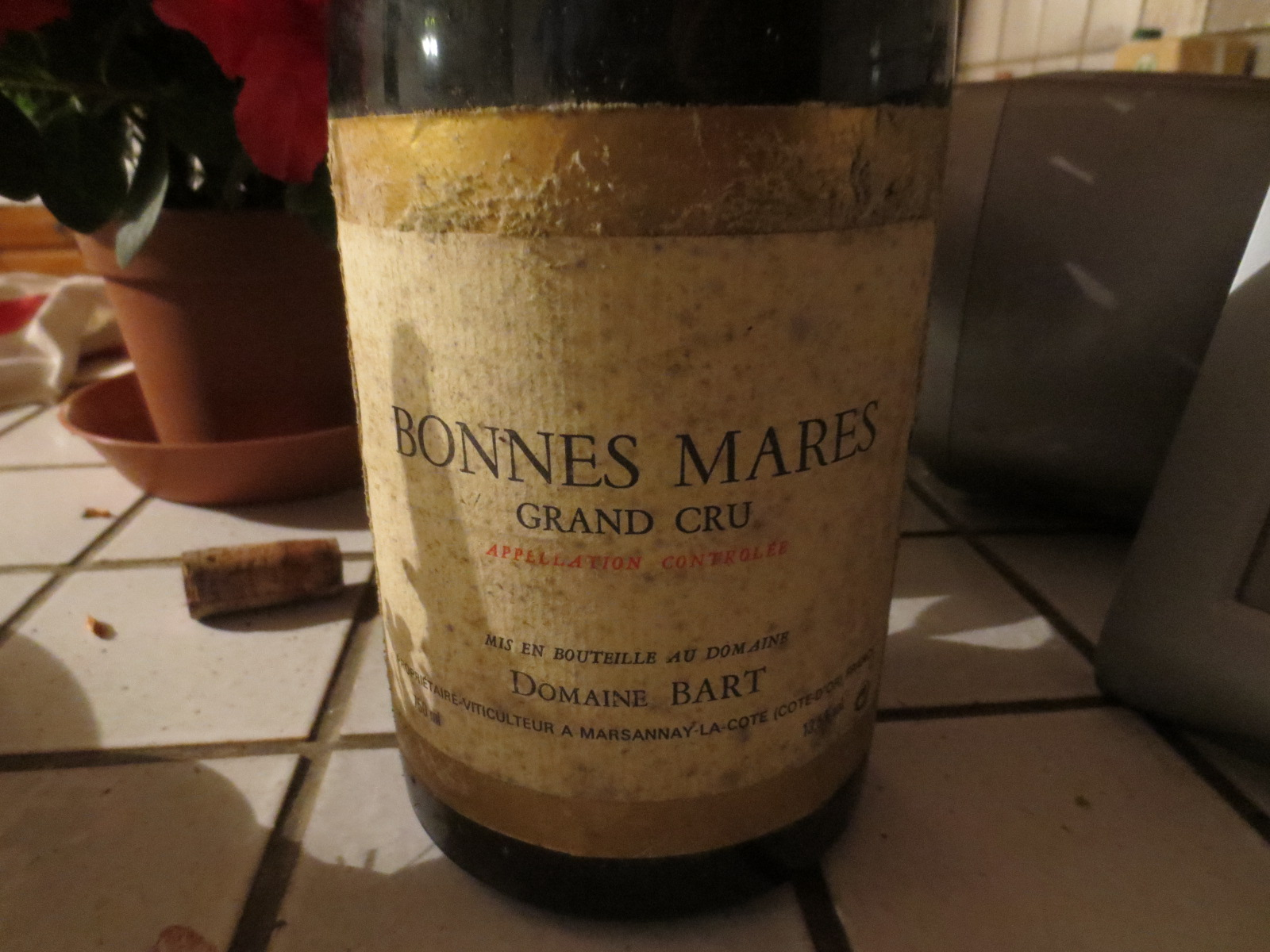
Bonnes-mares Grand cru
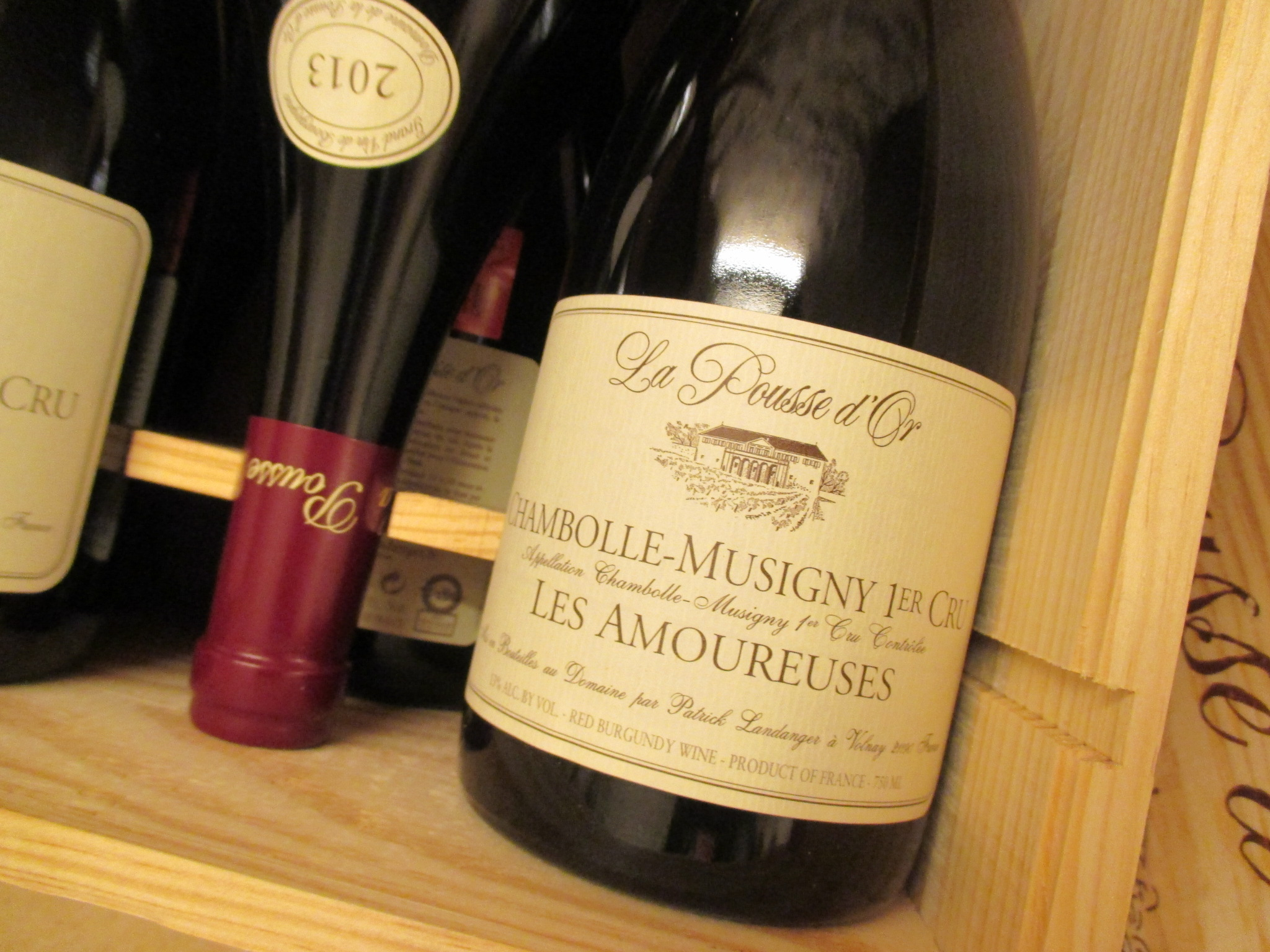
Chambolle-Musigny 1er cru Les amoureuses
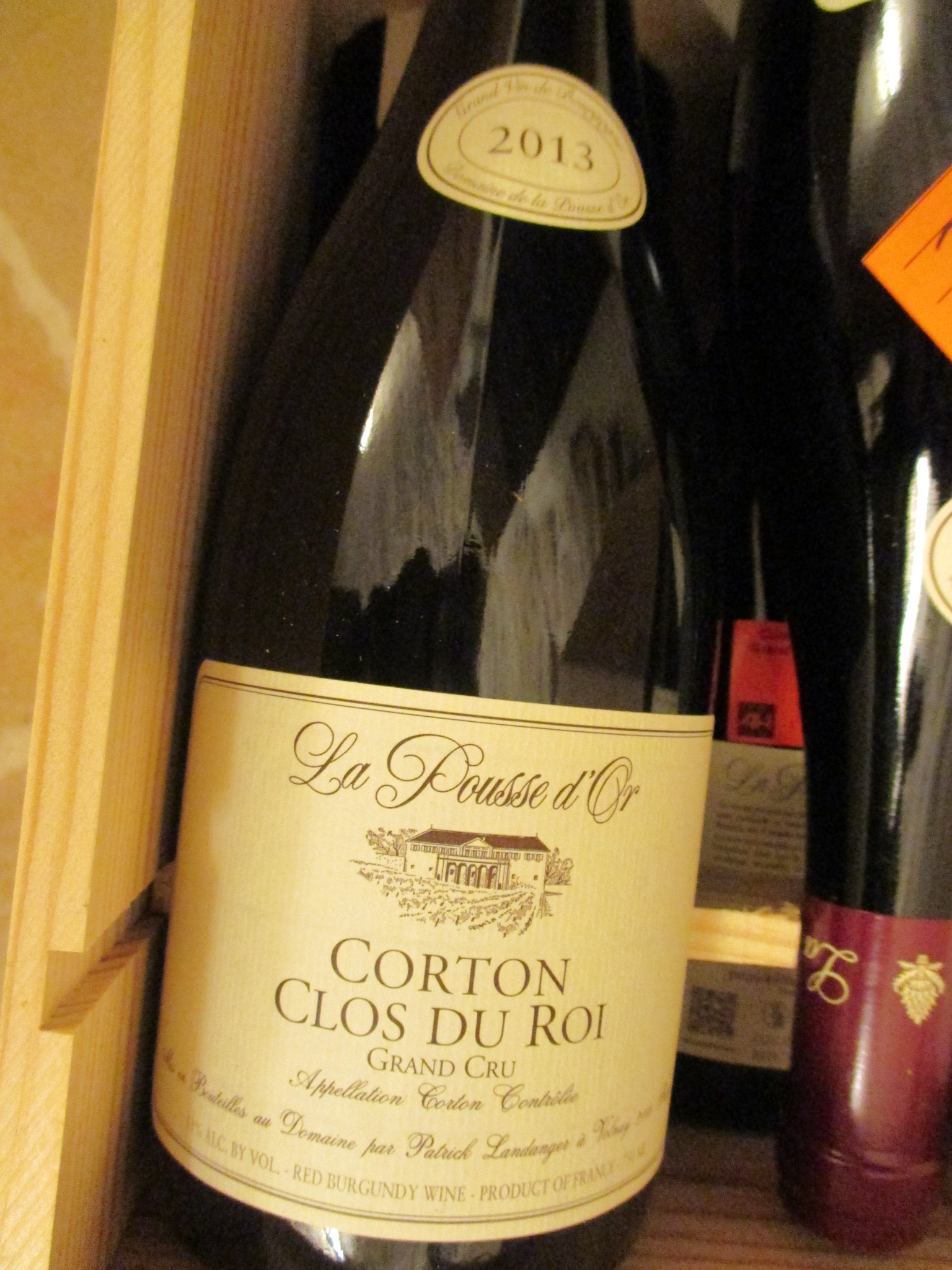
Corton Grand cru Clos du Roi

Les vins de Bourgogne sont mis à l'honneur international durant les ventes des hospices, notamment celle de Beaune.

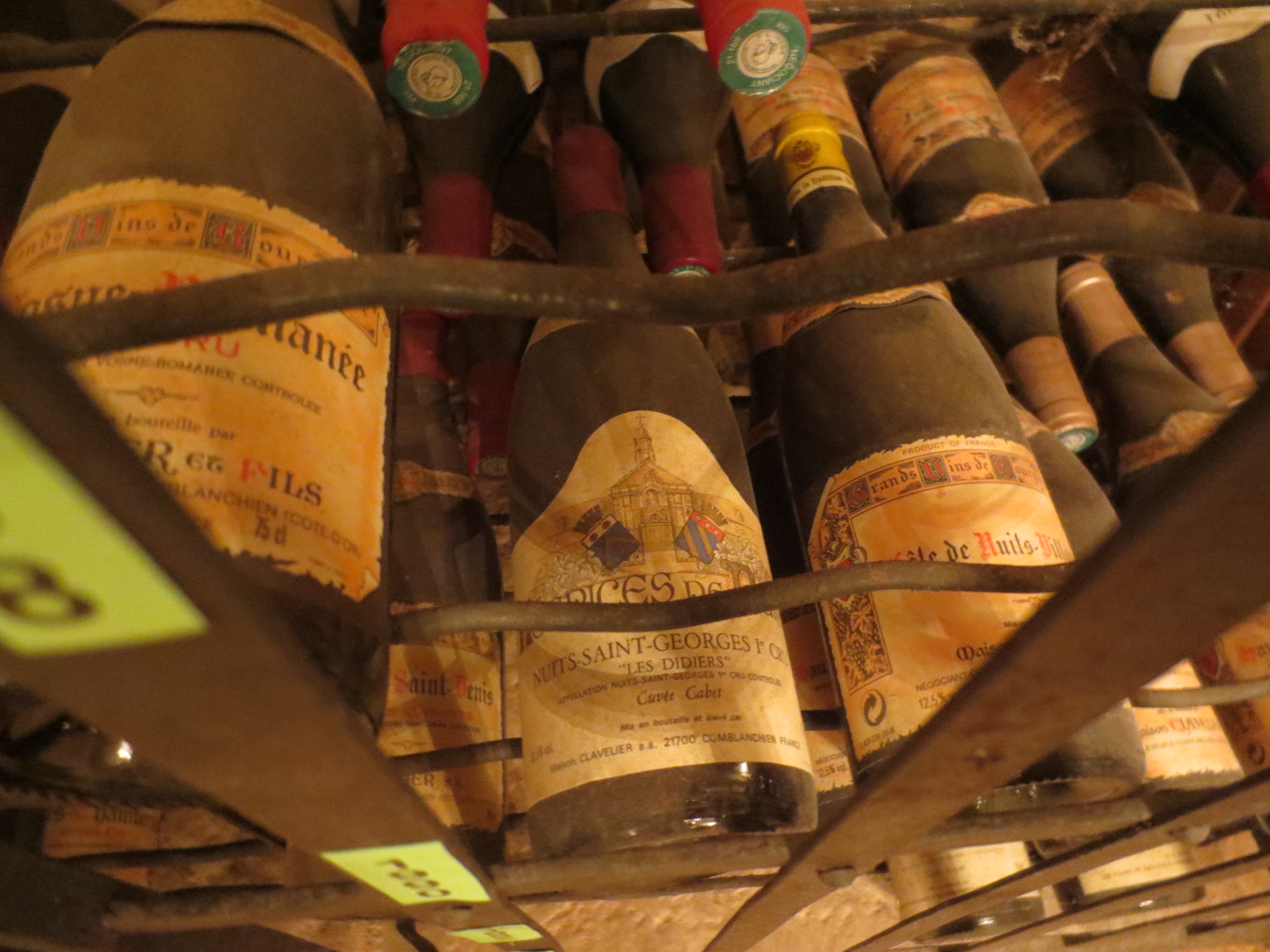
Hospices de Nuits-Saint-Georges
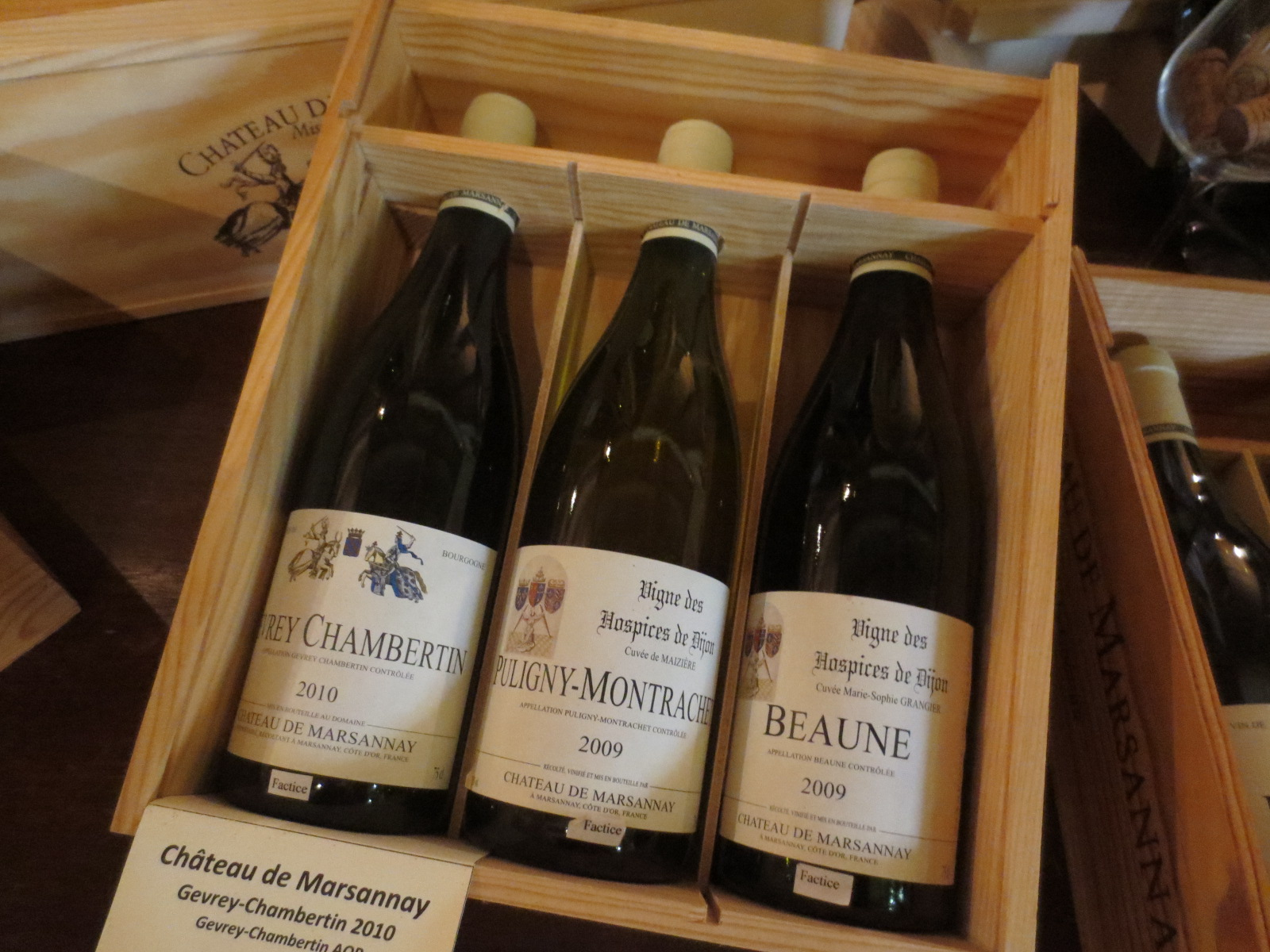
Hospices de Dijon
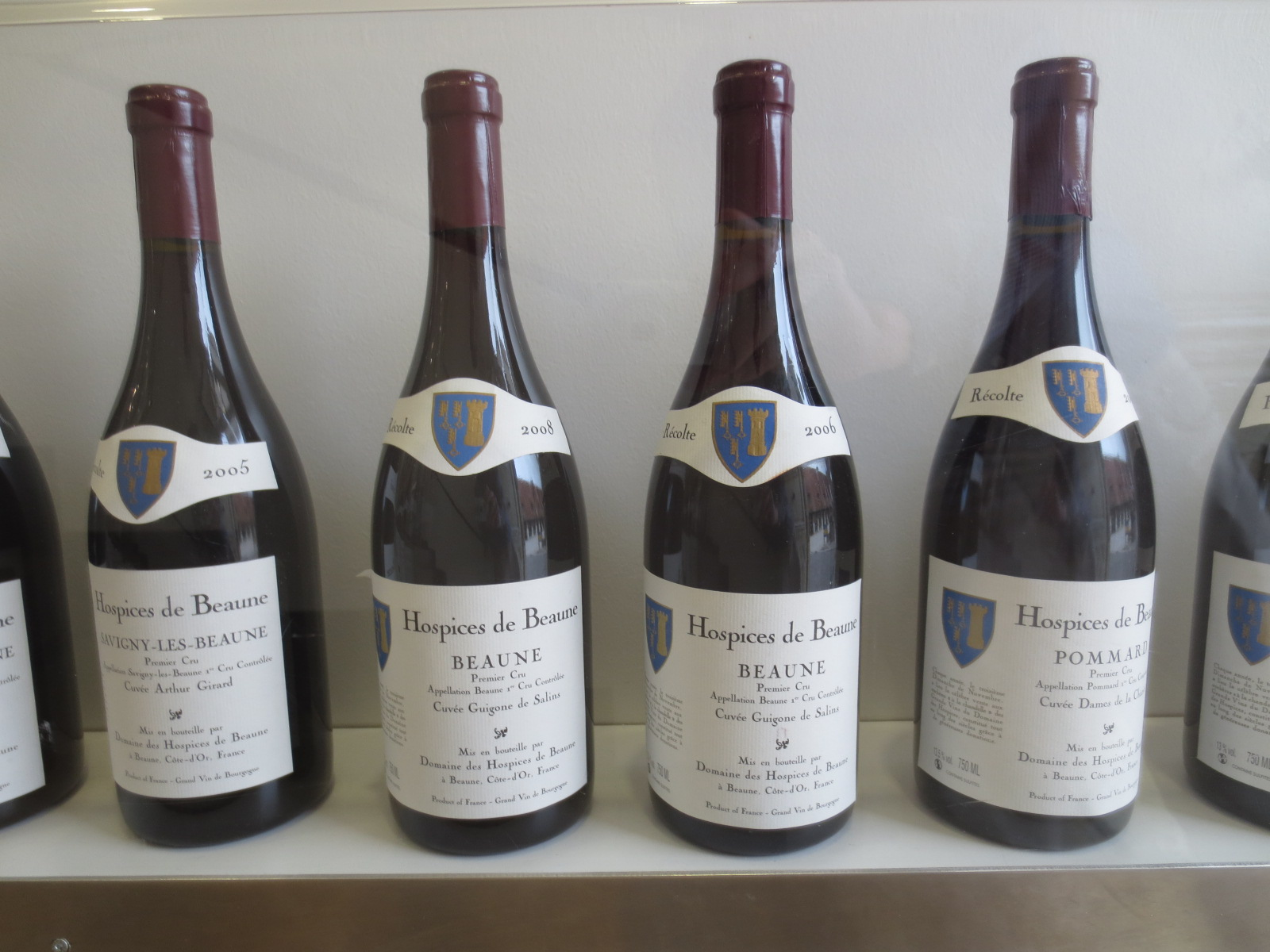
Hospices de Beaune
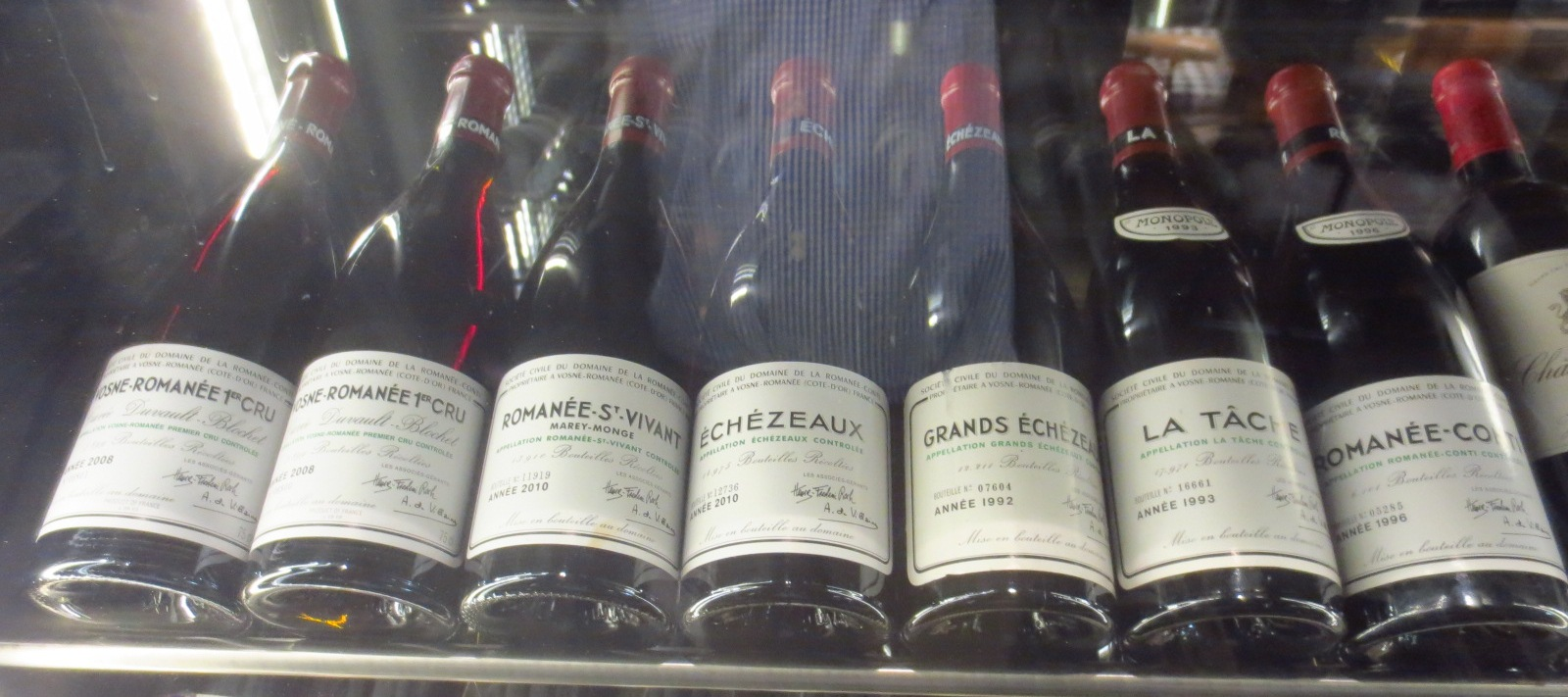
Romanée-conti
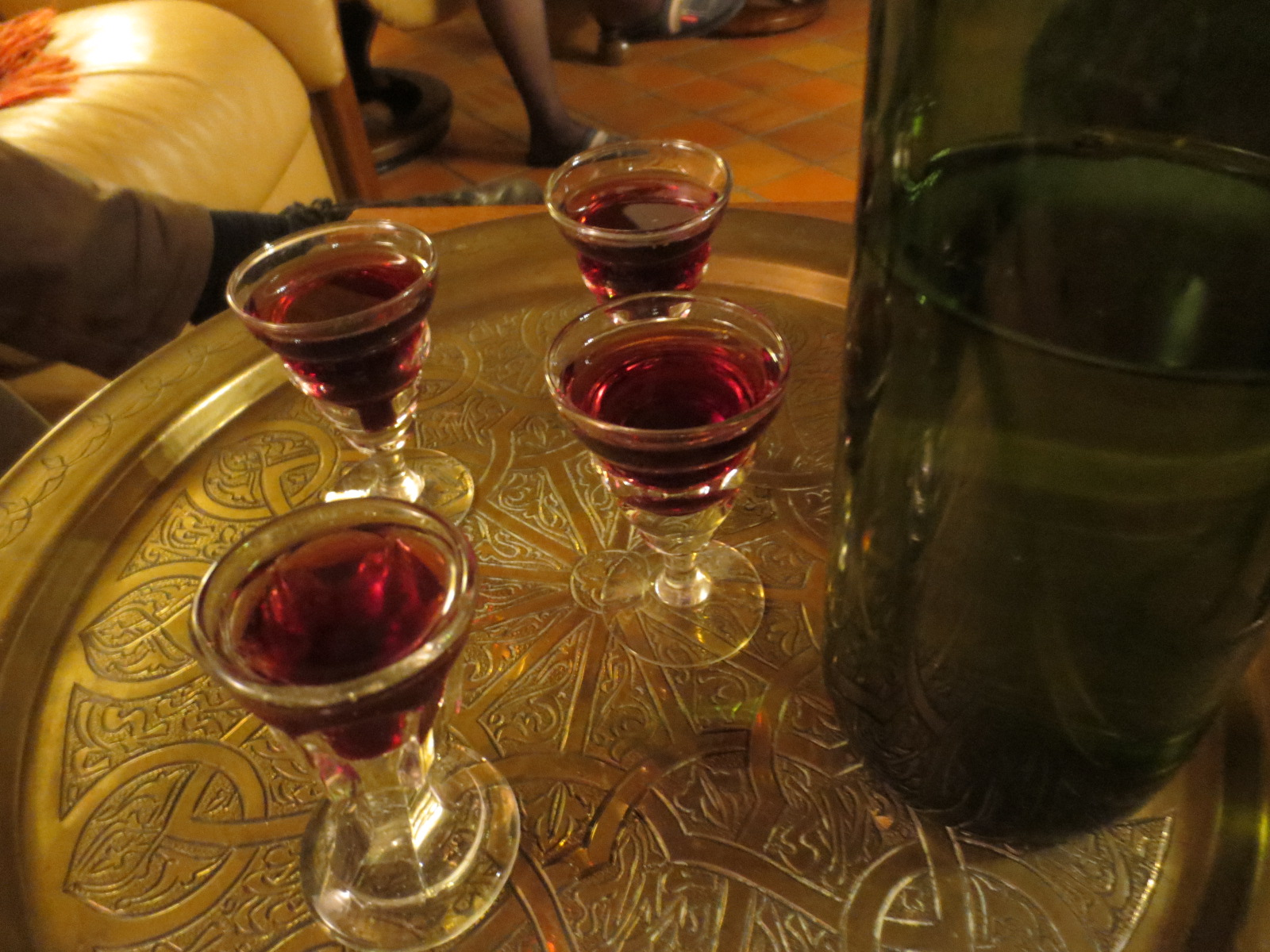
Mêlé-cass, digestif à base de crème de cassis et de marc de Bourgogne

## Commerces, folklores et traditions

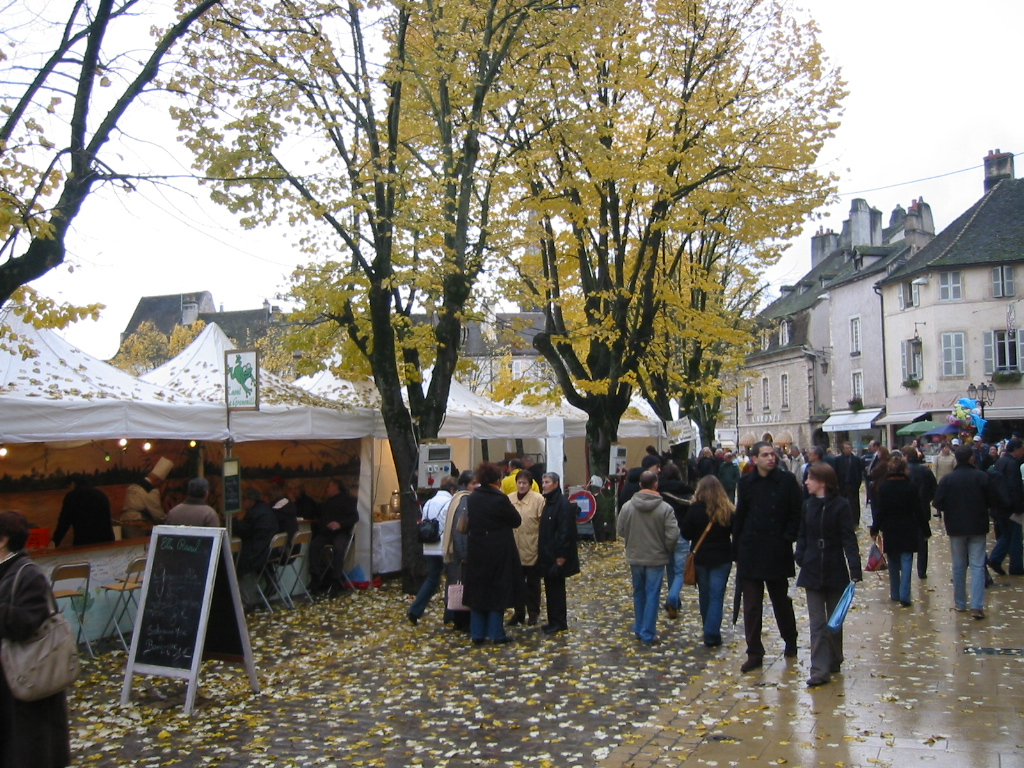
Vente des hospices de Beaune
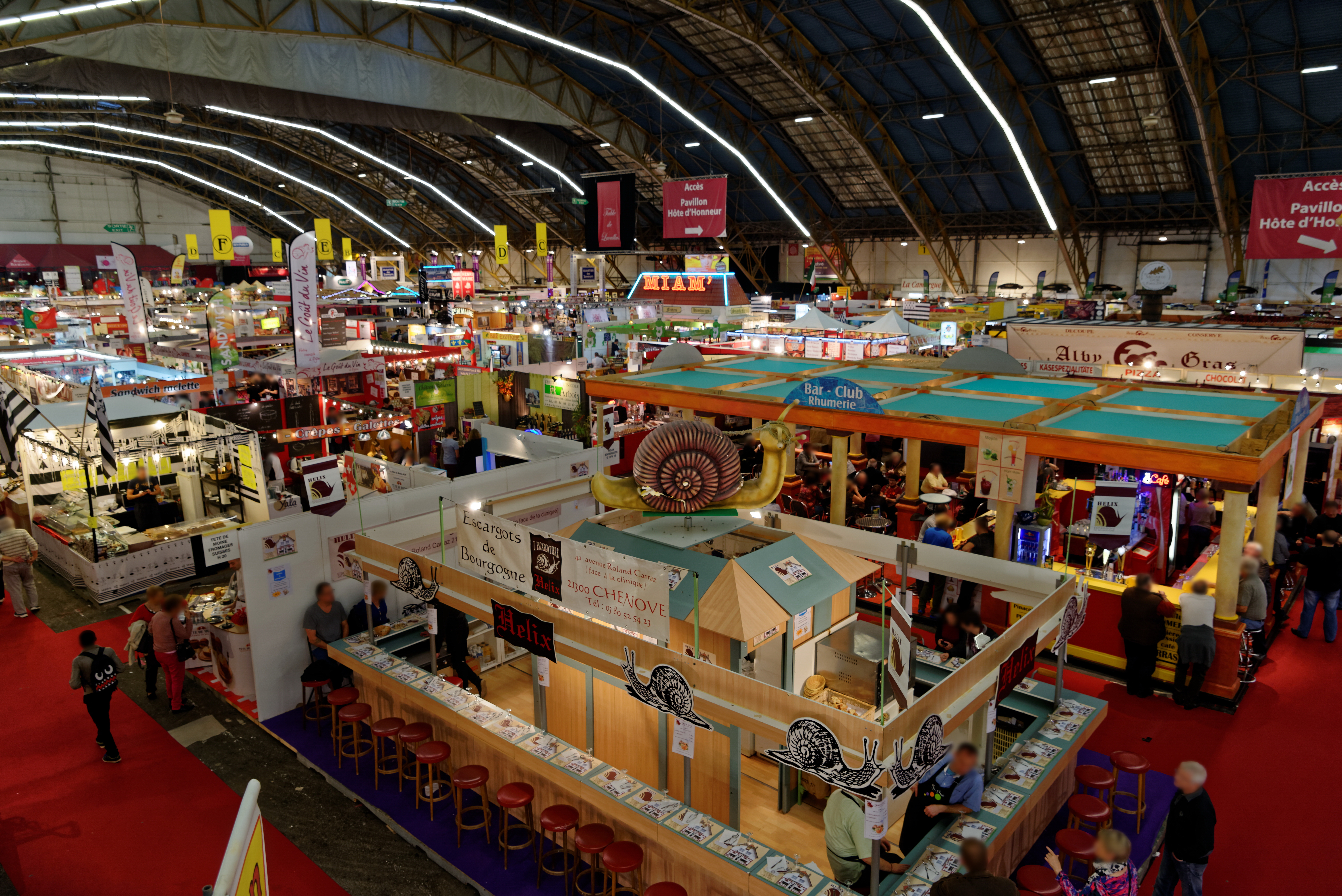
Foire internationale et gastronomique de Dijon
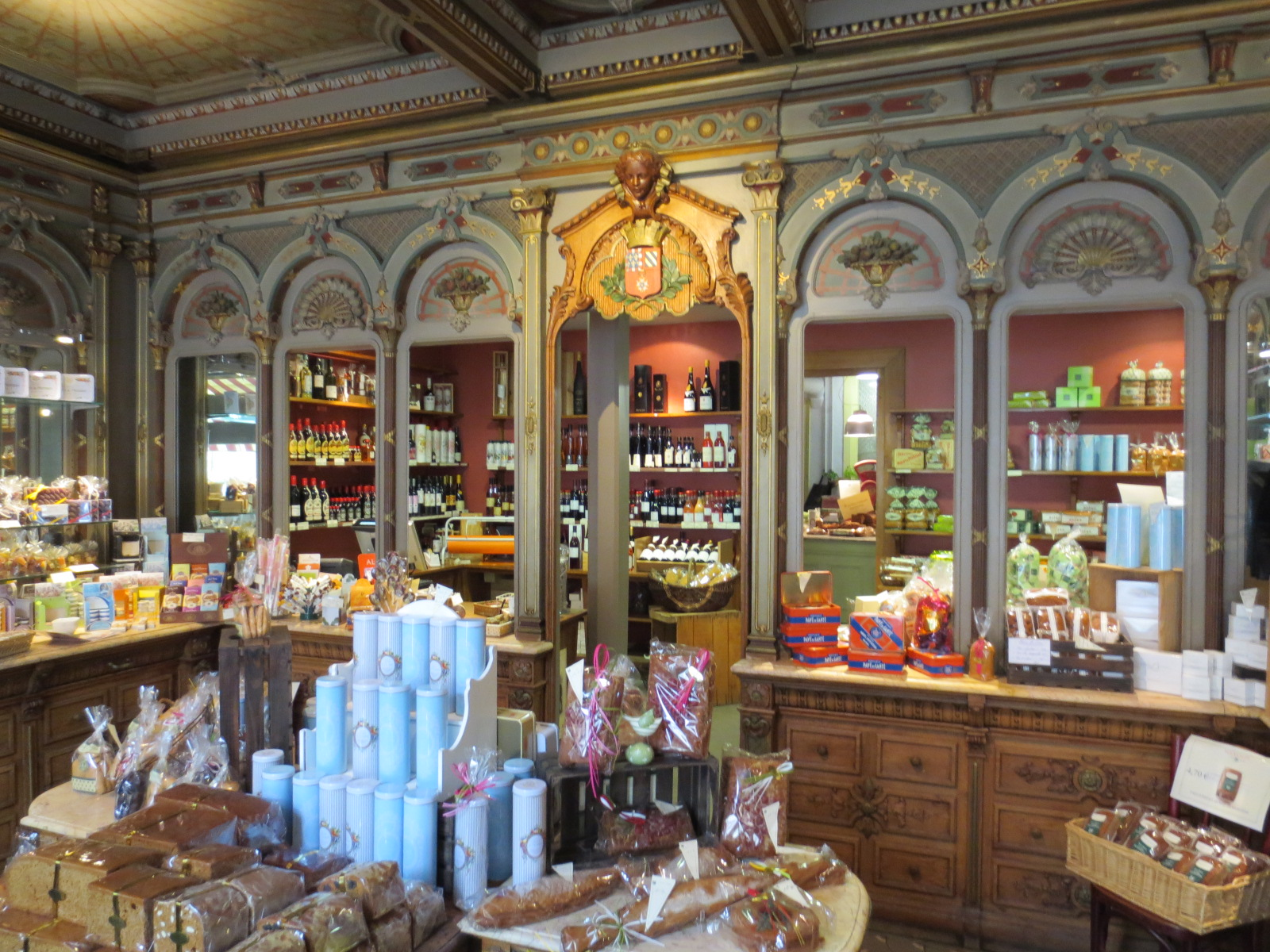
Mulot & Petitjean à Dijon
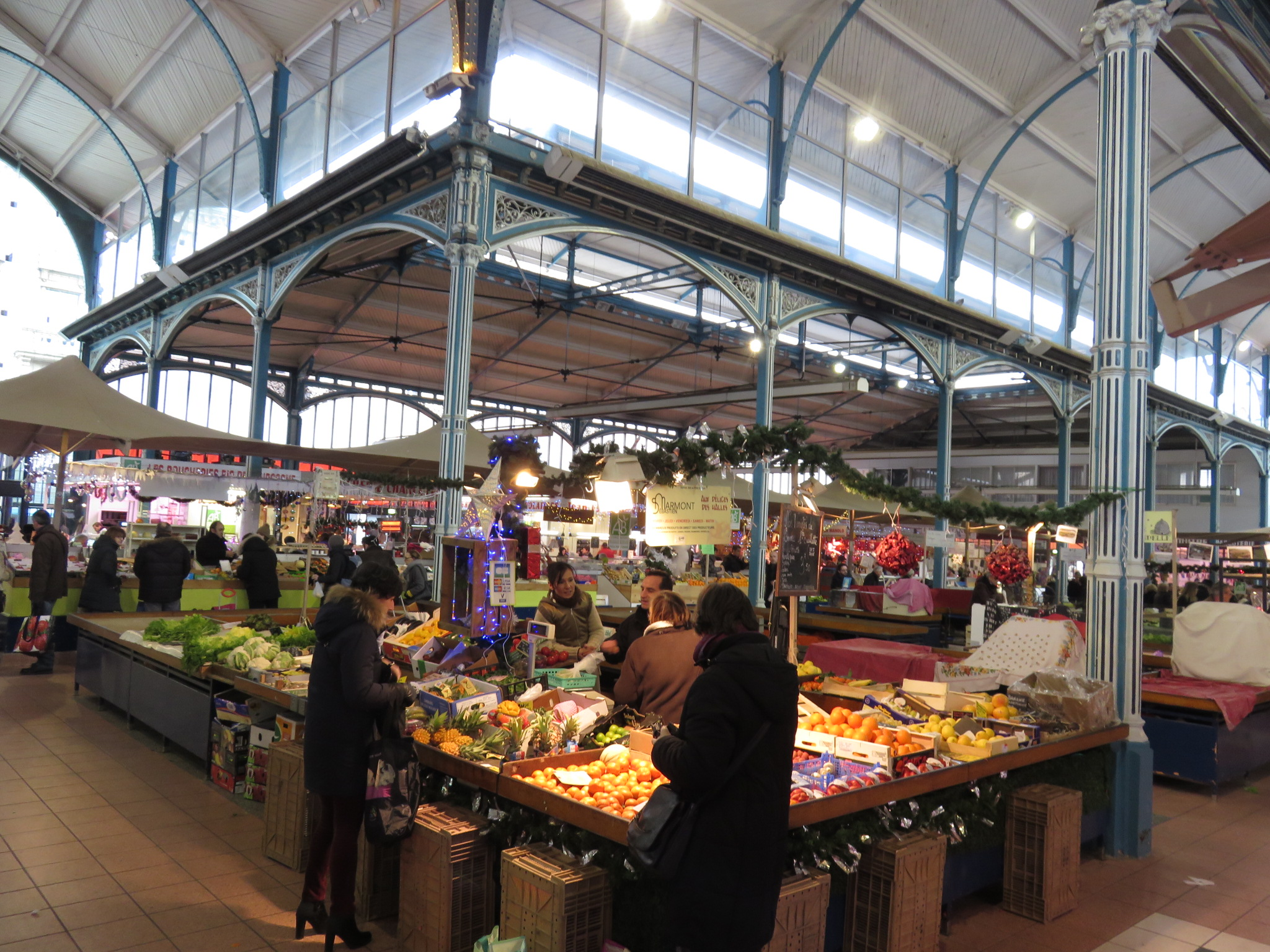
Halles centrales de Dijon
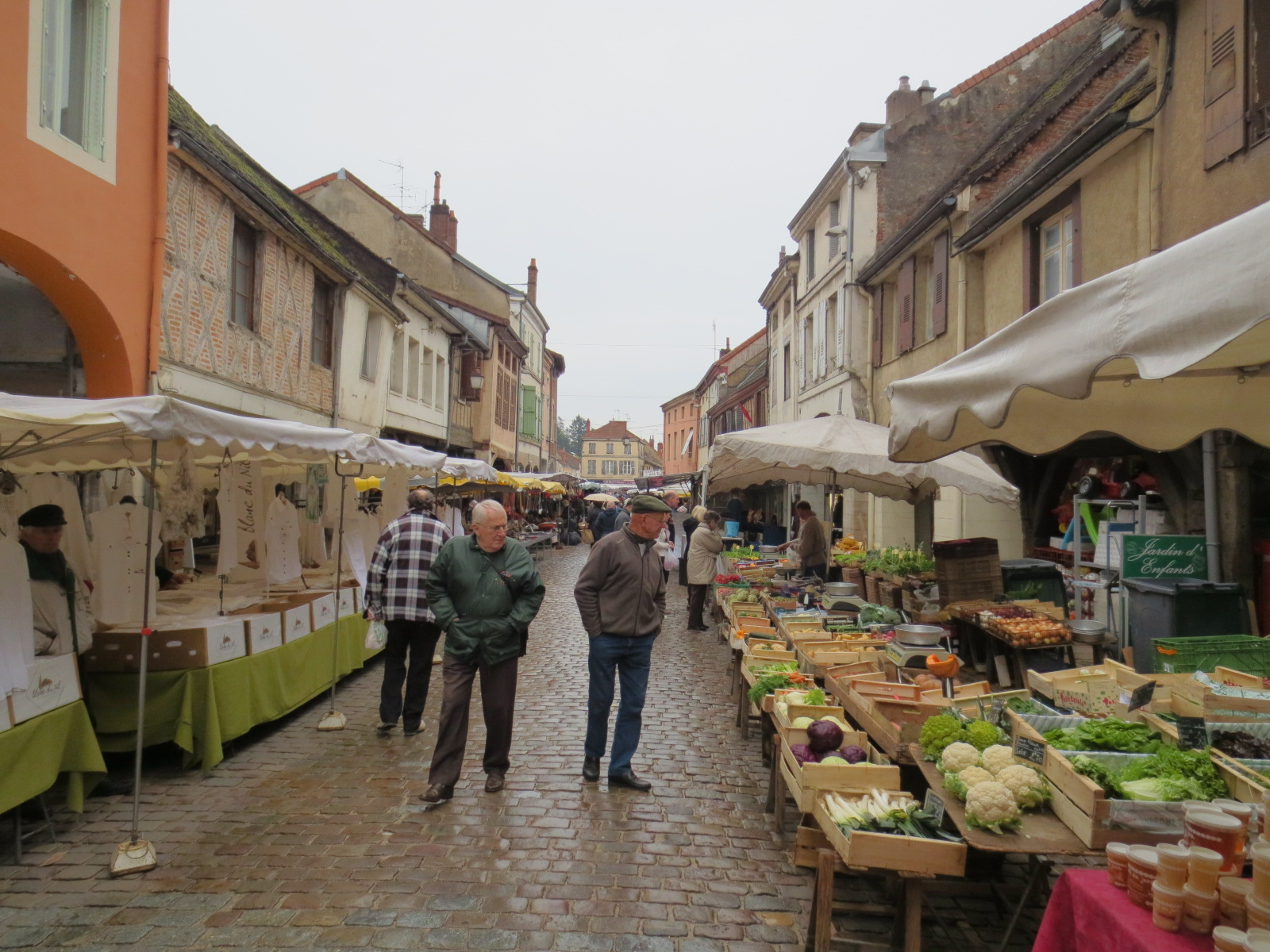
Marché de Louhans

## Quelques hauts lieux gastronomiques bourguignons

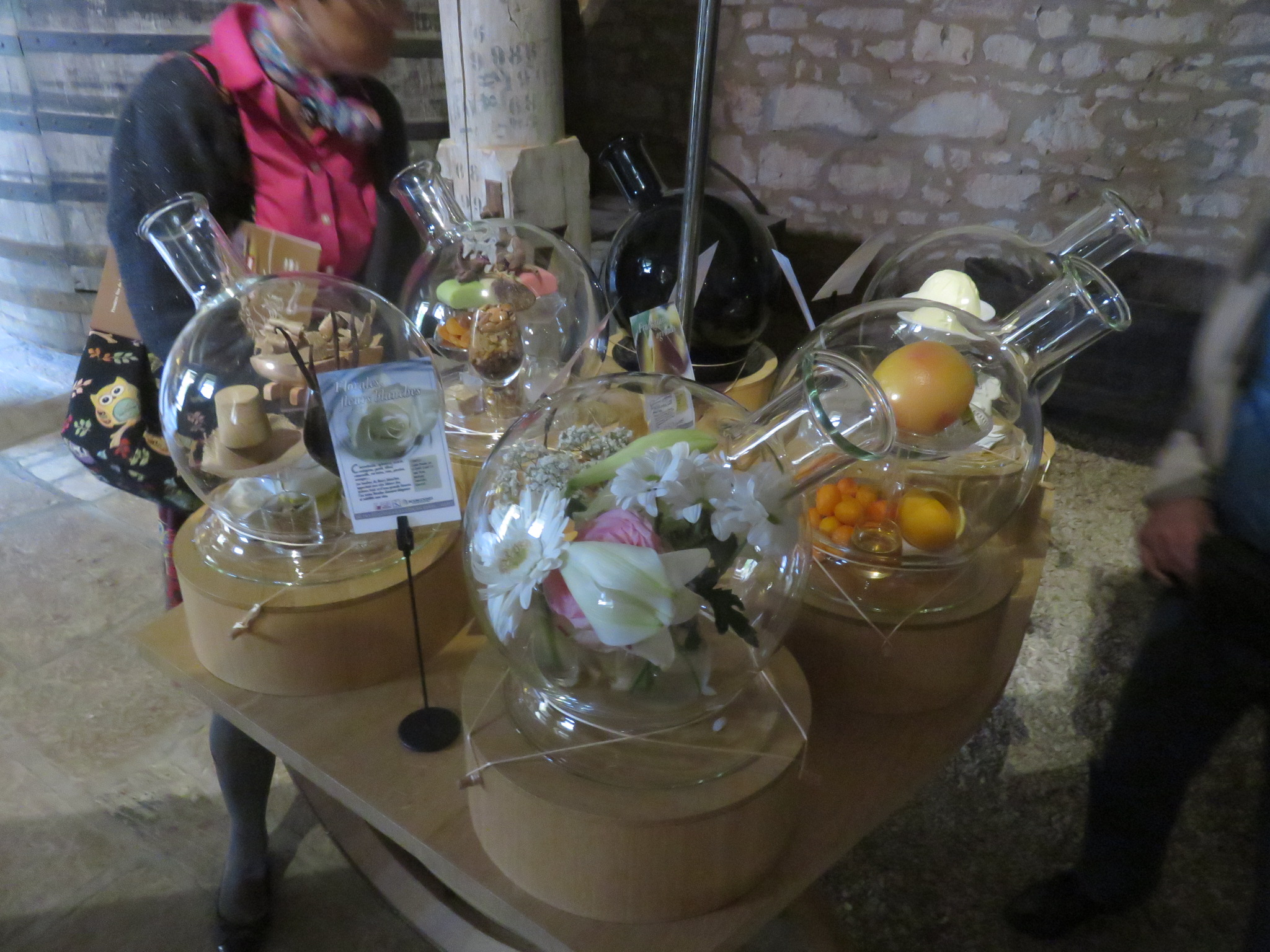
Œnophilie et littérature bourguignonne au salon Livres en Vignes du château du Clos de Vougeot

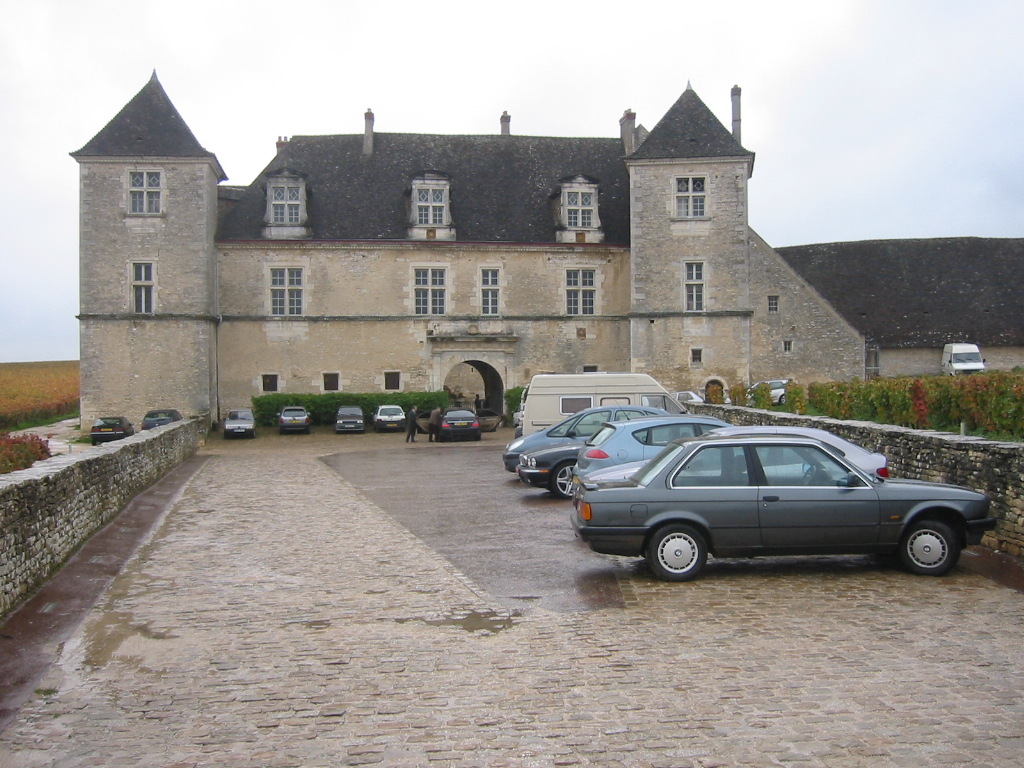
Château du Clos de Vougeot
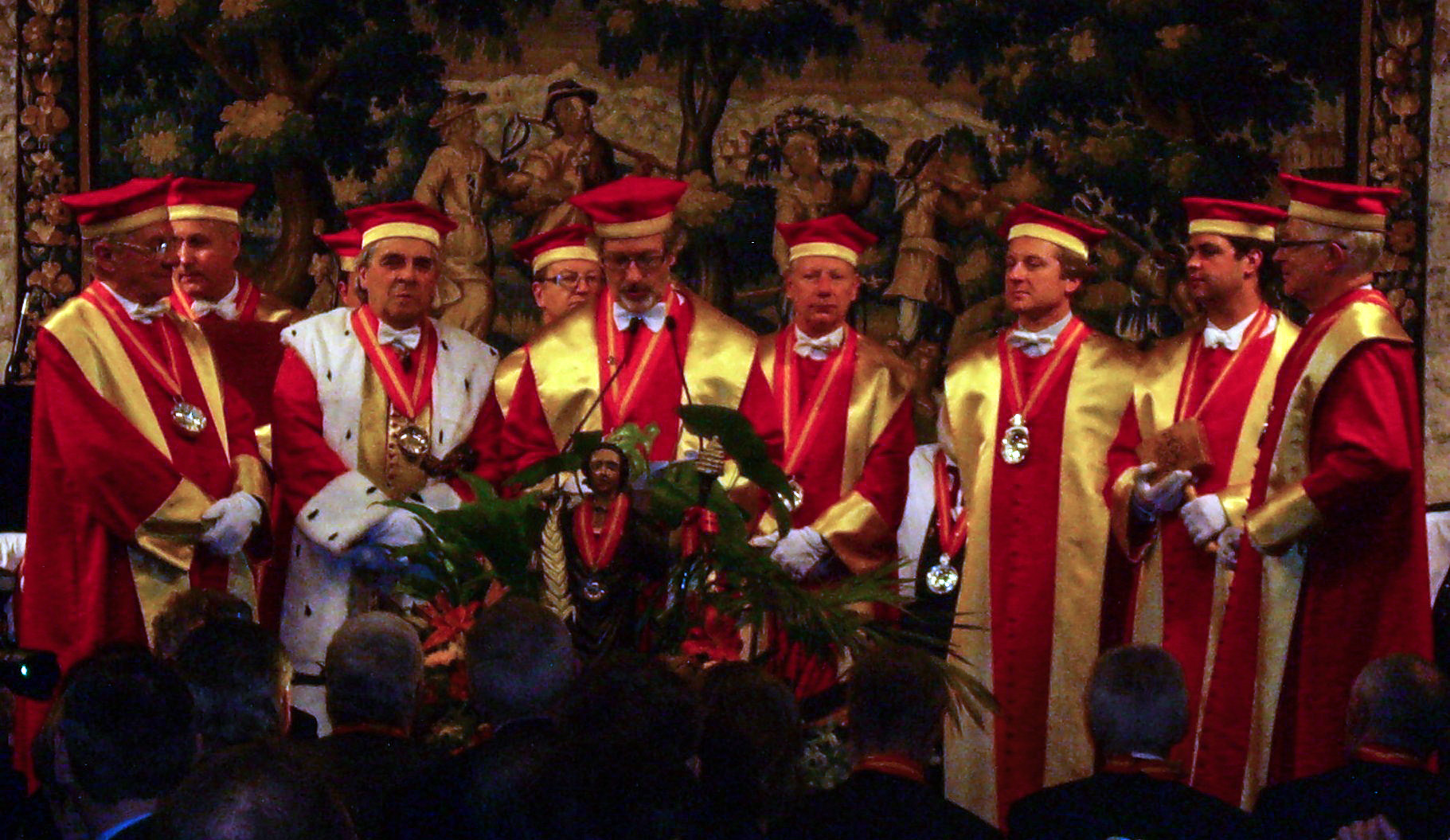
Confrérie des chevaliers du Tastevin au château du Clos de Vougeot
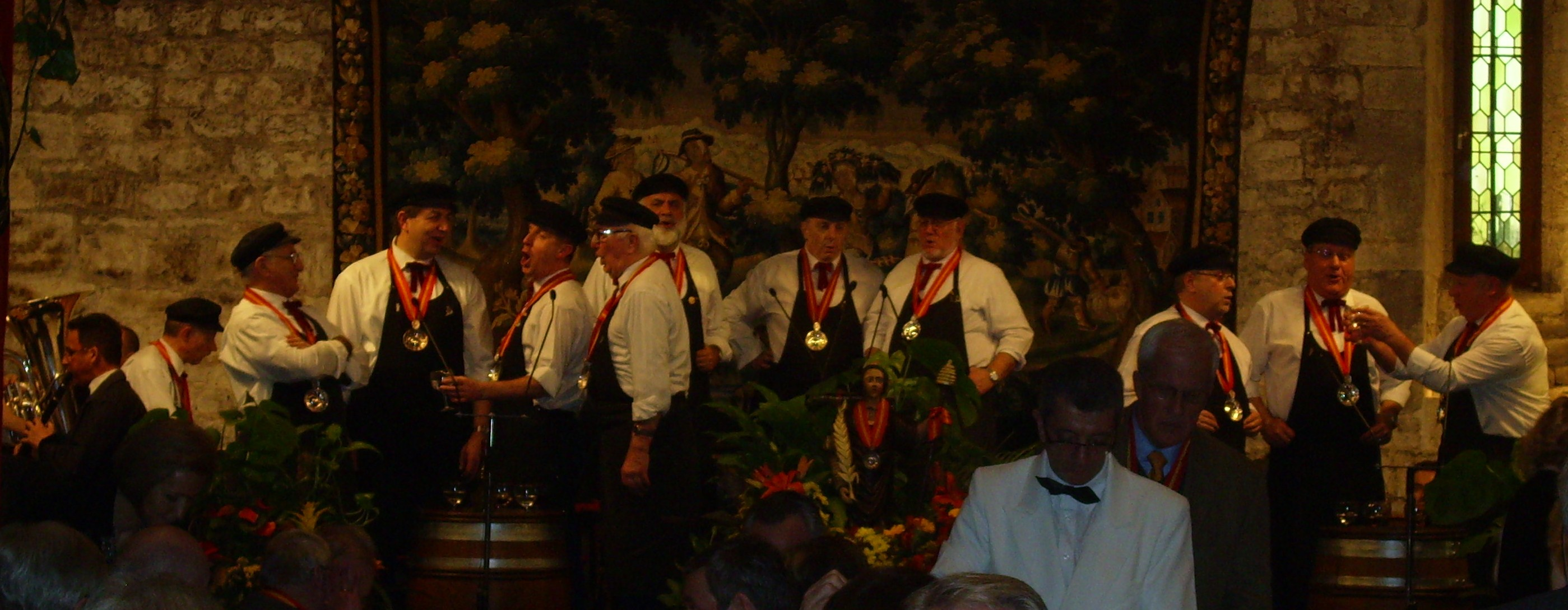
Groupe folklorique de chanson à boire Les Cadets de Bourgogne, au château du Clos de Vougeot

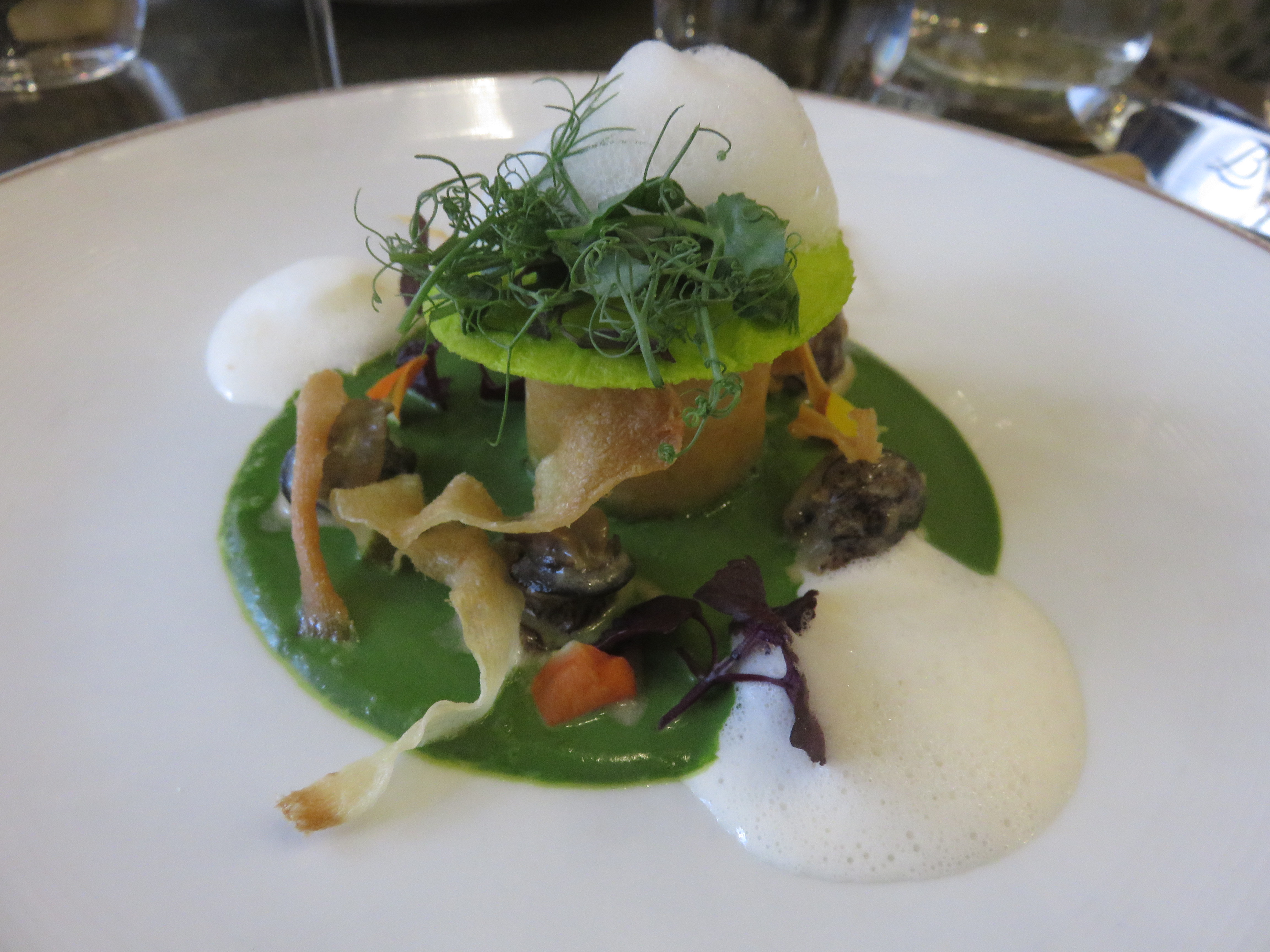
Escargots de Bourgogne, de Loiseau des Ducs de Dijon.

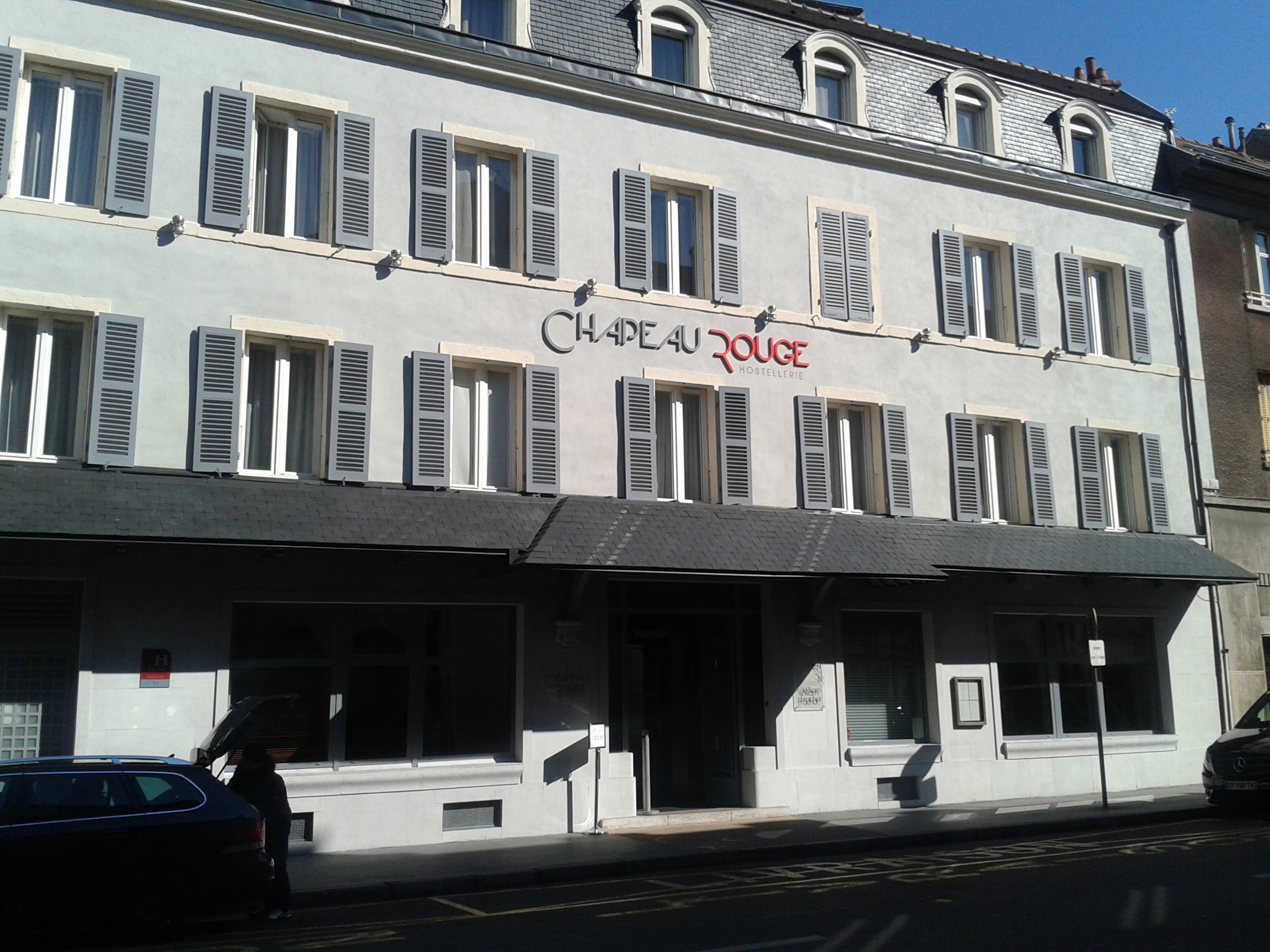
Hostellerie du Chapeau Rouge

- Hostellerie du Chapeau Rouge à Dijon, de William Frachot
- Château du Clos de Vougeot, de la confrérie des chevaliers du Tastevin
- La Côte d'Or à Saulieu d'Alexandre Dumaine, Bernard Loiseau, puis Patrick Bertron
- Lameloise à Chagny, de Jacques Lameloise, puis Éric Pras
- La Côte Saint Jacques à Joigny, de Jean Michel Lorain
- L'Espérance à Avallon, de Marc Meneau (jusqu'en 2015)
- Loiseau des Ducs à Dijon
- Loiseau des Vignes de Beaune
- Grand Hôtel la Cloche, place Darcy à Dijon

- Cité internationale de la gastronomie et du vin
- Foire internationale et gastronomique de Dijon
- Halles centrales de Dijon

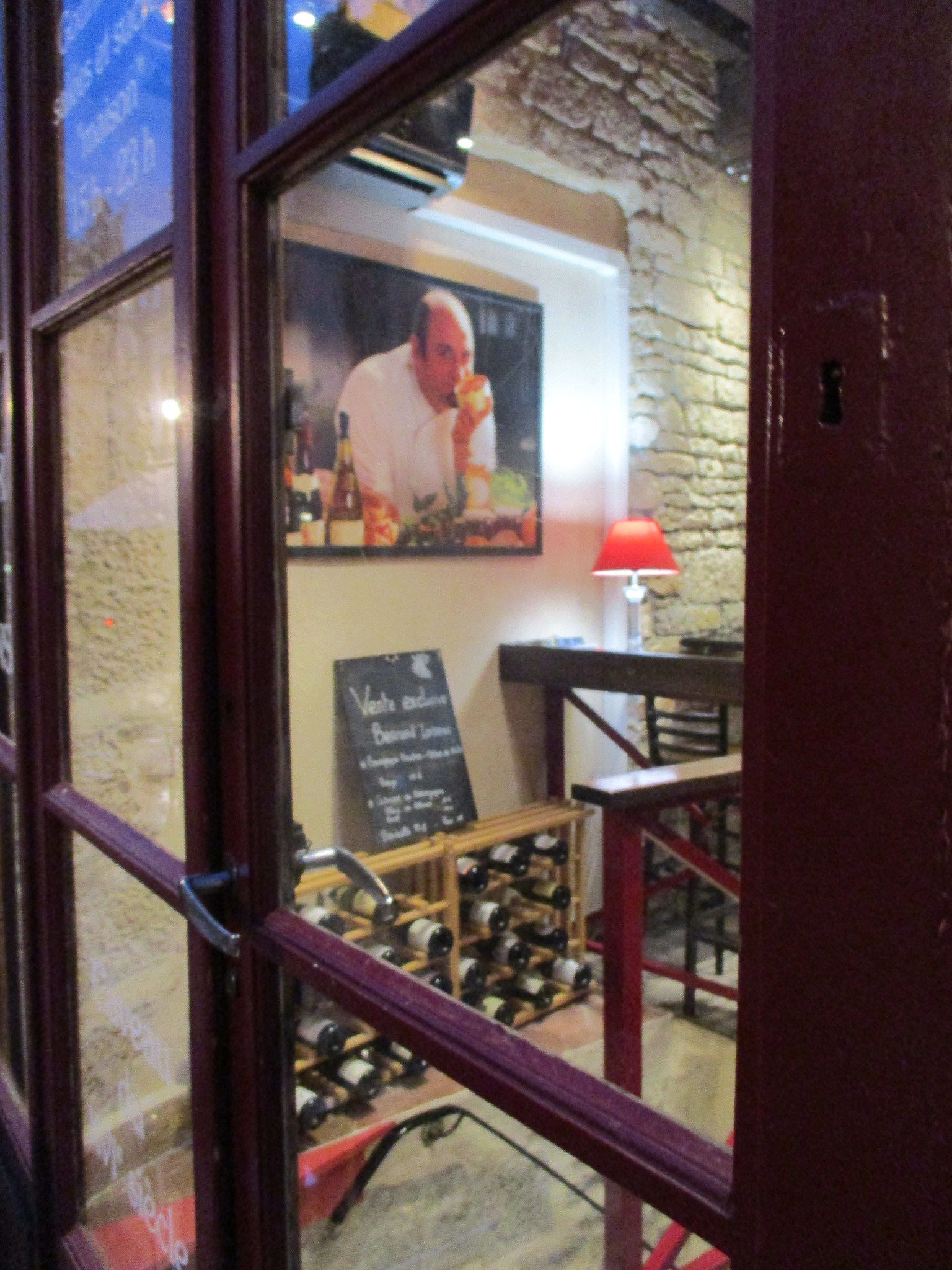
Bernard Loiseau
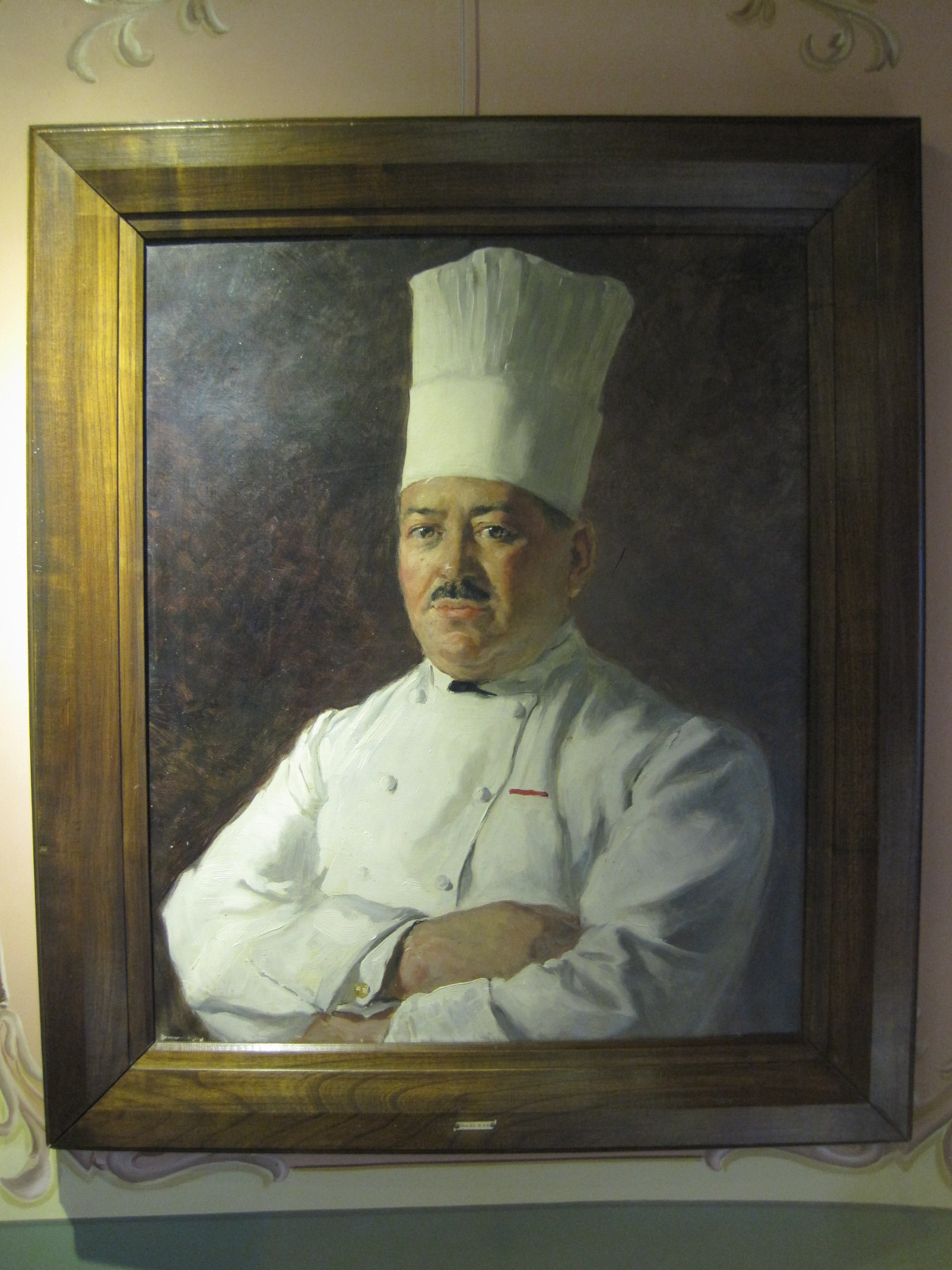
Alexandre Dumaine
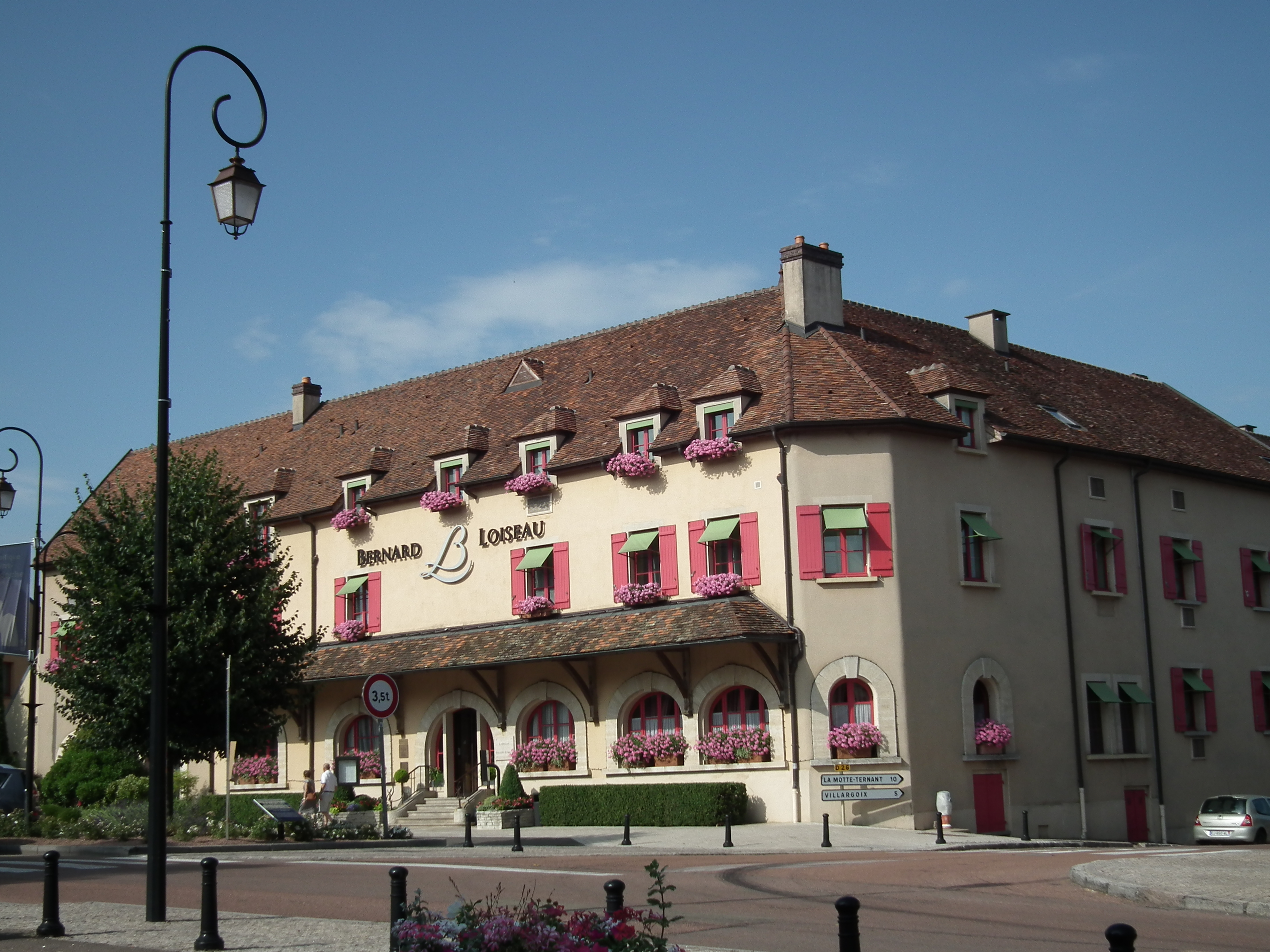
La Côte d'Or
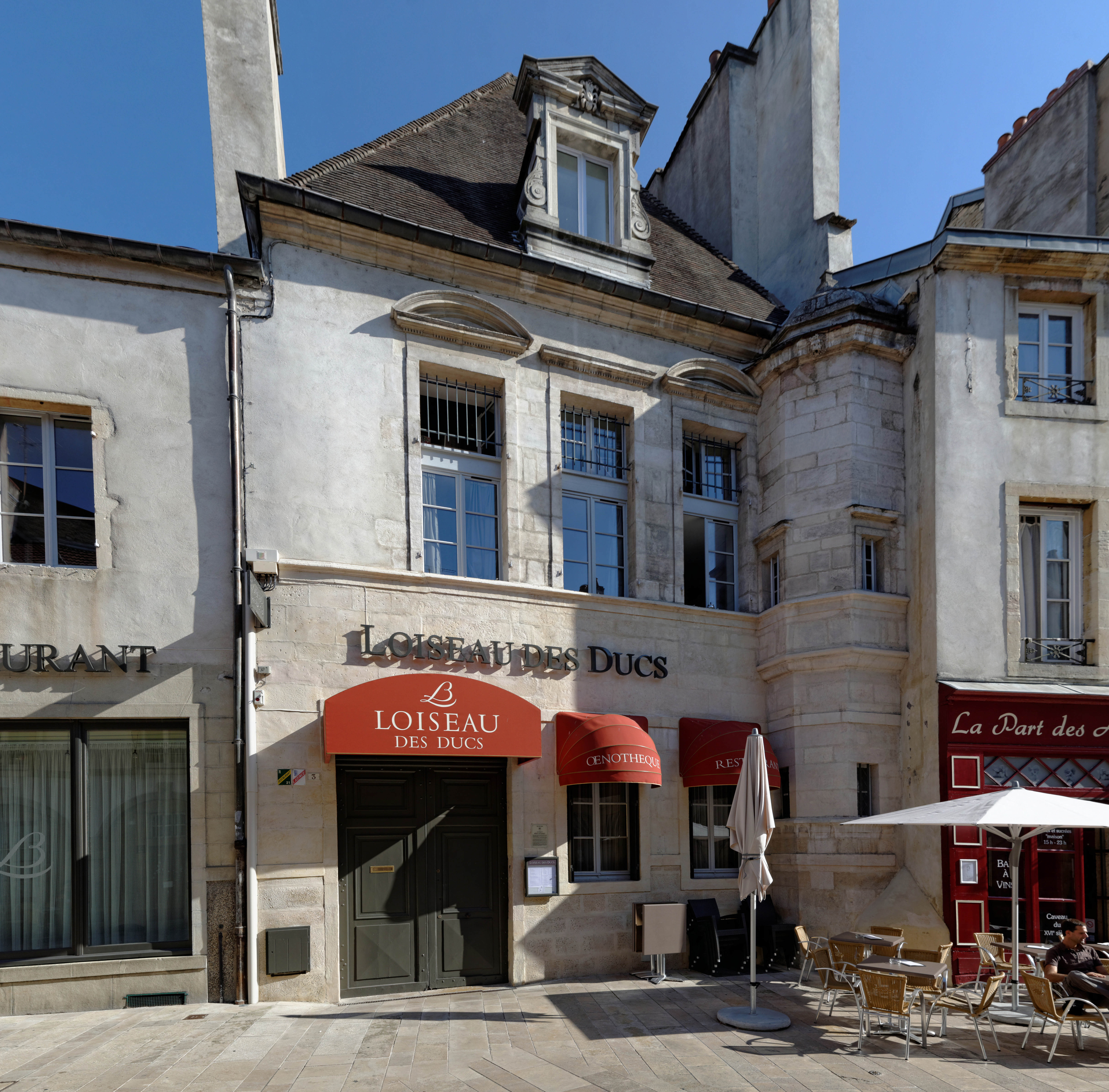
Loiseau des Ducs
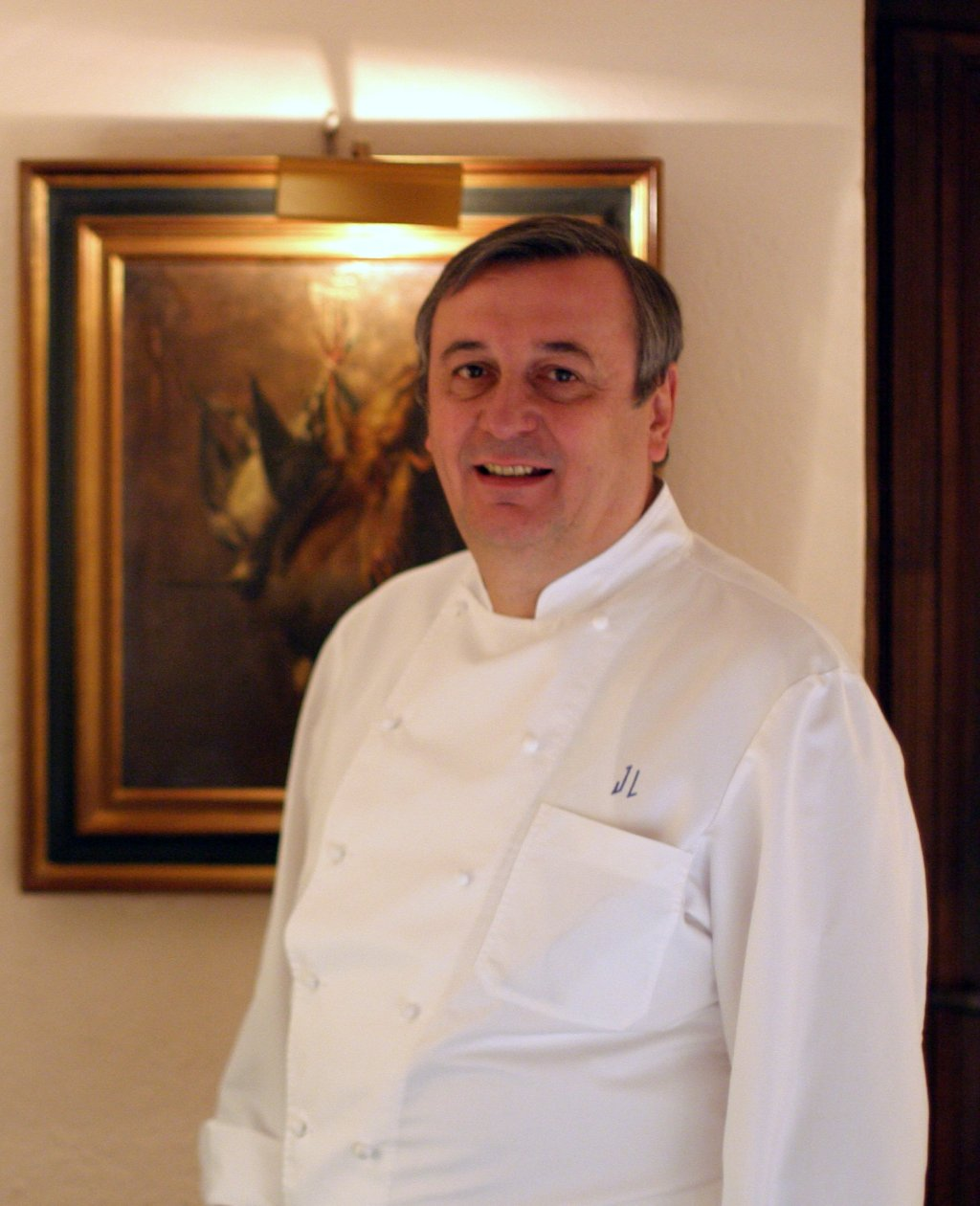
Jacques Lameloise
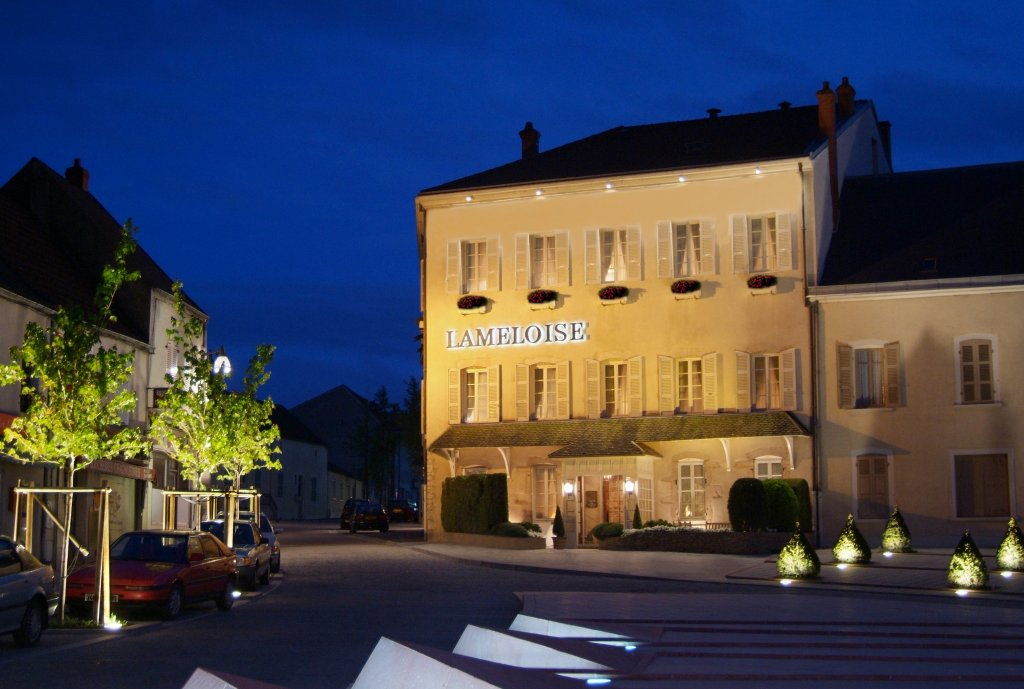
Lameloise
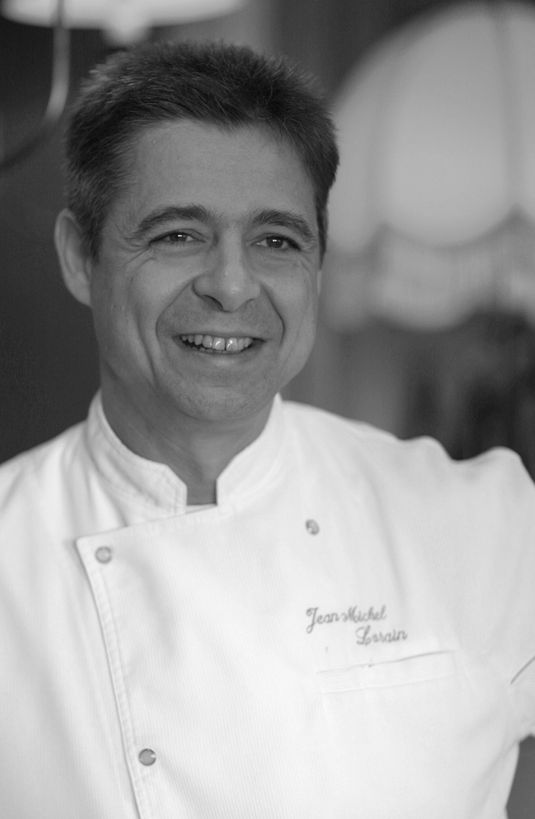
Jean Michel Lorain